# René Lévesque
Pour les articles homonymes, voir René Lévesque (homonymie).
René Lévesque, né le 24 août 1922 à Campbellton (Nouveau-Brunswick) et mort le 1er novembre 1987 à Montréal (Québec), est un homme d'État québécois. D'abord connu comme journaliste, animateur de radio et de télévision, il est l'un des principaux artisans de la Révolution tranquille au sein du Parti libéral du Québec, pilotant l'achèvement de la nationalisation de l'électricité, et un ardent défenseur de la souveraineté politique du Québec. À la tête du Parti québécois, un parti indépendantiste dont il est à l'origine, Lévesque est premier ministre de la province de 1976 à 1985. En 1980, il tient le premier référendum sur l'indépendance du Québec.
Lévesque grandit à New Carlisle dans La Baie-des-Chaleurs. Élève doué formé chez les Jésuites de Gaspé, puis au Collège Saint-Charles-Garnier de Québec, il abandonne ses études en droit à l'Université Laval en 1943 et travaille comme annonceur et rédacteur pour la radio. Bilingue, il est recruté en 1944 comme agent de liaison puis correspondant de guerre pour l'Armée américaine. Dépêché à Londres, il participe aux campagnes militaires de France, d'Allemagne, d'Autriche et à la libération du camp de concentration de Dachau avec les troupes du général américain Patton puis du général Patch.
Après la guerre, il s'installe à Montréal et travaille comme journaliste pour Radio Canada International (RCI) puis devient animateur vedette de Radio-Canada, où il anime l'émission Point de mire. Après son implication dans la grève des réalisateurs de Radio-Canada, qui commence en 1958, Point de mire est retirée de l'antenne à l'été 1959. Journaliste vedette, Lévesque quitte Radio-Canada pour devenir, en 1960, député pour le Parti libéral du Québec et ministre dans le gouvernement Lesage. Artisan de la Révolution tranquille, il est chargé de la nationalisation de l'électricité en tant que ministre des Richesses naturelles. Déçu de la position de son parti sur l'avenir politique du Québec, il quitte le Parti libéral pour fonder le Mouvement Souveraineté-Association (MSA) en 1967 puis, l'année suivante, le Parti québécois (PQ), une formation souverainiste d'inspiration sociale-démocrate.
René Lévesque mène le Parti québécois au pouvoir lors de l'élection générale de 1976. Il devient alors le 23e premier ministre du Québec et prend la tête du premier gouvernement souverainiste de l'histoire de la province en novembre 1976. En 1980, les péquistes organisent un référendum sur la souveraineté du Québec : le « non » l'emporte avec 59,6 % des voix. Le Parti québécois et René Lévesque se maintiennent néanmoins au pouvoir lors de l'élection de 1981. Contesté au sein de son parti et peinant à susciter l'intérêt populaire pour la souveraineté, Lévesque se retire de la vie publique en 1985. Il meurt soudainement en 1987.
Symbole de la Révolution tranquille, fondateur du Parti québécois, figure de proue du mouvement nationaliste, porte-étendard du projet souverainiste et défenseur de la social-démocratie, Lévesque est l'une des personnalités les plus marquantes de l'histoire du Québec.

## Biographie

### Enfance et formation

#### Le surdoué de New Carlisle

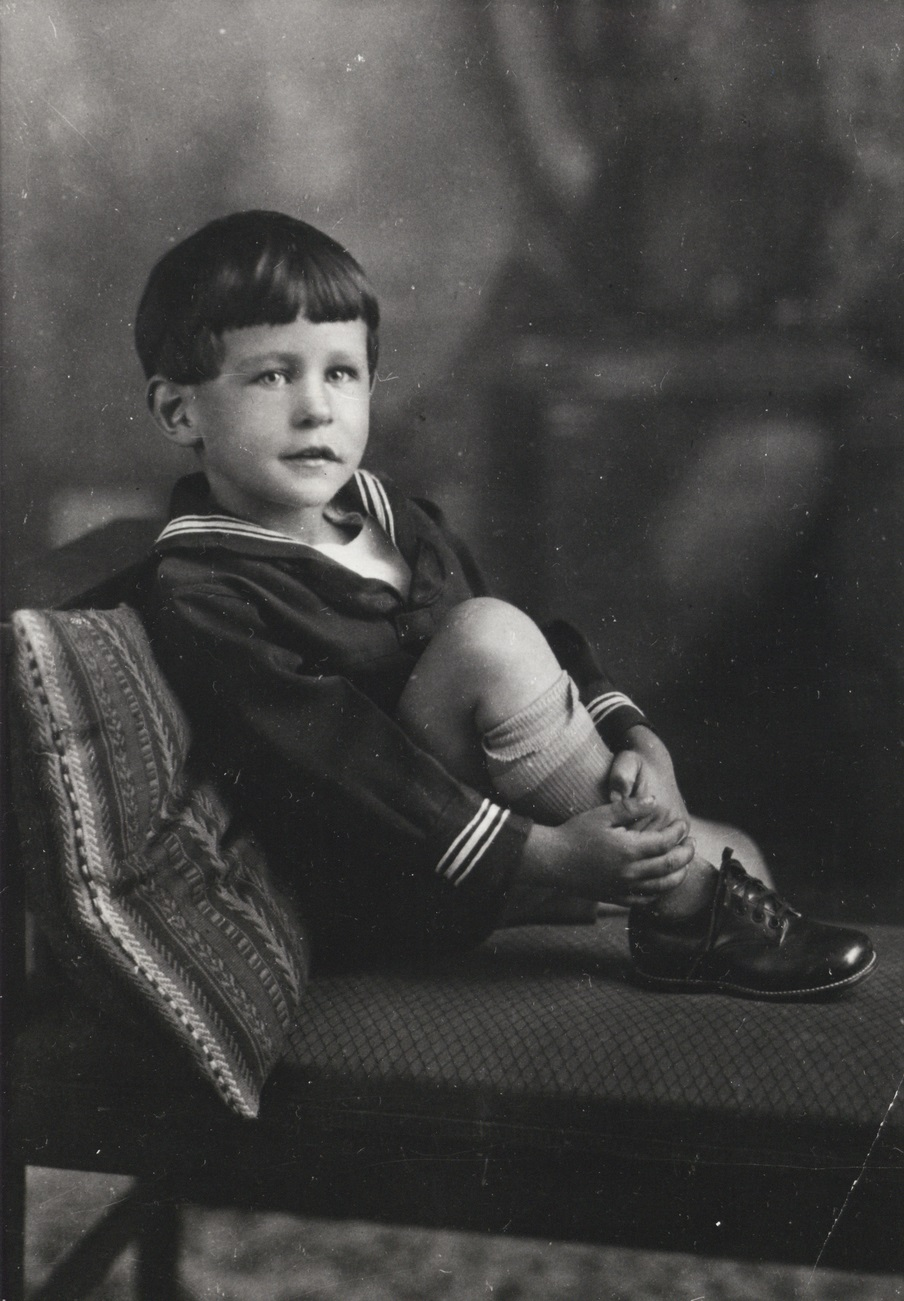
René Lévesque, vers 1927.

René Lévesque grandit à New Carlisle (comté de Bonaventure, Gaspésie), un village à majorité anglophone et bourgeoise, comptant à l'époque près de 1 000 habitants. Il naît toutefois de l'autre côté de la baie des Chaleurs, le 24 août 1922, à l'hôpital de Campbellton, au Nouveau-Brunswick,. Ses parents ont décidé de s'y rendre car son frère aîné, qui devait naître à la maison, est mort-né à cause d'un médecin en état d'ébriété. L'une des plus grandes figures de l'histoire québécoise est donc venue au monde dans une province voisine.
René Lévesque est le fils de Diane Dionne-Pineault (1896–1979), née à Rivière-du-Loup et descendante d'une lignée des seigneurs de Tilly, et Dominique Lévesque (1889–1937), un avocat trouvant ses racines à Saint-Pacôme-de-Kamouraska. Le couple s'est formé à Rivière-du-Loup et s'est uni dans la même ville, le 4 octobre 1920, lors d'une sobre cérémonie à l'église Saint-Patrice. La mère de René Lévesque est une femme cultivée « avide de connaissances » qui fait « figure d'intellectuelle ». Le père de Lévesque est un jeune avocat prometteur qui, avant de s'établir en Gaspésie, travaillait au cabinet d'Ernest Lapointe, influent avocat et « lieutenant québécois » du premier ministre canadien William Lyon Mackenzie King.
René Lévesque est d'ascendance normande du côté paternel. Plus tard, alors qu'il est premier ministre du Québec, il ira d'ailleurs en Normandie pour honorer la mémoire de Robert Lévesque, le premier porteur du patronyme à débarquer en Nouvelle-France. Son biographe Pierre Godin fait ressortir deux ancêtres marquants de René Lévesque: Charles Pearson, mutin de la marine britannique au XIXe siècle, et Germain Dionne, rebelle canadien français ayant combattu aux côtés des Américains lorsqu'ils envahirent la Province of Quebec en 1775. Godin souligne avec humour qu'un tel arbre généalogique prédestinait Lévesque à devenir « l'enfant terrible de la politique québécoise ».
René Lévesque est l'aîné d'une famille de quatre enfants. Il a deux frères, Fernand et André, ainsi qu'une sœur, Alice. À New Carlisle, le foyer familial est une maison de bois blanc située au 16 rue Mount Sorel, sur une butte qui surplombe la baie des Chaleurs. Si à l'époque elle était « considérée comme une maison bourgeoise », Godin souligne qu'elle serait aujourd'hui « bien ordinaire avec son portique rudimentaire orné d'un lustre en fer forgé plutôt banal, ses bay-windows qui en rompent l'harmonie ancienne et un solarium que les années ont un peu mutilé ». Modeste comparativement aux luxueuses demeures des bourgeois anglophones de la région, elle met en lumière, pour Lévesque, les inégalités entre les Wasps et la population francophone. Plus tard, il y verra même une manifestation du colonialisme : « Les Canadiens français à New Carlisle, nous étions des colonisés. Dans ce village, une minorité d'Anglais contrôlait tout, le CN, la banque, le magasin général… nous étions leurs indigènes. Ils n'étaient pas méchants. Ils nous traitaient comme les Rhodésiens blancs traitent leurs Noirs. Ils ne leur font pas de mal mais ils ont tout l'argent, donc les belles villas et les bonnes écoles ».

René Lévesque fait d'ailleurs ses études primaires dans une petite école de rang bilingue, une one-room schoolhouse qu'il qualifie de « misérable cabane ». À l'école, les francophones le considèrent comme un enfant triste alors que les anglophones voient en lui un trouble maker. Chétif, il fait toutefois preuve de caractère et ne craint aucun élève. Il côtoie surtout des catholiques à l'école primaire: Canadiens français, Acadiens ou encore anglophones d'origine irlandaise. Bien qu'ils se taquinent entre eux, s'insultant de French frogs et de crawfish, René Lévesque conserve de bons souvenirs de cette époque, qu'il qualifie de « très folklorique ». Il assure également qu'il n'a « gardé aucun ressentiment vis-à-vis des gens de langue anglaise ». Il est pourtant confronté directement aux inégalités, notamment lorsqu'il passe devant la New Carlisle Academy, une high school moderne que fréquentent les fils de riches et qui contraste avec sa modeste école de rang où il étudie. Malgré le sentiment d'injustice, le jeune René Lévesque, enfant hyperactif et bagarreur, est apaisé par la mer qui borde sa Gaspésie natale. 

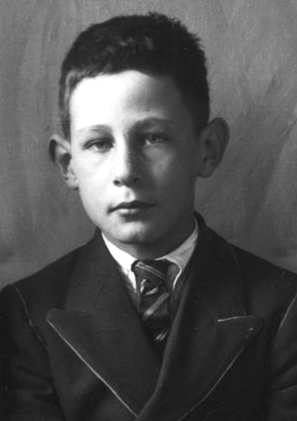
René Lévesque, étudiant au Séminaire de Gaspé, vers 1933.

Influencé par un père qu'il admire, René Lévesque développe très tôt un goût pour la lecture. Il confiera plus tard : « Quand j'y pense, je peux dire que c'est l'un des hommes les plus remarquables que j'aie connus. C'est un homme pour qui le mot « culture » avait un sens. Il m'a appris le français dans une édition illustrée des fables de La Fontaine... ». Sa mère est également une « lectrice boulimique » depuis qu'elle est jeune . Plus tard, durant l'été, René Lévesque dévore des livres mis à l'index par le clergé, notamment les romans d'Émile Zola, Guy de Maupassant et Gustave Flaubert. Il s'intéresse également à l'histoire et l'actualité, notamment lorsqu'il découvre le chancelier autrichien Engelbert Dollfuss, dont il admire le dévouement à l'indépendance autrichienne.
En 1933, après ses études primaires à l'école de New Carlisle, René Lévesque parcourt 200 kilomètres et commence des études classiques au collège de Gaspé, un établissement jésuite. Il ne rentrera auprès des siens que pour les vacances d'été. L'influence de ses parents ne tarde pas à se révéler puisque l'enfant a une longueur d'avance sur ses camarades, lui qui a déjà lu la plupart des livres que les prêtres lui recommandent. Élève doué, il se distingue notamment en rédaction et en syntaxe, disciplines où il démontre des aptitudes précoces. Il fait toutefois preuve d'arrogance, conscient d'une supériorité intellectuelle qu'il estime lui mériter un traitement de faveur. Il est d'ailleurs le préféré des jésuites, ce qui ne manque pas d'attiser la jalousie de ses camarades de classe. Malgré sa réputation de petit prodige, le jeune René Lévesque ne perd pas sa fougue caractérielle, alors qu'il n'hésite pas à contester les règlements de l'établissement, notamment l'heure du couvre-feu, ou à taillader la redingote neuve d'un élève qui lui subtilise son statut de premier de classe.
Au séminaire de Gaspé, il entre en contact pour la première fois avec le monde politique lors des élections de 1935. Il a alors l'occasion de rencontrer Philippe Hamel, meneur de l'Action libérale nationale (ALN) et figure de proue du mouvement pour la nationalisation de l'hydroélectricité. Un an plus tard, à l'âge de treize ans, il expose déjà ses penchants nationalistes dans un texte qu'il publie dans L'Envol, le journal du séminaire de Gaspé. Il y démontre également un attachement à l'héritage de la France :

« En Amérique, c’est à nous que revient cette mission qui est de projeter sur l’Amérique impérialiste la lumière de la culture française, de la culture spirituelle que, seuls, nous possédons. Or, pour ce faire, tout le monde le comprend, nous devons demeurer intégralement français. »

#### Une nouvelle vie à Québec

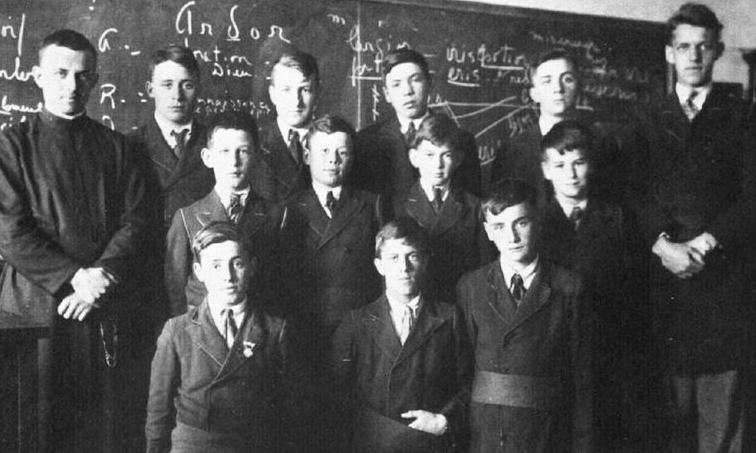
René Lévesque et d'autres camarades de classe dans le cours d'Éléments latins,
2e rangée, 1er à gauche, vers 1935.

En juin 1937, le père de René Lévesque meurt à la suite d'une intervention chirurgicale pour une crise d'appendicite. Les funérailles ont lieu à l'église Saint-Patrice, à Rivière-du-Loup. Par la suite, sa mère, qui a du mal à s'adapter à New Carlisle car elle ne maîtrise pas l'anglais, quitte la Gaspésie pour s'installer à Québec avec ses enfants. En 1938, René Lévesque passe donc ses dernières vacances en Gaspésie. C'est l'occasion pour lui de s'initier à un domaine qui deviendra plus tard un gagne-pain: la radio. En effet, sous la recommandation de son père, il décroche un poste d'animateur à CHNC, une radio locale qui appartient au dentiste Charles Houde. Les auditeurs entendent donc pour la première fois René Lévesque à la radio, qui annonce d'une voix juvénile: «Ici CHNC New Carlisle...».
Après avoir quitté la Gaspésie de son enfance, René Lévesque reprend ses études sous l'enseignement des jésuites au Collège Saint-Charles-Garnier de Québec, où il passe beaucoup de temps à lire et demeure premier de classe. Peu de temps après, le 3 janvier 1939, sa mère se marie avec Albert Pelletier, un avocat de « la vieille capitale » et ami de la famille qui pratiquait jadis le droit avec Dominique Lévesque, à New Carlisle. René Lévesque aura beaucoup de mal à accepter cette situation, lui qui est encore marqué par l'héritage d'un père qu'il considère comme son héros. À Québec, il se découvre une deuxième famille auprès des Marceau, un clan dont la mère, d'origine irlandaise, deviendra comme une seconde figure maternelle. C'est aussi à ce moment que le jeune René noue une relation amoureuse avec Louise L'Heureux, fille d'Eugène L'Heureux, le rédacteur en chef de L'Action catholique.

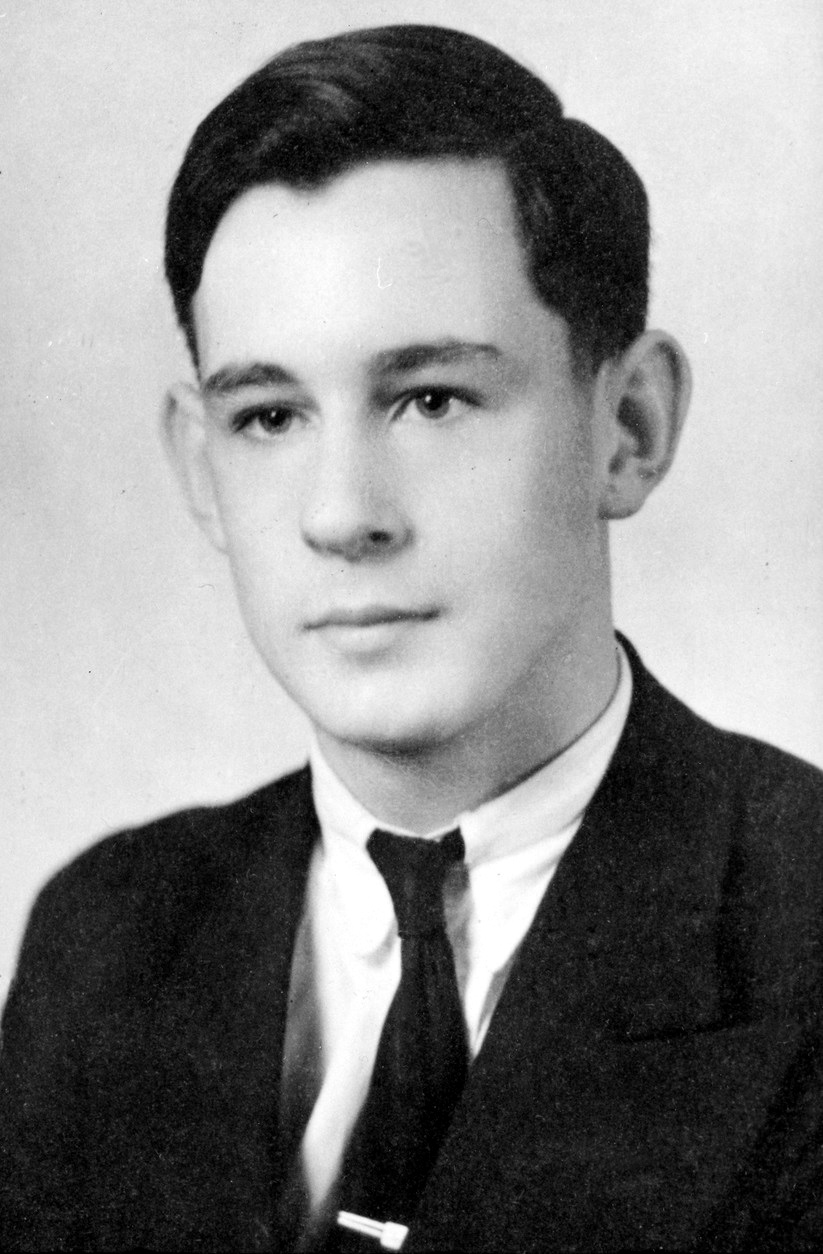
René Lévesque à 17 ans, étudiant au Collège Saint-Charles-Garnier de Québec, 1939.

À Saint-Charles-Garnier, René Lévesque impressionne ses camarades de classe en rhétorique. Ces derniers réservent parfois même une ovation debout à ce tribun en devenir. Baignant dans un climat patriotique et inspiré par le nationalisme d'Henri Bourassa et du Devoir, Lévesque signe aussi ses premiers textes politiques. Il y affirme déjà un « idéalisme pragmatique », méprisant à l'égard du « nationalisme de parade et de drapeau » :

« Les rêveurs nuageux, les élucubrateurs de systèmes utopiques ne font jamais que des coches mal taillées. On en a vu de ces penseurs enfumés, soi-disant animateurs de soi-disant mouvements patriotiques… Des phrases sonores et bien senties, des exhortations enflammées… Et puis, rien : pas d’action, pas de réalités, rien que du bavardage. Des idéologues battant le tamtam du patriotisme, et non des constructeurs. »

Malgré cette ferveur patriotique, René Lévesque n'est pas très actif dans l'opposition canadienne-française lorsqu'éclate la Seconde Guerre mondiale en 1939. Bien qu'il débatte de l'actualité européenne avec ses amis, il passe surtout son temps à jouer aux cartes, chanter et danser chez les Marceau. Ce train de vie affecte indéniablement ses performances scolaires, alors que ses notes sont en chute libre et que les jésuites s'inquiètent. Blaguant à propos de son assiduité en classe durant cette période, Lévesque dira plus tard qu'il passait plus de temps à jouer au poker qu'à assister à ses cours. Celui qui tenait mordicus, en Gaspésie, à sa position de premier de classe, ne semble pas particulièrement inquiet par ses piètres résultats scolaires. Finalement, sa nonchalance aura raison de lui puisqu'il il finit par être renvoyé du collège. Lévesque expliquera, quelques années plus tard, que son échec scolaire à Saint-Charles-Garnier est attribuable à sa condition d'externe, qui ne lui offrait plus le même encadrement qu'au séminaire de Gaspé. Malgré son indéniable talent, René Lévesque termine avec difficulté ses études classiques au séminaire de Québec. Il est alors plus absorbé par Louise L'Heureux et son poste de speaker de relève au poste de radio CKCV, qu'il vient de décrocher, que par ses examens.
Le 6 juin 1941, René Lévesque, qui n'est toujours pas sur les listes d'enrôlement militaire, passe une audition pour tenter de décrocher un poste à Radio-Canada. Il n'est toutefois pas sélectionné et on lui conseille de se perfectionner encore au moins une année à CKCV. Lévesque se concentre alors sur ses études et réussit son baccalauréat avec mention. Au même moment, en septembre 1941, son beau-père Albert Pelletier meurt et sa mère redevient veuve.

#### Les contraintes de la guerre
Après ses études classiques, il entreprend des études de droit à l'Université Laval. Il y rencontre Jean Marchand et Robert Cliche, deux hommes qui marqueront également l'histoire politique du Québec. À l'université, Lévesque renoue avec la nonchalance académique alors qu'il passe plus de temps à animer chez CKAC et CKCV qu'à suivre ses cours. Les restrictions de la guerre obligent toutefois CKCV à se départager de son jeune animateur à l'hiver 1942. Lévesque retente donc sa chance chez Radio-Canada, qui finit par l'embaucher à titre d'annonceur suppléant sur un contrat d'un mois. Il travaille alors au Château Frontenac, où la société d'État est installée. Malgré son contrat à durée déterminée, René Lévesque laisse rapidement sa marque et finit par être engagé comme annonceur maison, au salaire de 1 800 $ par année. Le Service sélectif national doit alors confirmer sa nomination, un processus qui lui évite temporairement d'être enrôlé dans l'armée. René Lévesque profite de cette liberté pour s'imposer à Radio-Canada, devenant un animateur remarqué qui concilie tant bien que mal la radio et les études en droit. Cette liberté est toutefois de courte durée puisqu'il est convoqué, en 1943, à l'examen médical préalable au service militaire obligatoire. Quarante ans plus tard, Lévesque exprimera ses positions sur la conscription: « Comme tout le monde, j'étais anticonscriptionniste. Comme jeunes citoyens, nous considérions que cette guerre n'était pas l'affaire du Québec. C'était briser une promesse qui avait été faite trop souvent, alors les gens ont mal réagi et je pense que je comprends ça. ».
René Lévesque est un gaulliste convaincu depuis l'appel du général de Gaulle aux résistants de la France libre. Il n'a toutefois pas l'intention d'aller combattre en Europe, considérant qu'il a mieux à faire à Radio-Canada. Mais le 22 novembre, après examen, les médecins le classent dans la catégorie «A-1», ce qui enclenche sa convocation au camp d'entraînement militaire. Alors que le registraire refuse d'ajourner son ordre de mobilisation et que les recours de ses patrons n'y changent rien, Lévesque doit se résigner à demander d'être envoyé en Europe en tant que journaliste plutôt que soldat.

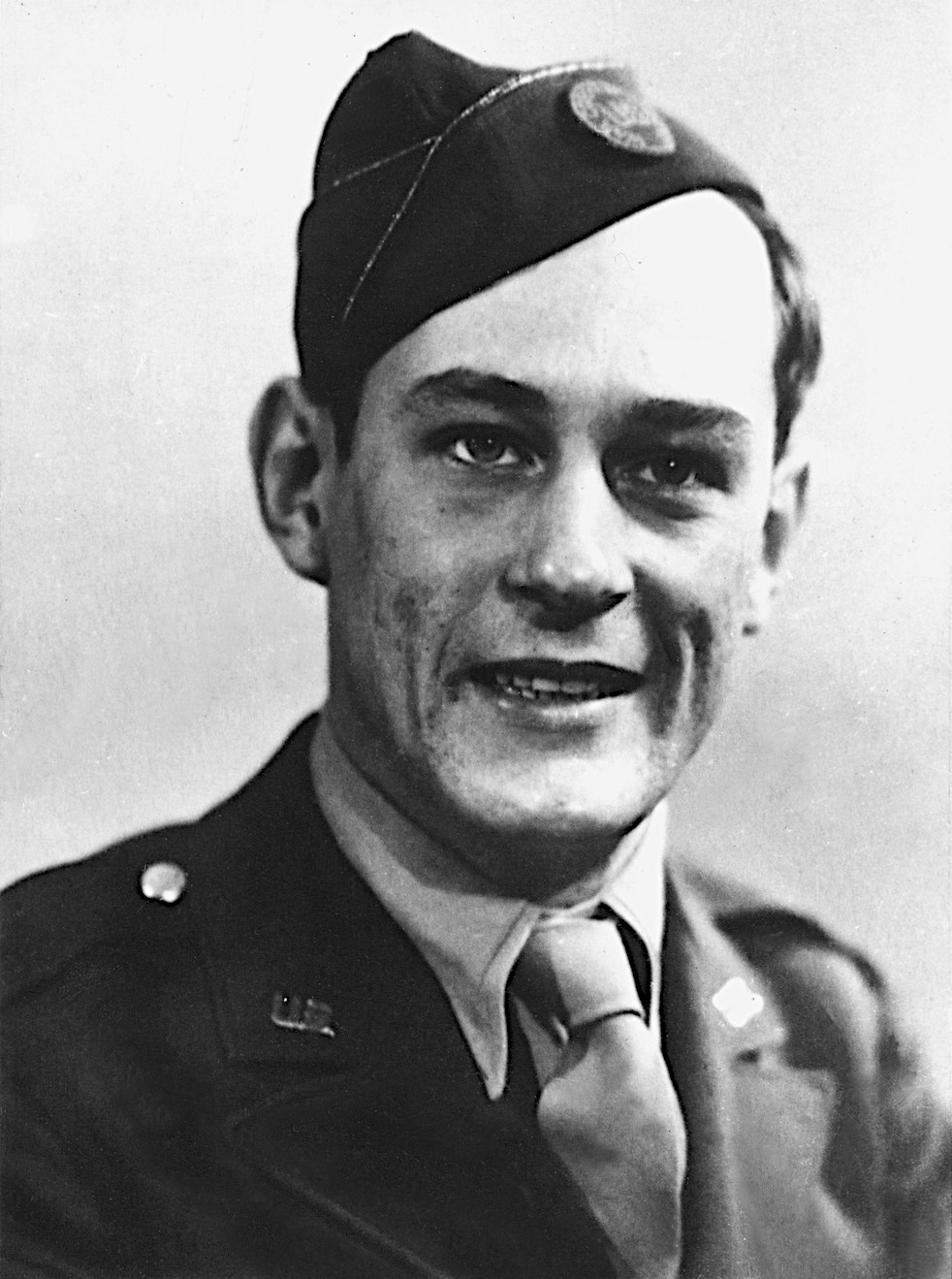
René Lévesque lors de la Seconde Guerre mondiale, travaillant pour le Bureau d'information de guerre des États-Unis.

### Carrière journalistique

#### Correspondant de guerre
La chance lui sourit en 1944, lorsque le Bureau de l'information de guerre des États-Unis cherche des journalistes polyglottes pour contribuer à l'American Psychological Warfare Department. Bien qu'il soit opposé à la conscription, Lévesque préfère nettement servir sous les ordres des États-Unis que dans les « forces de Sa Majesté ». Au printemps, il est donc engagé comme agent de liaison pour le compte de l'armée américaine et se rend à Londres, quotidiennement bombardée par les V1 et les V2 allemands. Dans la capitale britannique, il effectue essentiellement un travail de propagande pour le compte des États-Unis, diffusant des messages dans les pays occupés (France, Pays-Bas, Tchécoslovaquie, etc.) et en Allemagne par le biais d'une radio, La Voix de l'Amérique. Il est également en communication avec la résistance française, qui prépare le débarquement de Normandie de l'autre côté de la Manche. Plus tard, vers la fin de sa vie, Lévesque confiera qu'il a effectué ce travail de propagande sans remords :

« On sentait qu'il fallait absolument renverser l'affreux régime nazi parce que c'était une sorte de poison pour le genre humain. Alors, moralement, on ne se sentait honnêtement pas coupable de pousser de l'information tripotée parce que la censure devait être une espèce de support à l'effort de guerre. »

Attaché aux forces américaines, René Lévesque participe aux campagnes militaires de France, d'Allemagne et d'Autriche. À l'été 1944, quelques semaines après le débarquement de Normandie, il arrive à Caen, où il constate tout le potentiel destructeur de la guerre: la ville est en ruine à la suite des bombardements alliés et des combats. De retour à Londres, il s'impatiente dans son petit studio de Grosvenor Square, lui qui espère être déployé au cœur des évènements. Ses vœux sont exaucés lorsqu'en octobre 1944, il monte à bord d'une forteresse volante qui bombarde le Pas-de-Calais. En février 1945, il est correspondant de guerre pour les troupes des généraux américains Omar Bradley et George Smith Patton puis du général Alexander Patch. En mars, Lévesque est rattaché à l'armée française alors qu'elle s'engouffre en Allemagne. Il est témoin des règlements de comptes du général Monsabert contre les civils allemands, des scènes qui, selon Lévesque, « vous rendent triste pour le restant de vos jours ». Le jeune journaliste québécois accompagne ensuite la première unité de la 45e division d'infanterie américaine qui atteint le camp de concentration de Dachau, en Allemagne, où il est profondément bouleversé par ce qu'il voit. Lévesque y verra un témoignage de la facilité qu'a l'humain à sombrer dans la barbarie :

« Je me sentais comme dans un autre monde. Ce qu’on découvrait, c’était l’antisémitisme, mais surtout jusqu’où peut aller la chute dans la barbarie. Pas un accident de parcours. Une organisation systématique de la mort, une véritable industrie scientifique de l’extermination, un enfer fabriqué avec beaucoup de soin. C’était aussi une leçon terrible pour la civilisation parce qu’après tout, les Allemands étaient un peuple civilisé, de vieille culture... »

#### La montée en puissance d'un journaliste vedette
De retour au Québec, René Lévesque est accueilli en héros par ses proches. Selon son biographe Pierre Godin, son périple européen fit en sorte qu'il « ne verra plus jamais le monde de la même façon ». Outre sa mère et sa fratrie, il retrouve sa bien-aimée, Louise L'Heureux, avec qui il s'est fiancé avant de partir en Europe. La guerre terminée, il s'installe à Montréal et devient journaliste pour Radio Canada International (RCI) et débute comme animateur à La Voix du Canada, un service destiné aux auditeurs de France et d'Europe. C'est à cette époque qu'il fait la connaissance de l'éminente journaliste Judith Jasmin, une femme qui laissera sa marque dans sa vie. Mais René Lévesque n'a d'yeux que pour Montréal à l'époque. La métropole d'après-guerre est en pleine ébullition et le jeune journaliste la parcourt du nord au sud et d'est en ouest, multipliant même les excuses pour éviter de rentrer à Québec auprès de sa fiancée. Louise L'Heureux s'impatiente, confrontée à l'indécision de René Lévesque quant à leur mariage. Il lui fera finalement la grande demande et le jeune couple se marie le 3 mai 1947 à l'église de la paroisse de Saint-Cœur-de-Marie, rue de la Grande Allée, à Québec. René Lévesque et Louise L'Heureux auront plus tard trois enfants: Pierre (1948), Claude (1950) et Suzanne (1956).
C'est à La Voix du Canada que René Lévesque commence à pratiquer le reportage. En avril 1949, il intègre le service national de Radio-Canada lorsqu'il commence à animer l'émission d'actualité Journalistes au micro. Malgré un physique peu avantageux et une voix qui n'est pas destinée à la radio, Lévesque brille par son charisme et reçoit rapidement les éloges du milieu. Il se fait également remarquer par Judith Jasmin, qui anime à l'époque l'émission Le Coin des auditeurs. Entre 1951 et 1954, elle sera sa maîtresse.

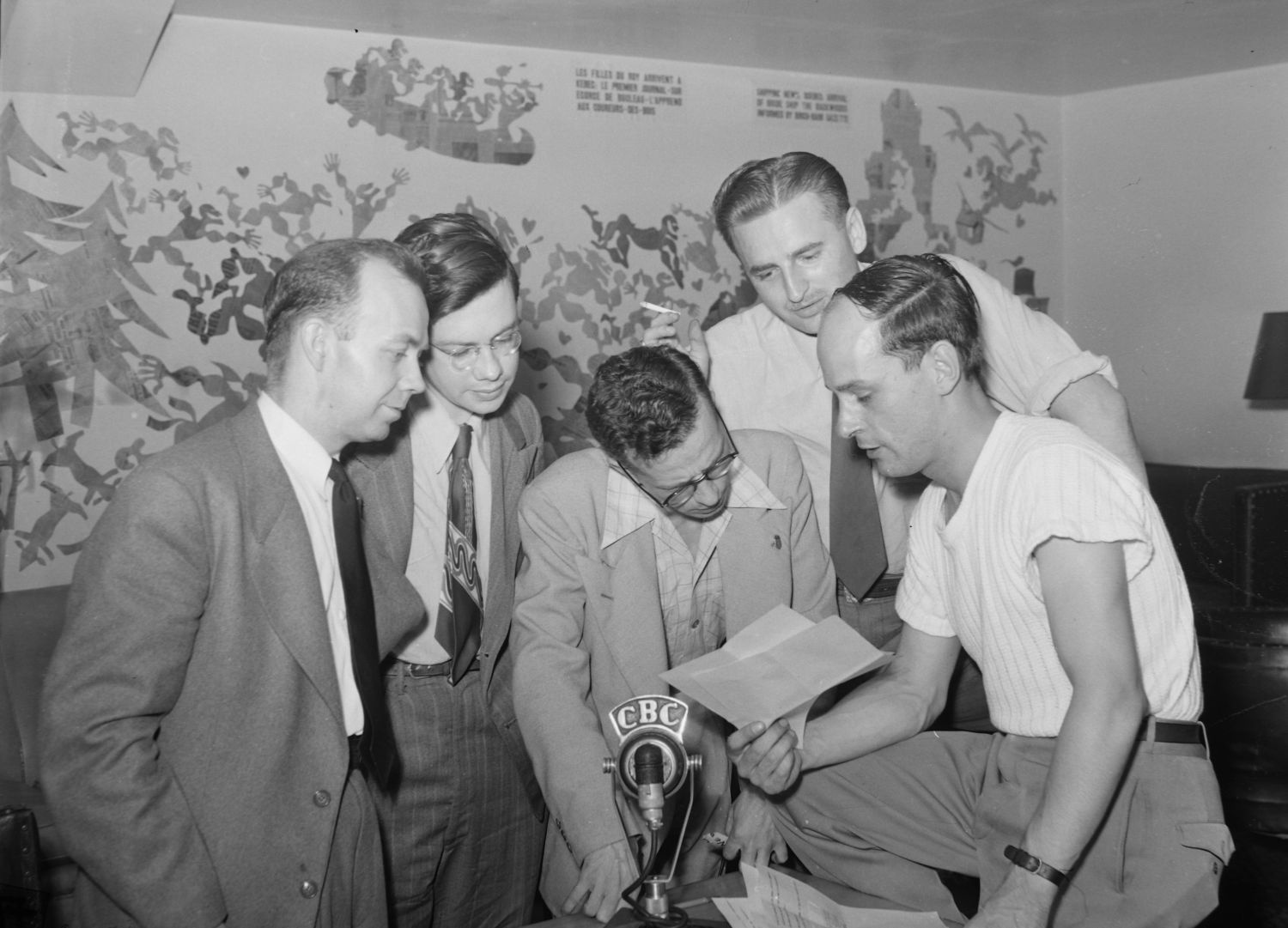
Des journalistes du « Cercle des journalistes de Montréal », dont René Lévesque (à droite), réunis autour d'un micro de CBC en 1949.

En 1951, après la disparition de l'émission Journalistes au micro, René Lévesque retrouve, malgré lui, le Service international de Radio-Canada. Au même moment, à l'autre bout du monde, éclate un important conflit au sein duquel le jeune journaliste aura l'occasion de briller: la guerre de Corée. Les reportages de Lévesque, qui couvre le conflit dans le cadre de ses fonctions à la Voix du Canada, capte l'attention de la haute direction de Radio-Canada. En juillet 1951, le Gaspésien est envoyé en Corée comme correspondant de guerre. Ses reportages sur le terrain, diffusés sur les ondes du réseau national, le font découvrir du grand public. René Lévesque se voit replongé dans ses souvenirs de la Seconde Guerre mondiale lorsqu'il suit les bataillons du Royal Canadian Regiment à travers les paysages d'une Corée en ruines. Le conflit, qui s'achève en 1953, fait de René Lévesque un reporter étoile. Le journaliste, à l'aube de la trentaine, est encensé par ses collègues du milieu, notamment par Gérard Pelletier, journaliste du Devoir :

« Personne jusqu'ici n'avait réussi à nous rendre présente cette guerre-prélude qui s'infecte là-bas comme une plaie. Ce n'est pas un reporter de Radio-Canada que nous entendons quand il nous parle. C'est un homme de notre milieu, un homme libre, qui a promené là-bas notre conscience, nos espoirs, nos craintes et notre curiosité. »

En 1952, René Lévesque poursuit sa montée en puissance lorsqu'il est promu chef de service des reportages radiotélévisés à Radio-Canada. Avec la fin de la guerre de Corée, il devient animateur de l'émission de radio Au lendemain de la veille et des émissions télévisées Carrefour et Premier plan. Il anime également La revue de l'actualité aux côtés de Judith Jasmin. Bien que Jasmin évolue quelque peu dans l'ombre de son collègue et amant, les deux journalistes font fureur dans le Québec d'après-guerre. C'est aussi à cette époque que le septième art pénètre la culture populaire, alors que les Québécois se pressent à l'entrée des cinémas pour voir les vedettes hollywoodiennes à l'œuvre. René Lévesque est au cœur de cette effervescence puisqu'il devient critique à l'émission La Revue des Arts et Lettres. Grand amoureux des films, il s'insurge à l'époque contre la censure qui règne sous le gouvernement de Maurice Duplessis. Il est également très critique à l'endroit d'Hollywood, à qui il reproche de foncer « misérablement vers l'insignifiance et la frivolité pour rivaliser avec la télé ».

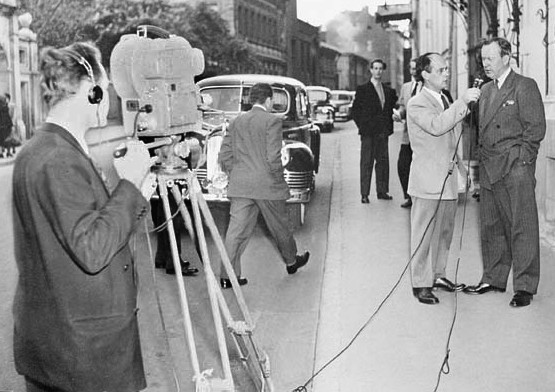
René Lévesque interviewant Lester Pearson à Moscou en 1955.

En 1953, René Lévesque devient le premier patron du nouveau service des reportages de Radio-Canada. Peu de temps après, il crée, avec Judith Jasmin, une nouvelle émission radiophonique: Carrefour. Présentée aux heures de grande écoute, Carrefour se consacre uniquement aux reportages sur l'actualité. C'est dans le cadre de cette émission que Lévesque commence à s'intéresser de près à la politique provinciale. Il couvre notamment l'inauguration du chemin de fer de Sept-Îles par Duplessis, accompagne le duc d'Édimbourg, Philip Mountbatten, lorsque ce dernier débarque au Canada pour les Jeux de l'Empire de 1954, à Vancouver, et suit le premier ministre Lester B. Pearson lors d'un voyage diplomatique en Russie à l'automne 1955.
En URSS, il réalise des reportages remarqués et s'offre la première entrevue de Nikita Khrouchtchev par un journaliste occidental. Lévesque enregistre un échange musclé entre le chef d'État soviétique et le premier ministre canadien, Lester B. Pearson . De retour à Montréal un scoop dans les valises, il se voit toutefois censuré par le ministère canadien des Affaires extérieures, qui n'apprécie pas la manière dont son reportage dépeint Pearson. Plus tard, dans ses mémoires, René Lévesque reviendra sur cet évènement : «...ce scoop, le plus flamboyant de ma carrière, avait été étouffé pour les beaux yeux de Lester B. Pearson. C’était assez pour devenir… séparatiste. » C'est aussi dans le contexte de Carrefour que René Lévesque découvre pour la première fois le Grand Nord québécois et ses peuples autochtones. Dans le cadre de ses fonctions politiques, il sera plongé, quelques années plus tard, au cœur des enjeux de cette région.

#### La fracture avec Radio-Canada

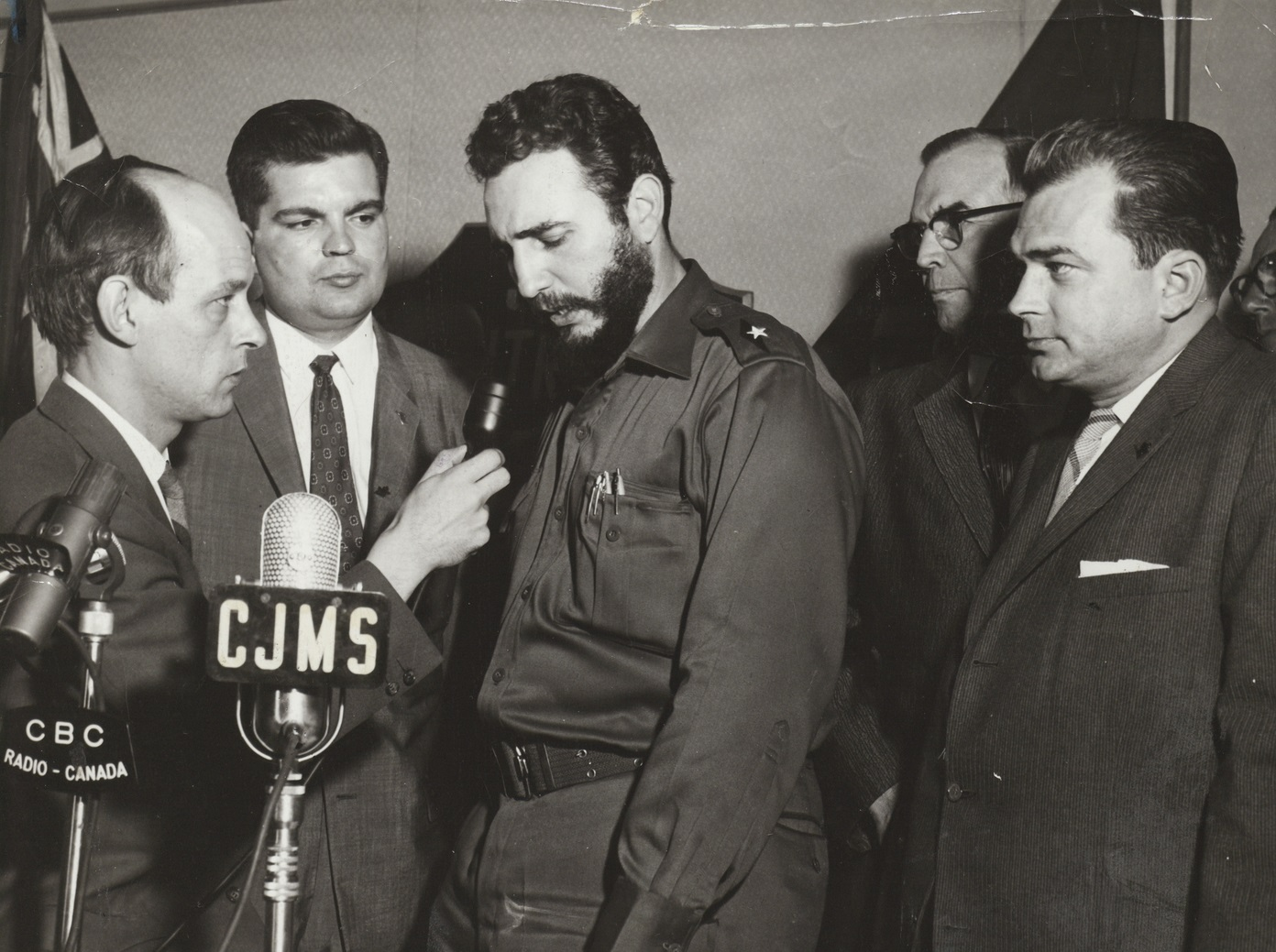
René Lévesque, journaliste pour CBC/Radio-Canada, pose des questions à Fidel Castro lors d'une visite du leader révolutionnaire à Montréal en avril 1959, deux mois après la fin de la révolution cubaine.

Alors que les téléviseurs font leur entrée dans les foyers québécois, l'émission Carrefour est transposée au petit écran en 1955. Elle est maintenue aux heures de grande écoute, chaque soir de semaine entre 18h15 et 19h15. Pour René Lévesque, ce passage à la télévision cimente sa consécration en tant que journaliste vedette. En avril 1956, Carrefour est écoutée par près de 60 % des foyers montréalais. L'émission se penche, sous la forme d'entrevues et de reportages, sur divers enjeux qui traversent le Québec de l'époque, de la condition féminine à la place du joual dans l'identité québécoise. Carrefour s'offre même parfois des invités de marque, notamment lorsque René Lévesque interviewe Eleanor Roosevelt, ancienne première dame des États-Unis. Le parcours n'est toutefois pas sans embûches. Lévesque se heurte notamment au refus de Radio-Canada d'augmenter son salaire, lui qui gagne deux fois moins que certains annonceurs de la chaîne. Lorsqu'il décide de démissionner, la société d'État accepte les compromis afin de ne pas perdre les services de son animateur vedette: on double son salaire et on le réembauche à titre de pigiste.

C'est donc en tant que travailleur autonome que René Lévesque crée l'émission Point de mire, qui sera réalisée par Claude Sylvestre. Contrairement à Carrefour, plus généraliste, l'objectif de cette nouvelle émission hebdomadaire est de se pencher chaque semaine sur un seul sujet d'actualité brûlant. Autre différence avec Carrefour, Point de mire est diffusée à une heure beaucoup moins achalandée: tous les dimanches à 23h15. Quoi qu'il en soit, Lévesque travaille d'arrache-pied pour proposer du contenu de qualité. Il se concentre sur l'actualité internationale, comme la crise du canal de Suez ou les luttes anticoloniales qui secouent le monde à l'époque. Pour le biographe Pierre Godin, « Point de mire deviendra vite le rendez-vous obligé de quiconque a envie de comprendre comment tourne la planète ». René Lévesque n'hésite pas non plus à prendre position lors de sa demi-heure d'antenne, notamment sur la question de la place du Québec au sein du Canada :

« Mais le diable de René fait les choses de façon si subtile que bien peu voient le manège. Son parti pris pour les plus démunis, que plusieurs collègues lui reprochent, est indéniable. Par exemple, il a bien sa petite idée sur la grève de Murdochville qu’une police liguée à la société Noranda tente de briser. Au pays de Maurice Duplessis, les conflits ouvriers sombrent vite dans l’odieux. À Point de mire, avec ses bouts de films, ses cartes, ses interviews et ses jugements incisifs, le journaliste jette sur la grève une lumière brutale mais vraie. Il montre des hommes dont les droits ont été bafoués et piétinés dans l’indifférence générale, des mineurs écrasés qui ne croient plus en rien. Chez lui, objectivité ne rime jamais avec neutralité, obséquiosité ou servilité, encore moins avec autocensure. Même sur le délicat sujet de l’unité canadienne, que Radio-Canada a pour mandat de promouvoir et de défendre. En juillet 1957, à l’occasion de la Fête du Canada, qui approche de ses cent ans, il conçoit un Point de mire spécial d’où émane son scepticisme quant à la viabilité de ce pays sans visage, trop grand, sans queue ni tête («Une maison de fous », dira-t-il une fois souverainiste) et composé de nations antagonistes auxquelles manque la volonté de s’aimer et de vivre ensemble. »

Lorsque René Lévesque fait de la guerre d'Algérie le grand dossier de Point de mire, on lui reproche à nouveau de prendre position. En effet, alors qu'il est interviewé par le journaliste québécois, l'homme d'État français Guy Mollet croit déceler chez Lévesque des « sympathies algériennes ». Ce dernier se heurte à un mur lorsqu'il demande un visa d'entrée en Algérie à l'occasion de la campagne référendaire de 1958. René Lévesque couvre donc la guerre de l'autre côté de la Méditerranée, parcourant les villes de France afin de recueillir l'avis des Français quant à la « question algérienne ». Bien qu'épanoui dans son nouveau décor d'animateur vedette, René Lévesque croule sous la charge de travail que nécessite la préparation d'une telle émission et a de moins en moins de temps à consacrer à sa famille.
Lévesque n'a toutefois pas l'intention de ralentir. Dans sa vie privée, il multiple les conquêtes féminines et, dans sa vie publique, il devient le « dieu des ondes imagées », pour reprendre les termes de Georges-Émile Lapalme, chef du Parti libéral du Québec (PLQ). En 1959, il se retrouve au cœur de la grève des réalisateurs de Radio-Canada lorsque la société d'État leur refuse la syndicalisation, arguant qu'ils sont des patrons et non des employés. D'abord hésitant à appuyer la grève, René Lévesque finit par plonger corps et âme dans la contestation, notamment parce qu'il juge que Radio-Canada refuse le compromis car elle fait face aux revendications des francophones du réseau, comme l'explique Godin: « Cette ambiance de ''crois ou meurs'' le dérange. La décision du siège social d’Ottawa de déléguer à Montréal des négociateurs anglophones, Ron Fraser et Clive McKee, qui sont incapables de demander un café en français et qui n’ont jamais regardé une seule émission du réseau français, le fait basculer complètement ». Outré, Lévesque rabâche au réalisateur Claude Sylvestre que la situation se serait réglée en trois jours si la grève avait lieu à Toronto.
René Lévesque finit par devenir la figure de proue du conflit. On constate toute la portée de son influence, qui transcende largement les frontières de son auditoire. Pour Pierre Godin, c'est aussi à ce moment que René Lévesque vécut son « illumination nationaliste ». L'animateur vedette constate alors non seulement l'intransigeance de Radio-Canada et du gouvernement fédéral mais aussi l'indifférence et le « bris de solidarité » de ses collègues anglophones. Les scènes de brutalité policière et son arrestation aux côtés de son ami et leader syndical Jean Marchand accentuent la fracture entre René Lévesque et Radio-Canada. Au cœur de la grève, il crée l'émission Ce qui se brasse, à CKAC, où il ne se gène pas pour émettre des opinions engagées qui ne plaisent pas aux patrons de la société d'État. Lorsque ces derniers le forcent à choisir entre Ce qui se brasse et Point de mire, Lévesque est sans équivoque : « J’ai fini d’être l’esclave de Radio-Canada. Je compte bien à l’avenir m’orienter comme bon me semblera dans de nouvelles directions... » Le 24 avril 1960, il coupe définitivement les ponts avec Radio-Canada et met le cap sur de « nouvelles directions » qui le mèneraient bientôt au sommet du Québec.

### Le Parti libéral et la Révolution tranquille

#### Entrée à l'Assemblée nationale
À la fin des années 1950, René Lévesque figure parmi les antiduplessistes. Il publie d'ailleurs deux articles dans Cité Libre, une revue d'idées qui est au cœur de l'opposition. Libéral dans l'âme, Lévesque a soif de changement dans un Québec dirigé par l'Union nationale, parti conservateur et ruraliste, proche des milieux cléricaux. À l'approche des élections générales de 1960, Lévesque décide donc, avec son ami Jean Marchand, de s'impliquer au sein du Parti libéral du Québec (PLQ). Il est notamment convaincu par le programme que rédige Georges-Émile Lapalme, dans lequel le PLQ promet de faire la guerre au clientélisme, de moderniser l'appareil administratif, d'instaurer une panoplie de programmes sociaux et de réformer les institutions québécoises. De leur côté, les libéraux sont ravis de mettre la main sur le candidat vedette, même si le chef du parti, Jean Lesage, s'inquiète du « radicalisme » de Lévesque : « Il nous en faut des hommes comme lui dans notre parti, mais pas trop. Autrement, on ne pourra pas les contrôler... »
Dans la vie personnelle du futur premier ministre, la fin des années 1950 est synonyme de turbulences. Après avoir rompu avec Judith Jasmin, il noue une nouvelle liaison avec une jeune comédienne qui accouche bientôt d'un enfant. Le 29 mai 1958, René Lévesque devient le père d'une petite fille, Isabelle. Cet enfant adultérin sera l'«un des secrets les mieux gardés du Québec» selon son biographe. Pas pour Louise L'Heureux, qui se doute des infidélités de son mari. Elle finit par embaucher un enquêteur privé qui confirme ses soupçons. Elle engage donc une procédure de divorce. Les époux finiront toutefois par se réconcilier momentanément, notamment sous l'influence de Jean Lesage, qui refuse d'accepter la candidature de René Lévesque si sa situation conjugale ne rentre pas dans l'ordre.
C'est ainsi que le 6 mai 1960, à deux mois des élections prévues pour le 22 juin, la presse annonce la candidature de René Lévesque dans le comté de Montréal-Laurier. Il ne s'agit pas d'un territoire facile à conquérir, même pour un candidat vedette, comme l'a démontrée quatre ans plus tôt la cuisante défaite du journaliste Pierre Laporte face à l'unioniste Arsène Gagné. Majoritairement francophone, le comté est tout de même composé d'un tiers de Québécois issus de la diversité, principalement des Grecs et des Italiens. Cette composante démographique donne à Montréal-Laurier une réputation d'imprévisibilité électorale. Il s'agit toutefois d'un électorat intéressant pour René Lévesque, un «populiste» et «internationaliste» sensible aux questions d'immigration et de vivre-ensemble. Gérard Pelletier témoigne de la première assemblée du charismatique candidat libéral : 

« René Lévesque, à cette époque, n’a qu’un filet de voix rauque. Il compense cette faiblesse par un ton direct, percutant, et par un débit d’une rapidité stupéfiante. Il pratique le tir verbal à haute vélocité. Il débite plus de mots en trente secondes que la plupart des orateurs en deux minutes. Son intervention fait régner dans la salle un silence recueilli, comme si l’auditoire craignait de rater une phrase ou un mot. »

De l'autre côté, les unionistes ne ménagent pas leurs efforts pour discréditer René Lévesque. En pleine Guerre froide, alors que le spectre du communisme plane sur l'Occident, ces derniers usent de tactiques électorales qui rappellent le maccarthysme. La propagande unioniste associe René Lévesque à Nikita Khrouchtchev en publiant des photographies des deux hommes côte-à-côte lors du voyage de Lévesque en URSS. Pour les unionistes, il représente «une inclinaison plus gauchiste que jamais du Parti libéral». Pendant ce temps, Lévesque parcourt son comté à la rencontre de l'électorat. Il privilégie une approche intimiste, faisant du porte-à-porte pour rencontrer les électeurs chez eux. Ces «assemblées de cuisine» deviendront quelques années plus tard une approche privilégiée du Parti québécois. René Lévesque mise également sur de nombreux discours alors qu'il devient l'orateur le plus prolifique du Parti libéral lors de la campagne de 1960. Ses assemblées attirent les foules et sont particulièrement efficaces pour caricaturer l'Union nationale. Il insiste notamment sur le scandale du gaz naturel de 1957, l'exploitation des ressources naturelles, la corruption, l'autonomie provinciale et l'état de l'éducation.
René Lévesque sait que Jean Lesage lui réservera le ministère des Richesses naturelles et se concentre donc sur cet enjeu. Il reproche à l'Union nationale d'avoir vendu les ressources de la province pour «une cenne la tonne». Il promet d'augmenter les redevances des compagnies étrangères afin de faire plus de place aux Québécois. Dans une poésie qui fascine les foules, il charge sans retenue le pouvoir: « Tous les aplatis qui rampaient devant Duplessis sont restés ankylosés, paralysés, après avoir rampé pendant seize ans. Ce ne sont plus des hommes, mais des guenilles ! Paul Sauvé a tenté de replâtrer ce mauvais gouvernement. Il s’est tué à la tâche. Il est mort le scalpel à la main, au-dessus du corps agonisant de l’Union nationale… »
Le 20 juin 1960, le Parti libéral conclut sa campagne électorale par une grande assemblée au Palais du commerce de Montréal. Ce ralliement attire une foule de 25 000 personnes que René Lévesque galvanise en véritable tribun populaire, volant même la vedette à Jean Lesage. Le 22 juin 1960, après une fin de campagne marquée par les irrégularités (bourrage d'urnes, intimidations, candidat homonyme pour confondre les électeurs, etc.), René Lévesque est élu député par une maigre majorité de 129 voix. À l'échelle provinciale, le Parti libéral prend le pouvoir et forme un gouvernement majoritaire, mettant fin à un peu plus de 15 ans de domination sans partage du paysage politique par l'Union nationale. C'est une victoire qui trouve racine dans les villes, puisque le PLQ remporte 23 des 37 circonscriptions urbaines mais seulement 28 des 58 comtés ruraux. Le 4 juillet, René Lévesque est officiellement assermenté député de Laurier.

#### Responsabilités ministérielles et nationalisation de l'hydroélectricité

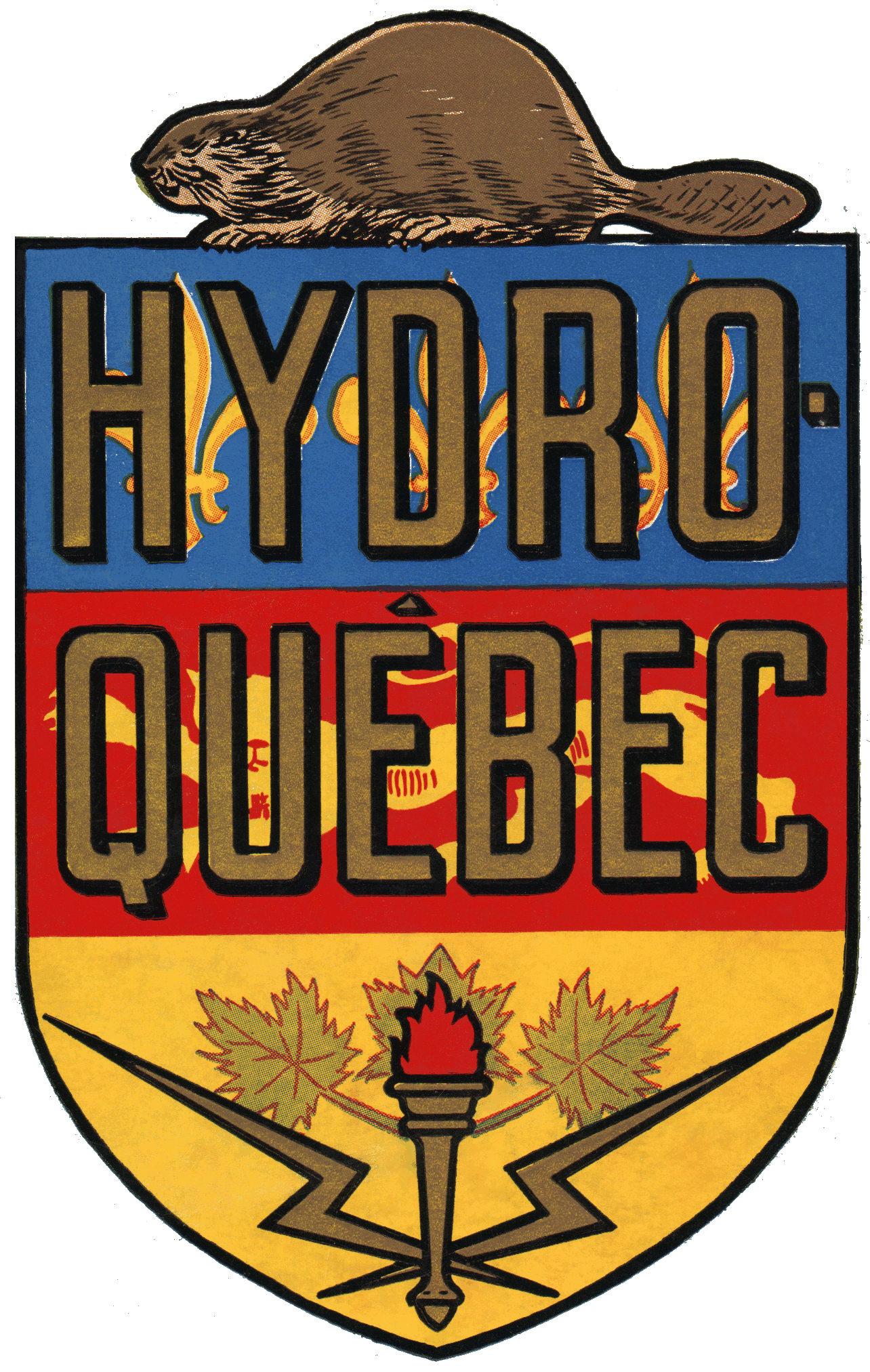
Logotype d'Hydro-Québec, utilisé entre 1944 et 1964.

René Lévesque passe près de ne pas être chargé de l'hydroélectricité. En effet, lorsque Jean Lesage met en place son cabinet, il lui propose d'abord le ministère du Bien-être social. Lévesque se montre toutefois convaincant et persuade le nouveau premier ministre de l'installer aux commandes de deux autres ministères: les Ressources hydrauliques et les Travaux publics. Le premier mandat de Lévesque est de s'attaquer au favoritisme et au clientélisme qui règnent au sein des ministères qui lui sont confiés. Il se fait d'ailleurs rapidement proposer des pots-de-vin, qui lui font réaliser toute l'ampleur de la corruption dans les affaires publiques. Aux Travaux publics, il doit faire le bilan des dossiers en cours et procéder à des appels d'offres publics pour les contrats dépassant les 25 000 dollars. Le Parti libéral n'hésite toutefois pas à récompenser ses amis lorsque les projets impliquent des montants inférieurs à cette somme. René Lévesque, qui s'est érigé contre le favoritisme lors de la campagne électorale, admet désormais que le patronage est inévitable mais «à prix égal et à qualité égale».Au ministère des Ressources hydrauliques, il s'entoure d'économistes avec qui il cultive l'ambition d'octroyer plus de place à l'État dans la gestion de cette ressource naturelle de premier plan. Dans cette perspective, il décide que ce sera Hydro-Québec, et non les compagnies américaines, qui se chargerait de l'aménagement du barrage en voie d'être construit sur la rivière Manicouagan. À l'époque, Hydro-Québec collabore beaucoup avec des compagnies ontariennes. Lévesque s'assure, sous l'impulsion de son conseiller Jean-Paul Gignac, qu'elle fasse affaire avec des entrepreneurs locaux. Ainsi, il permet à la société d'État d'acheter québécois même si les contrats coûtent 10% ou 15% plus cher.

En mars 1961, René Lévesque quitte ses fonctions pour s'installer aux commandes du ministère des Richesses naturelles. Il ne s'agit pas d'un radical changement de décor pour Lévesque car ce ministère, nouvellement créé, est issu de la fusion du ministère des Ressources hydrauliques et du ministère des Mines. Lévesque y constate toute l'importance de l'industrie minière dans l'économie québécoise. Ce secteur représente d'ailleurs une part plus importante du produit intérieur brut (PIB) que l'hydroélectricité (3%). Chaque année, on extrait 14 millions de tonnes de fer, 176 000 tonnes de cuivre et 276 000 tonnes de zinc du sous-sol québécois. L'amiante de la province représente à l'époque 94 % de la production canadienne et 45 % de la production mondiale. Lévesque hérite également d'une industrie ayant bénéficié d'importants développements sous le règne de l'Union nationale. Toutefois, malgré les retombées économiques et la création d'emplois, le secteur minier est largement dominé par les capitaux étrangers: il est contrôlé à plus de 60% par les Américains. Le Québec est d'ailleurs la province où les multinationales engendrent la plus grande marge de profit en Amérique du Nord et, à l'échelle canadienne, payent le moins de redevances. René Lévesque se donne donc pour objectif de leur faire payer une juste part. Pour ce faire, le Parti libéral lance une réforme de la Loi des mines en mai 1961. L'État québécois augmente alors les redevances exigées aux compagnies étrangères en plus de stimuler l'exploitation et l'exploration minières en s'octroyant le droit de retirer les baux des compagnies inactives. Lévesque n'hésite pas à sauter dans la mêlée et à affronter les entrepreneurs récalcitrants, quitte à déclencher des polémiques. C'est le cas à Rouyn-Noranda, alors qu'il visite les quartiers généraux de la Noranda Mines, une compagnie torontoise dont les dirigeants critiquent frontalement les nouvelles conditions du Parti libéral :

« ...René Lévesque déclenche une véritable commotion. Au cours du banquet syndical, il exhorte les 500 métallos qui luttent pour de meilleures conditions de vie à cesser d’écouter « nos rois nègres qui sont payés pour nous faire peur ». L’enthousiasme éclate alors dans la salle, comme l’observent les reporters. Politicien du concret, René Lévesque s’en prend aux conditions de travail qui prévalent à la mine Noranda : « Vous n’avez même pas la parité salariale avec l’Ontario. L’industrie minière du Québec compte parmi celles qui rapportent le plus et paient le moins. C’est le Moyen Âge au point de vue social, c’est l’industrie qui est le plus en retard pour les caisses de retraite. » René Lévesque dénonce encore le flagrant manque de respect pour le français. Au fond de la mine, l’anglais est roi et maître, même si les mineurs ne le parlent pas. Les contrats de travail sont rédigés uniquement en anglais et les promotions sont toujours à l’avantage des anglophones et des immigrants anglicisés.
Puis vient l’ultimatum lancé aux dirigeants de la Noranda : « Apprenez à vous civiliser dans le temps qui vous reste…» Il les taxe de Rhodésiens et dresse un parallèle entre le racisme de la minorité blanche de la Rhodésie vis-à-vis de sa majorité noire et celui des potentats unilingues de Noranda Mines envers les mineurs francophones.» »

S'il ne peut pas nationaliser l'industrie minière, René Lévesque compte impliquer davantage l'État au sein du processus d'exploration. C'est dans cette perspective que l'électrisant ministre des Ressources naturelles crée une nouvelle institution : la Société québécoise d'exploration minière (SOQUEM). La nouvelle société, qui n'a pas tout de suite reçu l'approbation de Jean Lesage lorsque Lévesque soumit son mémoire au cabinet, finit par devenir un symbole fort de la réappropriation du territoire par l'État québécois. Lorsque la SOQUEM entame ses premiers projets, en Abitibi-Témiscamingue, le ministère des Ressources naturelles est inondé de lettres d'ingénieurs québécois exilés à l'étranger. Ces derniers, enthousiasmés par les réformes du gouvernement Lesage, désirent revenir au pays pour travailler chez eux. L'exploration n'est toutefois pas le monopole de la SOQUEM. En effet, René Lévesque lui-même profite de la moindre occasion qui se présente pour parcourir les quatre coins du Québec. Le jeune ministre se forge l'image d'un homme proche du peuple, sensible aux enjeux des «petites gens». Parallèlement, la presse le présente comme un «champion de l'absentéisme parlementaire». Il trouve d'ailleurs peu de temps pour sa famille, pris entre ses responsabilités ministérielles et des aventures extraconjugales qui ne durent pas. Cette situation pèse sur son couple, qui s'effrite peu à peu.
Pour ne rien arranger, René Lévesque allait bientôt devenir la figure de proue du projet phare de la Révolution tranquille: la nationalisation de l'hydroélectricité. Contrairement à ce que peut parfois laisser croire la mémoire collective, le gouvernement Lesage n'est pas le pionnier québécois de l'étatisation. Celle-ci s'est amorcée en 1944 avec la loi 17 du premier ministre libéral Adélard Godbout, qui crée Hydro-Québec et nationalise les compagnies privées de la région de Montréal, notamment la Montreal Light, Heat and Power (MLHP) et ses filiales. Dans les années 1960, les Libéraux veulent aller plus loin. Leur projet s'amorce à l'été 1961, alors que René Lévesque demande aux fonctionnaires Michel Bélanger et André Marier de lui préparer un dossier sur «la situation d'ensemble de l'électricité au Québec et sur l'opportunité de l'étatisation». George-Émile Lapalme produit quant à lui une étude intitulée Les Richesses naturelles, qui offre un «portrait accablant» de la gestion de l'hydroélectricité sous le régime unioniste.
Malgré une critique des redevances, qu'on juge insuffisantes, on reconnaît tout de même à Duplessis une impressionnante amélioration de la capacité de production québécoise: elle est passée de 5,85 à 11,26 millions de chevaux-vapeur entre 1944 et 1959. Les fruits de cette récolte se retrouvent toutefois surtout dans les poches de compagnies étrangères : Alcan, Shawinigan, Gatineau Power, Gulf Power ou encore Price Brothers. Mais Hydro-Québec est en voie de devenir le plus gros acteur de l'industrie (36% du marché à l'époque) et l'électricité québécoise coûte moins cher qu'en Ontario ou aux États-Unis. Si René Lévesque veut nationaliser la ressource, c'est parce qu'il veut en faire un «levier du développement économique» capable de faire prospérer l'État québécois. De plus, l'étatisation permettrait de faire le ménage dans un réseau désordonné : les coûts sont inégaux à travers la province et l'absence de coordination entre les compagnies privées engendre le gaspillage de ressources (notamment dans la construction des routes et des infrastructures),. Finalement, la nationalisation de l'hydroélectricité a également pour objectif de franciser l'industrie.
Malgré l'opposition de la Chambre de commerce de Montréal et du secteur privé, René Lévesque persiste et signe. À l'automne 1961, ce dernier reprend un slogan des années 1930 qui deviendra un symbole de la Révolution tranquille: «Soyons maîtres chez nous!». Il prévient également le reste du Canada: «Les Canadiens français ne tolèreront plus le statut de citoyens de second ordre dans leur propre province. L'époque des bâtisseurs d'empire et de la domination des grandes entreprises est révolue.» Il lui reste toutefois à convaincre son chef, Jean Lesage, qui est encore sceptique quant à l'efficacité économique et la popularité d'un tel projet. À l'été 1962, René Lévesque parcourt les quatre coins de la province afin de tâter le pouls du public et convaincre la population du bien-fondé de la nationalisation de l'hydroélectricité.

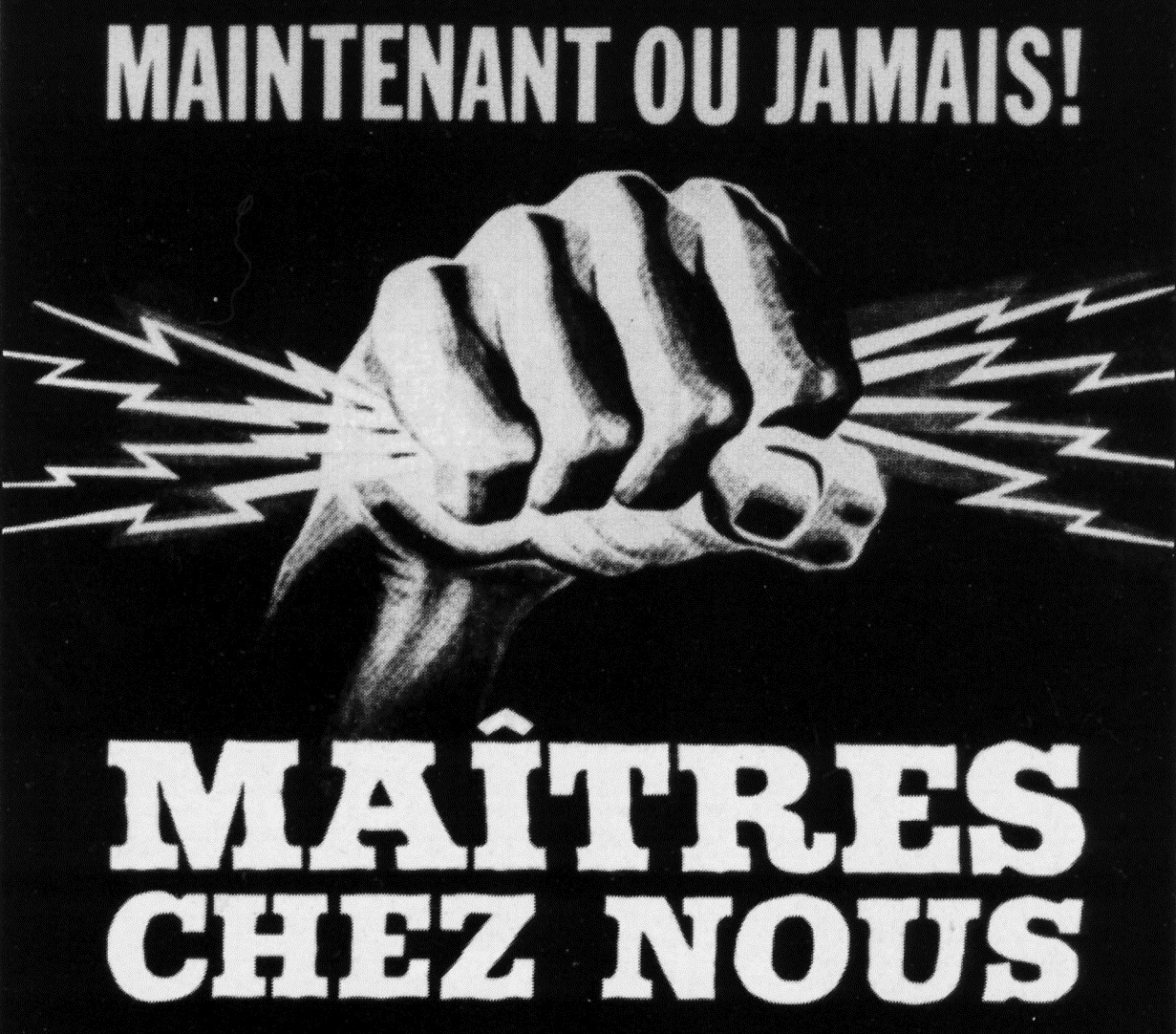
Slogan électoral apparaissant sur un dépliant du Parti libéral du Québec (PLQ) en vue de la seconde élection du gouvernement Lesage en 1962.

Les 4 et 5 septembre 1962, le Conseil des ministres tient une réunion gardée secrète au camp de pêche du Lac-à-l'épaule (dans l'actuel Parc national de la Jacques-Cartier). C'est au cours de cette fin de semaine que René Lévesque réussit à convaincre le caucus libéral d'aller de l'avant avec le projet de nationalisation. On décide également de déclencher des élections générales anticipées afin de soumettre le projet aux électeurs québécois. Le Parti libéral est réélu lors de l'élection générale du 14 novembre 1962 avec une majorité augmentée (63 sièges sur 95 et 56,40 % des voix). René Lévesque réussit quant à lui à renouveler son mandat dans la circonscription de Montréal-Laurier.
Le 1er mai 1963, la nationalisation de l'hydroélectricité est officialisée lorsque Hydro-Québec acquiert tous les distributeurs privés d'électricité pour la somme de 604 millions de dollars. La société d'État, créée en 1944, met alors la main sur Shawinigan Water and Power Company, Quebec Power, Southern Canada Power, Saint-Maurice Power, Gatineau Power, la Compagnie de Pouvoir du Bas-Saint-Laurent, Saguenay Power, Northern Quebec Power, la compagnie électrique de Mont-Laurier, la compagnie électrique de Ferme-Neuve et La Sarre Power. Hydro-Québec devient un fleuron québécois. La manœuvre a des effets quasi-immédiats. Avant même la fin de l'année, 500 000 abonnés bénéficient d'une facture mensuelle réduite. Les tarifs s'uniformisent à travers la province, notamment en Gaspésie, où les écarts sont rétrécis de 35%. En 1965, les Québécois auront accès à l'électricité la moins chère en Amérique du Nord. À l'automne 1965, l'entreprise compte 17 000 employés, soit 5000 de plus qu'en 1963. La société d'État produit alors 34% de l'énergie hydroélectrique canadienne et possède des actifs de 2,5 milliards de dollars. La naissance de ce «colosse» a des répercussions sur le reste de l'économie québécoise, engendrant la création de nouvelles entreprises et de milliers d'emplois. De plus, la nationalisation stimule la recherche scientifique et mène, en 1967, à la création de l'Institut de recherche en électricité du Québec (IREQ).
Après avoir mené à bien la nationalisation de l'hydroélectricité, René Lévesque part à la découverte du Nord québécois et des enjeux concernant les peuples autochtones qui y vivent sous juridiction fédérale. Il découvre des populations confrontées à la pauvreté, la famine, la tuberculose et de difficiles conditions climatiques. René Lévesque est surtout préoccupé par l'omniprésence du gouvernement fédéral au Québec septentrional: « Le Nouveau-Québec, au nord de Schefferville, est inconnu des Canadiens français. C’est inouï de voir à quel point nous sommes absents de ces territoires qui sont notre propriété. Il va falloir monter vers le Nord pour prendre la place qui nous revient. » N'hésitant pas à concurrencer Ottawa, il lutte dès 1963 pour que l'éducation des Inuits se fasse en français plutôt qu'en anglais. Il envoie également des fonctionnaires («l'équipe du Nord») qui se familiarisent avec le territoire et les langues inuites afin d'assurer une présence des autorités provinciales auprès des peuples autochtones. Pour Pierre Godin, Lévesque a grandement contribué à l'amélioration des conditions de vie des peuples autochtones du Québec boréal mais leur francisation aura été un échec. Du 14 octobre 1965 au 16 juin 1966, il occupe le poste de ministre de la Famille et du Bien-être social. Sous son ministère, le Québec se dote d'un régime d'adoption, d'une aide aux familles monoparentales et d'un service d'assistance médicale gratuite.

#### La rupture avec le PLQ
René Lévesque est un ministre fougueux qui n'hésite pas à sortir du rang. C'est le cas lorsqu'il contredit son chef et encourage les 3 000 employés de la Régie des alcools à ne «pas lâcher» la contestation dans le cadre des négociations de leur premier contrat de travail. Se sentant «poignardé dans le dos», Jean Lesage le rabroue sévèrement au conseil des ministres. René Lévesque passe près de claquer la porte du Parti libéral. Ce genre d'accrochage est annonciateur des évènements à venir.
Lors de l'élection générale du 5 juin 1966, René Lévesque est réélu député dans la circonscription de Laurier pour la troisième fois. Cependant, le Parti libéral n'obtient pas la majorité des sièges et c'est l'Union nationale de Daniel Johnson (père) qui prend le pouvoir. De plus, les rapports entre Jean Lesage et René Lévesque se dégradent rapidement. Ce dernier considère que son chef est «chicanier», qu'il propose une plateforme électorale peu convaincante et qu'il est incapable de rallier une jeunesse de plus en plus attirée par les nouvelles idées souverainistes. C'est que l'élection de 1966 marque l'entrée en scène des deux premiers partis politiques indépendantistes : le Rassemblement pour l'indépendance nationale (RIN) de Pierre Bourgault et le Ralliement national (RN) de Gilles Grégoire.
N'occupant plus de fonctions ministérielles, René Lévesque reste néanmoins député de l'opposition. Soulagé de constater que l'Union nationale de Daniel Johnson poursuit les politiques réformistes de la Révolution tranquille, il est davantage inquiet quant à l'avenir de son propre parti. Il n'est pas le seul à remettre en question l'autorité de son chef. Une clique de «réformistes», dont font notamment partie François Aquin (député de Dorion), Robert Bourassa (député de Mercier et futur premier ministre) et Pierre O'Neill (directeur du journal du parti), se forme autour du député de Laurier. Ces opposants à Lesage cultivent deux principales ambitions : prendre les rênes du PLQ en occupant des postes de direction et réformer le programme du parti afin d'«aller plus loin». Dans cette perspective, René Lévesque travaille à l'élaboration d'une position constitutionnelle qu'il désire voir adoptée par sa formation politique. C'est ainsi que naît la souveraineté-association, un projet politique visant à faire du Québec un pays souverain mais étroitement associé au Canada, notamment par le biais d'un marché commun (il expose ce projet dans le manifeste Option Québec, qui paraît en 1968). Le 13 octobre 1967, 100 ans après la formation de la Confédération canadienne, les membres du Congrès du Parti libéral du Québec refusent de débattre de la proposition de Lévesque. Ce n'est pas une grande surprise pour le député de Laurier, qui ne s'attendait pas à ce que son parti le suive dans une véritable révolution constitutionnelle. Devant les caméras, il quitte l'assemblée, et le lendemain, il claque la porte du Parti libéral.

### Le Mouvement souveraineté-association (MSA) et le Parti québécois (PQ)

#### La naissance d'une coalition
La démission de René Lévesque ne passe pas inaperçue. À Ottawa, les fédéralistes comme Pierre Elliott Trudeau et Jean Marchand, jadis amis de Lévesque, se réjouissent de l'isolement du rebelle libéral. Même son de cloche chez le magnat de la presse Paul Desmarais, qui use de ses plateformes médiatiques, notamment le quotidien La Presse, pour tenter d'endiguer l'élan souverainiste. Même les services secrets américains s'intéressent à l'évènement. Pour Washington, la démission de Lévesque décrédibilise le Parti libéral et risque, à long terme, de plonger le Canada dans la crise. La rupture de René Lévesque avec le Parti libéral l'éloigne également de son épouse, Louise L'Heureux. Cette dernière a du mal à accepter la nouvelle allégeance souverainiste de son mari et cela n'aide en rien la cohésion du couple, déjà profondément effritée au cours des dernières années.
Mais René Lévesque est déterminé à aller de l'avant. Le 19 novembre 1967, il fonde le Mouvement souveraineté-association (MSA) afin de promouvoir sa vision d'un Québec indépendant et formellement associé au Canada dans le cadre d'une nouvelle union semblable, dans ses principes, à la Communauté économique européenne. Ce mouvement ne doit pas durer. Le 28 octobre 1967, devant une vingtaine de personnes ayant accepté son invitation, René Lévesque annonce qu'il faut créer, avant Pâques 1968, un parti politique souverainiste issu d'une coalition entre tous les groupes indépendantistes. Le psychiatre Camille Laurin, qui se joint au projet de Lévesque, propose d'ailleurs d'appeler le MSA «Parti québécois» mais c'est encore trop tôt.Dans les mois qui suivent, René Lévesque et Pierre O'Neill, attaché de presse du MSA, parcourent le Québec afin de convaincre la province du bien-fondé de la souveraineté-association. On constate que le magnétisme de l'ex-député de Laurier n'a rien perdu de son éclat, alors qu'il captive les foules de Montréal à Sept-Îles. Il convainc également à travers sa plume lorsqu'il écoule 50 000 exemplaires d'Option Québec, le manifeste du MSA. Le mouvement, qui comptait 400 membres à sa fondation, en compte un peu plus de 7000 au printemps 1968. Ces derniers sont jeunes et urbains: la moitié a moins de trente ans, le quart est étudiant et les trois quarts est issu de Montréal.
Le MSA n'est pas un bloc monolithique. René Lévesque, plus modéré et prudent quant aux potentielles dérives du nationalisme, est parfois même isolé. C'est le cas lorsqu'il s'oppose à un amendement, présenté par François Aquin, qui préconise l'arrêt du financement public des écoles anglophones. Lévesque y voit une volonté d'assimiler la minorité historique anglophone: il est hué par la foule. L'amendement est finalement abandonné lorsque le fondateur menace de quitter le mouvement. Au congrès d'avril 1968, on confie à René Lévesque la tâche de coaliser autour de lui tous les mouvements indépendantistes. Si l'alliance avec Gilles Grégoire, chef du Ralliement national (RN), semble évidente, c'est plus compliqué avec l'impétueux Pierre Bourgault, chef du Rassemblement pour l'indépendance nationale (RIN) et ce, même si une bonne partie des rinistes est prête à suivre le MSA. À une époque marquée par les attentats du Front de libération du Québec (FLQ), René Lévesque n'apprécie guère les envolées lyriques de Bourgault, ni sa proximité avec certains «radicaux». Il préfère nettement le pragmatisme politique d'un Gilles Grégoire, « froid calculateur ». De plus, ce dernier a soutenu la nationalisation de l'hydroélectricité à l'époque où il était député créditiste au fédéral.

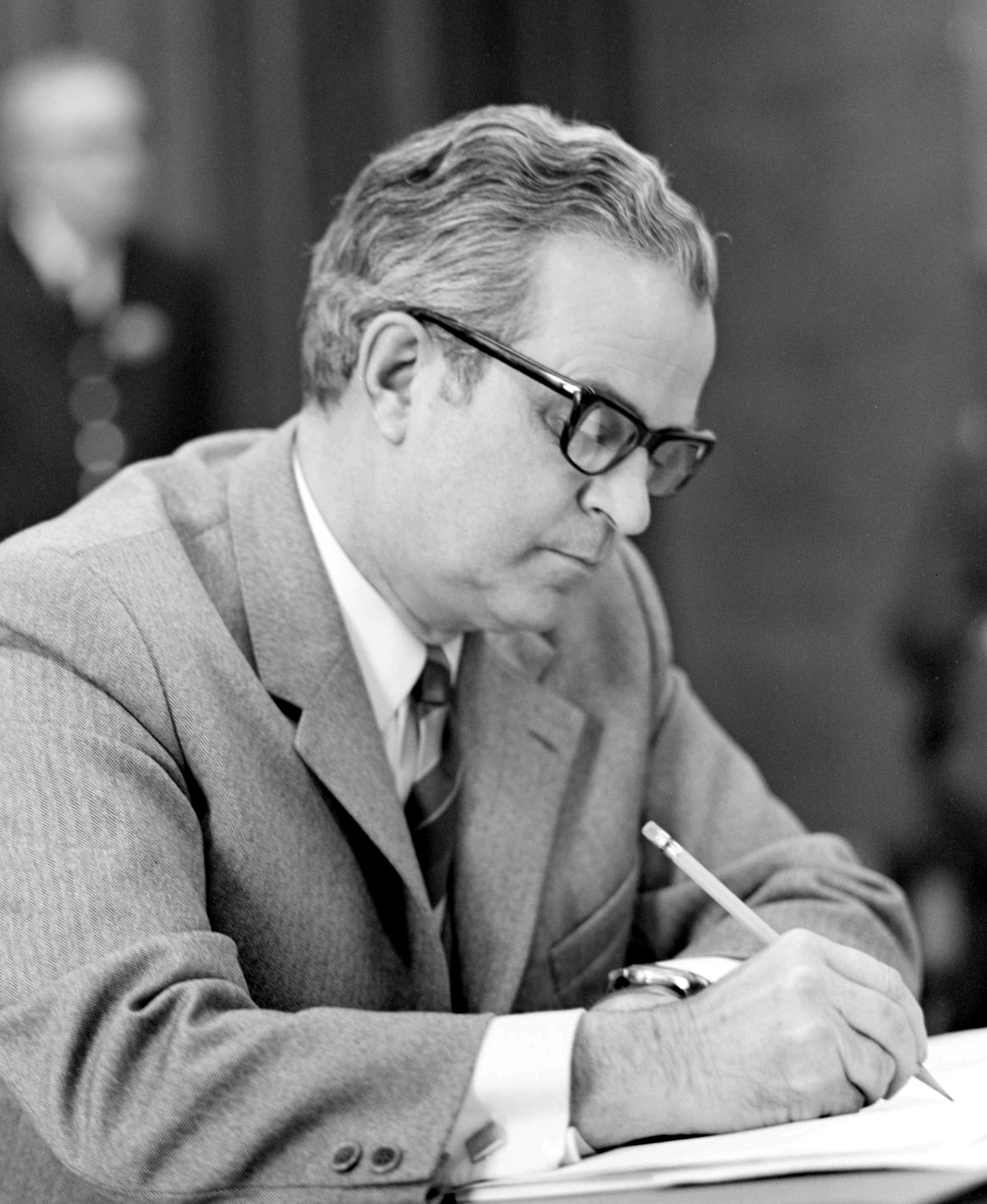
Jean-Jacques-Bertrand, chef de l'Union nationale de 1968 à 1971 et 21e premier ministre du Québec de 1968 à 1970.

Les discussions entre le MSA, le RIN et le RN s'amorcent le 3 juin 1968, à Outremont. Comme prévu, des désaccords éclatent entre le MSA et le RIN, au point où on décide d'écarter les deux chefs des négociations. Les mésententes concernent surtout l'alliance économique entre un Québec souverain et le Canada. Pour les représentants rinistes, dont André d'Allemagne, numéro deux du mouvement, il s'agit d'un « fédéralisme camouflé » qui dénaturerait l'indépendance québécoise. On ne s'entend pas non-plus sur la question linguistique, alors que le RIN désapprouve le fait de protéger les « droits acquis historiques » d'une quelconque minorité anglophone.
Les évènements du Lundi de la matraque, en juin 1968, achèvent de creuser le fossé entre le MSA et le RIN. Le 11 octobre, au Colisée de Québec, c'est sans compter sur le mouvement de Pierre Bourgault que naît le Parti québécois (PQ), issu de la fusion du MSA et du RN. Le 14, les congressistes élisent René Lévesque à la chefferie du nouveau parti politique. Le 26 octobre, les membres du RIN votent en faveur de la dissolution de leur organisation. Deux semaines plus tard, encouragée par Bourgault, la majeure partie de ses 14 000 membres a rejoint le PQ. Seulement six mois après sa création, la formation souverainiste, crédibilisé par l'adhésion d'éléments comme Jacques Parizeau, obtenait déjà 21 % des intentions de vote (contre 27 % pour l'Union nationale et 27 % pour le Parti libéral). Malgré la création du Parti québécois, René Lévesque continue de siéger en tant que député indépendant dans la circonscription de Laurier jusqu'à l'élection du 29 avril 1970.
La fin de l'année 1968 est marquée par la crise de Saint-Léonard, qui cristallise les débats autour de la question linguistique à l'école. Bien que le Parti québécois soutienne le droit de la minorité anglophone à l'école anglaise, il s'oppose à ce privilège pour les nouveaux arrivants. Lévesque se place donc en opposition à l'Union nationale dans ce dossier. Au début de l'année 1970, René Lévesque part dans l'Ouest canadien pour faire la promotion de son projet politique de souveraineté-association. Il donne notamment un discours à l'Université de la Saskatchewan, à Saskatoon. Le chef du Parti québécois écrit à sa secrétaire et maîtresse, Corinne Côté : « On nous prend de plus en plus au sérieux, et ça commence à leur sembler concevable ».

#### Une place dans l'opposition
Le premier ministre unioniste Jean-Jacques Bertrand annonce des élections anticipées pour le 29 avril 1970. Sous le slogan « Le Parti québécois Oui », les stars de l'alignement péquiste (René Lévesque, Jacques Parizeau, Camille Laurin, Gilles Grégoire) parcourent la province pour faire la promotion de leur programme, La solution. Dans leurs discours, les orateurs péquistes vulgarisent la souveraineté et dénoncent l'influence de la finance sur les deux autres partis, le désordre agricole et le chômage. René Lévesque présente cette élection comme une croisée des chemins : « Ou bien nous continuons à tourner en rond dans la cage d'un régime usé et durci, ou bien nous relevons le défi fécond de la responsabilité pour nous ranger enfin parmi les peuples normaux ».
Les libéraux martèlent quant à eux que la souveraineté serait une folie à tous les niveaux, qu'il s'agisse d'économie, de démographie ou de sécurité publique. Les milieux financiers se rallient derrière le Parti libéral. Le 26 avril, trois jours avant le vote, c'est le « coup de la Brink's »: neufs camions blindés de la société Brink's remplis de valeurs mobilières, escortés par 30 policiers armés, quittent le siège social de la Trust Royal, à Montréal, pour rejoindre Toronto. On veut alors faire croire à l'électorat que la crainte du séparatisme est en train de provoquer une fuite des capitaux. Le jour du vote, le Parti québécois récolte 23,06 % des voix et 7 sièges, alors que le Parti libéral de Robert Bourassa défait l'Union nationale et s'empare du pouvoir. René Lévesque n’est pas élu dans sa circonscription de Laurier, où il récolte 38,08 % des 36 000 votes. Le chef du Parti québécois est battu par le candidat libéral André Marchand. Déçu de n'avoir pu faire élire que 7 députés, Lévesque se réjouit toutefois du nombre de votes qu'a reçu son parti à travers la province: 600 000 électeurs ont choisi le PQ.
Après les élections, René Lévesque décide finalement de quitter sa femme pour s'installer avec Corinne Côté sur l'avenue des Pins, au pied du mont Royal. Sous l'invitation de Pierre Péladeau, il devient chroniqueur au Journal de Montréal et au Journal de Québec. Il y sera jusqu'à septembre 1973. À l'automne 1970, le Québec plonge brusquement dans la crise d'Octobre. René Lévesque dira dans ses mémoires qu'il se retrouve alors aux prises avec « deux terrorismes »: celui de l'État, qui tente d'écraser le mouvement souverainiste et celui du Front de libération du Québec (FLQ), qui risque de discréditer son projet politique. Le chef péquiste est d'ailleurs dans l'embarras lorsqu'il est explicitement cité dans le manifeste du FLQ : « Nous avons cru qu’il valait la peine de canaliser nos énergies, nos impatiences, comme le dit si bien René Lévesque, dans le Parti québécois. Mais la victoire libérale montre bien que ce qu’on appelle la démocratie au Québec n’est que la democracy des riches ». Il ne tarde toutefois pas à répondre et à condamner les méthodes violentes du groupe révolutionnaire : « Nous sommes dans une société qui permet encore l’expression et l’organisation de la volonté de changement. Le 29 avril, ce recul que nous avons subi n’était-il pas aussi un début de victoire ? Il n’y a rien qui autorise à croire que [la] voie du changement pacifique est impraticable. Celle où vous voilà engagés, à quoi d’autre mène-t-elle qu’à la haine et la répression ? »
| Vidéos externes                | |
| Crise d'octobre 1970 au Québec | |
|                                | Interview de Pierre Elliott Trudeau sur la Loi sur les mesures de guerre, Société Radio-Canada, 16 octobre 1970, 26 minutes.                                             |
|                                | René Lévesque condamne sévèrement les assassins de Pierre Laporte, Société Radio-Canada, 17 octobre 1970, 2 minutes.                                                     |
|                                | Interview de Robert Bourassa sur la Loi sur les mesures de guerre, Société Radio-Canada, 30 octobre 1970, 26 minutes.                                                    |
|                                | Les événements d'octobre 1970, documentaire de Robin Spry portant sur les événements de la Crise d'octobre, Office national du film du Canada, 1974, 1 heure 27 minutes. |

René Lévesque promet à Robert Bourassa l'appui de son parti pour faire libérer les deux otages, le diplomate britannique James Richard Cross et le ministre libéral Pierre Laporte. Dans une chronique au Journal de Montréal, le chef péquiste demande au premier ministre de négocier avec les felquistes, de privilégier « deux vies » à « la raison d'État ». Lévesque dénonce également l'action du gouvernement fédéral qui, par le biais de la Loi sur les mesures de guerre, instrumentaliserait la crise à des fins politiques : « On a poussé systématiquement tous les boutons de la peur pour conditionner les Québécois à penser tragiquement, à se préparer au pire et à accepter docilement toutes les décisions du gouvernement ». La mort de Pierre Laporte bouleverse profondément le chef péquiste, qui, selon son compagnon Jean-Roch Boivin, aurait perdu son innocence ce jour-là. Il n'en sort toutefois pas abattu, bien au contraire. Les évènements d'octobre le galvanisent à aller au bout de son combat. Il se donne également pour objectif de mater certains éléments radicaux de son parti. Cet objectif est quelque peu mis à mal par l'adhésion de Pierre Vallières, ex-leader du FLQ ayant abandonné la lutte révolutionnaire armée pour se joindre au Parti québécois.
En mai 1972, l'adhésion de Claude Morin, ministre des affaires intergouvernementales ayant rompu les rangs du PLQ, est vue d'un bien meilleur œil par Lévesque. À l'été de la même année, le chef péquiste part à l'étranger pour faire la promotion du projet souverainiste. Il débarque d'abord en France, où il rencontre à Paris des experts du Centre d'études politiques, visite la Normandie, participe à la fête socialiste de la Rose en compagnie de François Mitterrand, déjeune à Matignon et dîne discrètement à l'Élysée avec de proches collaborateurs du premier ministre Jacques Chaban-Delmas. Il part également pour le sud avec Corinne Côté, profitant de la Côte d'Azur et des paysages méditerranéens, puis pour Londres.
De retour au Québec, René Lévesque replonge dans les affaires du Parti québécois. Au congrès de février 1973, la frange radicale de la formation souverainiste réussit à bloquer une résolution de l'exécutif voulant lier l'accession à la souveraineté à un référendum obligatoire (depuis sa création, le PQ promet de proclamer l'indépendance aussitôt élu). Lévesque, qui choisit ses combats, ne s'obstine pas trop et se résout à revenir sur cet enjeu plus tard. Dans l'ensemble, il est satisfait du programme péquiste, qu'il qualifie de « vendable, réalisable et progressiste ». Au même moment, il s'insurge contre les manœuvres illégales de la Gendarmerie royale du Canada (GRC) qui, sous les instructions directes du premier ministre Pierre Elliott Trudeau, espionne illégalement les activités du Parti québécois. En 1981, ces activités illégales seront mises en lumière par la commission d'enquête McDonald.
Le 25 septembre 1973, Robert Bourassa dissout l'Assemblée nationale et annonce des élections fixées au 29 octobre. Défait dans Laurier trois ans plus tôt, René Lévesque décide cette fois-ci de se présenter dans Dorion (devenue Laurier-Dorion en 1994). La stratégie du Parti québécois repose sur un audacieux « budget de l'an 1 », premier budget d'un Québec indépendant. Jacques Parizeau, désigné comme porte-étendard du projet, offre une mauvaise prestation lors d'un duel télévisé contre Raymond Garneau, ministre des Finances libéral. Le 29 octobre, le Parti québécois se retrouve une fois de plus au deuxième rang derrière le PLQ. Cette fois, le PQ récolte 30,22 % des voix et six sièges contre 97 députés élus pour les troupes de Robert Bourassa. René Lévesque n’est toujours pas élu. Il récolte 46,66 % des 29 100 votes, derrière le député Alfred Bossé du Parti libéral qui en récolte 47,68 %.
L'« aile souverainiste orthodoxe » du Parti québécois a plusieurs reproches à adresser à son chef. On trouve notamment qu'il a manqué de dynamisme, qu'il a projeté l'image d'un perdant et qu'il a mal préparé la formation souverainiste, préférant passer son temps à parcourir l'Europe plutôt que de recruter des candidats ou sillonner des comtés. On lui reproche également d'avoir fait la promotion d'un référendum, contredisant le programme du parti. Lévesque pense quant à lui, au contraire que la plus grande erreur du Parti québécois aura été d'avoir trop tardé à rassurer les électeurs quant à la tenue d'un référendum. Il se réjouit comme il peut de la progression du PQ dans la proportion des votes (30 %, soit 7 % de plus qu'en 1970). L'année 1974 est tout de même morose pour les péquistes. René Lévesque, qui vient de connaître deux défaites d'affilée, se remet en question et pense peut-être quitter la politique, conscient du fait qu'il pourrait beaucoup mieux gagner sa vie. Son entourage, notamment Claude Morin, Jacques Parizeau et Marc-André Bédard, réussit à le convaincre de garder le cap.
Claude Morin sait d'ailleurs se montrer persuasif. Il est à l'origine d'un important revirement stratégique du Parti québécois pour le processus devant mener à l'indépendance : l'étapisme. En 1974, le parti décide qu'il faudra faire ratifier ce nouveau statut politique par le biais d'un référendum populaire. Dans son programme mis à jour, le PQ s'engage alors à « mettre immédiatement en branle le processus d'accession à la souveraineté en proposant à l'Assemblée nationale, peu après son élection, une loi autorisant à exiger d'Ottawa le rapatriement de tous les pouvoirs, à l'exception de ceux que les deux gouvernements voudront, pour fins d'association économique, confier à des organismes communs ». Mais on ajoute cette fois-ci qu'il faudra que le gouvernement du Québec s'assure « au préalable de l'appui des Québécois par voie de référendum ». Soutenue par René Lévesque, l'approche de Morin ne fait pas l'unanimité au PQ. Jacques Parizeau en est le principal opposant et il le fait savoir : « Le Québec est entré dans la Confédération sans référendum et il s’en retirera sans référendum, suivant les règles du parlementarisme britannique ». Le chef péquiste passe les années 1975 et 1976 à débattre avec les éléments les plus intransigeants de son parti.

### Le Parti québécois au pouvoir (1976-1985)

#### Premier mandat (1976-1981)
Le succès finit par pointer le bout du nez. Profitant de scandales de népotisme qui éclaboussent le PLQ, René Lévesque mène ses troupes au pouvoir à l'élection du 15 novembre 1976. Le Parti québécois recueille 41,37 % du vote et 71 des 110 circonscriptions. Cette fois, le chef péquiste est élu dans la circonscription de Taillon avec une nette majorité de 62,65 % devant le candidat libéral Fernand Blanchard. Au Centre Paul-Sauvé de Montréal, où sont réunis des milliers de militants péquistes le soir de la victoire, René Lévesque exulte :

« Nous ne sommes pas un petit peuple. Nous sommes peut-être quelque chose comme un grand peuple. Jamais dans ma vie je n’ai pensé que je pourrais être aussi fier d’être Québécois. Cette victoire de notre parti, on l’espérait et on la souhaitait de tout notre cœur. Politiquement, il s’agit de la plus belle et peut-être de la plus grande soirée de l’histoire du Québec… »

Aux lendemains de la victoire péquiste, Lévesque commence d'abord par rassurer les milieux financiers. Outre quelques chantages de compagnies d'assurance torontoises, le marché ne cède pas à la panique. Le nouveau premier ministre rassure les banquiers quant à un potentiel référendum. Il leur assure que le référendum n'est qu'un argument de négociation visant à obliger Ottawa à faire des concessions. L'objectif est toujours la souveraineté, mais le 40 % obtenu lors des élections confirme qu'il y a encore du travail à faire avant une éventuelle victoire référendaire. Lorsqu'il met en place son cabinet, René Lévesque se fixe quatre grands objectifs: développement économique, social, culturel et aménagement régional. Pour atteindre ces objectifs, comme le souligne son biographe Pierre Godin, il dispose d'un cabinet regorgeant de « cracks » : « Jacques Parizeau est diplômé de la London School of Economics, Claude Morin, de l'université Columbia, Jacques-Yvan Morin, de Harvard et de Cambridge, Bernard Landry, de l'Institut d'études politiques de Paris, Yves Bérubé, du Massachusetts Institute of Technology, Pierre Marois de l'École pratique des hautes études de Paris, Rodrigue Tremblay, de l'Université Stanford… ».

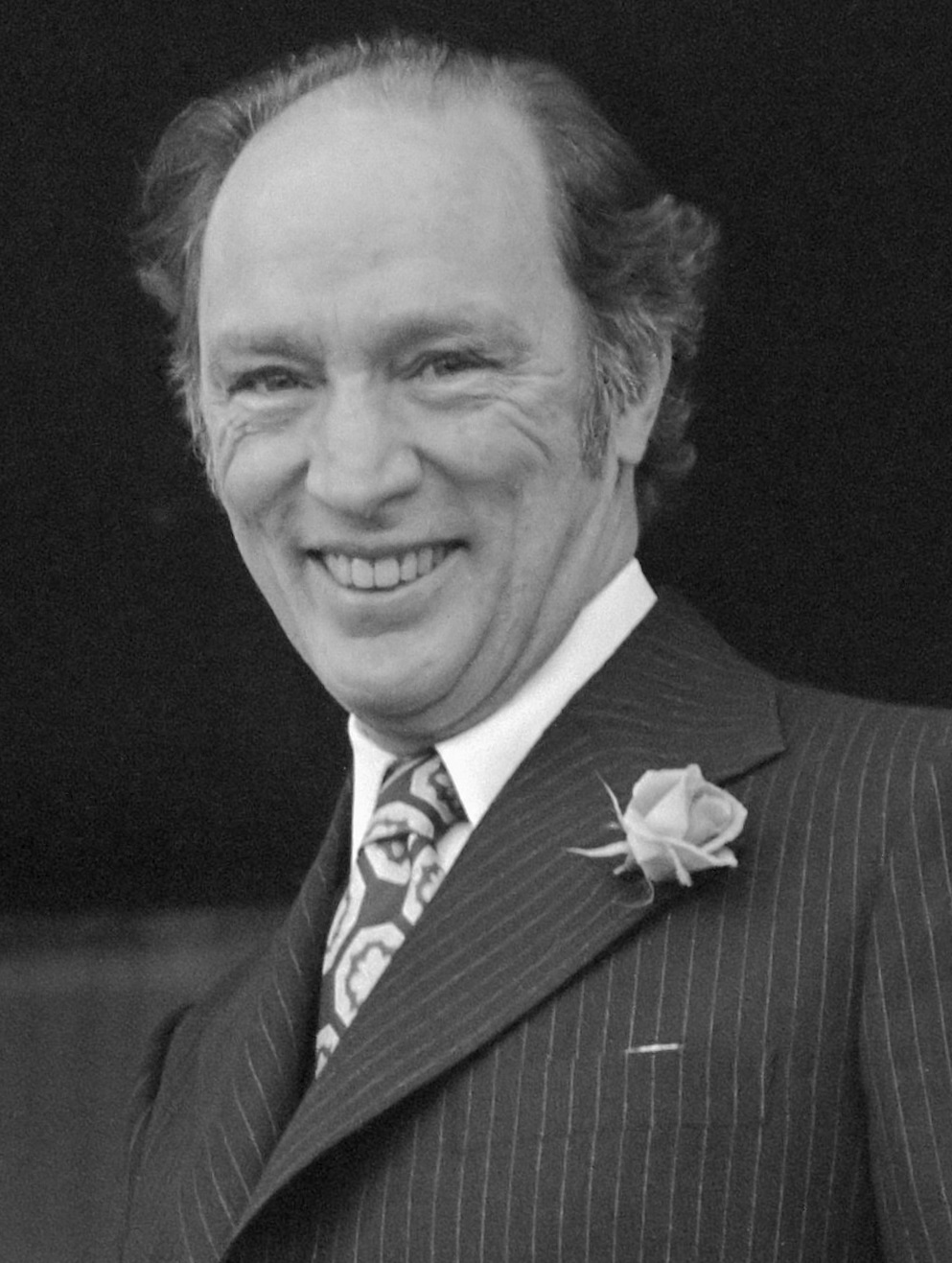
Pierre Elliott Trudeau, chef du Parti libéral du Canada, 15e premier ministre du Canada et adversaire politique de René Lévesque.

Le 26 novembre 1976, René Lévesque est assermenté et devient officiellement le vingt-troisième premier ministre de l'histoire du Québec. À la mi-décembre, il rencontre pour la première fois Pierre Elliott Trudeau à Ottawa, devant les journalistes. Lévesque se veut modéré, assurant qu'il ne veut pas détruire le Canada mais plutôt redéfinir et adapter ses institutions politiques. Le référendum n'est pas une priorité en ce début de mandat. Les sessions de 1977 et de 1978 sont marquées par les efforts du gouvernement Lévesque de prouver qu'il est capable d'agir de façon responsable en bon gouvernement, tel qu'il l'a promis lors de la campagne de 1976. La tâche n'est pas évidente car les péquistes héritent d'une situation économique compliquée : le taux de chômage a grimpé au-dessus des 10 % et le déficit a atteint les 1,2 milliard de dollars. La route sera ardue. Entre les difficultés économiques, les affrontements avec les syndicats du secteur public et l'hostilité de la minorité anglophone à l'égard des réformes linguistiques, le climat social est une poudrière.
Dans le même temps, le gouvernement Lévesque s'efforce de trouver des alliés extérieurs pour son projet de souveraineté. Il tente d'abord une première amorce du côté des Américains. En janvier 1977, son discours à l'Economic Club de New York s'avère cependant un échec, l'idée de séparation du Québec déstabilisant quelque peu les hommes d'affaires américains. De plus, René Lévesque est trop abstrait face à un public habitué au pragmatisme. Il passe beaucoup de temps à faire des analogies entre l'indépendance du Québec et celle des Treize Colonies au lieu de présenter un plan économique concret. Quelques semaines plus tard, Pierre Elliott Trudeau, devant le Congrès des États-Unis, déclare que la sécession du Québec serait « un crime contre l'histoire du genre humain » (« a crime against the history of mankind »), et le président américain, Jimmy Carter, dit préférer avoir affaire à un Canada uni qu'à deux pays indépendants à sa frontière nord. René Lévesque ne tarde pas à répliquer: « Comment M. Trudeau peut-il qualifier de crime le démantèlement d'un vieux système fédéral issu du XVIIIe siècle, alors que le phénomène marquant du XXe siècle est l'émergence des États souverains? »
Le premier ministre est impliqué dans un tragique accident mortel en février 1977. Dans la nuit du 5 au 6, à Montréal, René Lévesque happe mortellement, avec sa voiture, Edgar Trottier, un sans-abri de 62 ans qui se trouvait étendu sur le chemin de la Côte-des-Neiges, près de l'avenue Cedar et de l'Hôpital général de Montréal. Lévesque avait passé la soirée chez Yves Michaud, buvant cinq ou six verres de vin en compagnie de quelques invités,. Les policiers qui se présentent sur les lieux, intimidés par l'identité du conducteur, n'ont pourtant pas cru bon de faire passer les tests règlementaires à Lévesque, notamment parce qu'ils ne détectent aucun signe d'ivresse et aucune odeur d'alcool. L'enquête policière et l'analyse du coroner innocentent le premier ministre, qui restera marqué par l'accident.
Lire en ligne

Publications du Québec : version consolidée officielle ;
Institut canadien d'information juridique : version permettant de voir l'évolution du texte (depuis 2002).

Loi sur la langue officielle, dite « loi 22 » (1974)
Le 12 juillet 1977, le ministre Camille Laurin dépose le projet de loi 101, qui contient la première incarnation de la Charte de la langue française. Désormais, seuls les parents ayant reçu une éducation anglaise au Québec peuvent faire instruire leurs enfants en anglais. Les anglophones qui arrivent des autres provinces n'y ont pas droit: c'est ce que l'on appelle la « clause Québec ». René Lévesque, comme Claude Morin, doute de la pertinence de cette clause. Il se questionne quant à son respect des principes démocratiques et son utilité politique : il y voit une provocation qui ne respecte pas le contexte constitutionnel. Plus tard, cette disposition de la loi est invalidée par l'article 23 de la Charte canadienne des droits et libertés : les parents ayant reçu une éducation en anglais au Canada pourront faire instruire leurs enfants en anglais (et réciproquement, les autres Canadiens ayant reçu une éducation en français au Canada peuvent faire instruire leurs enfants en français). Le régime de tests linguistiques, créé par la Loi sur la langue officielle (Loi 22) de Robert Bourassa, est abrogé. Les entreprises ayant plus de 50 employés sont tenues d'entreprendre un programme de francisation. Le français devient la langue prédominante des tribunaux et la seule autorisée dans l'affichage commercial extérieur. Le projet de loi 101 est adopté par l'Assemblée nationale le 26 août 1977. La minorité anglophone réagit négativement à l'adoption de cette loi. Durant la période 1977 à 1982, des avocats montréalais tentent de faire déclarer la loi anticonstitutionnelle. Plusieurs entreprises, comme la compagnie d'assurances Sun Life ainsi que Cadbury, transfèrent leur centre administratif ou leur usine en Ontario.
Malgré la douche froide à New-York, le Parti québécois n'abandonne pas ses efforts en matière de diplomatie étrangère. Les efforts de rapprochement du gouvernement péquiste avec la France sont beaucoup plus productifs qu'avec les États-Unis. En novembre 1977, René Lévesque est reçu à Paris comme un chef d'État. Il rencontre le président Valéry Giscard d'Estaing à l'Élysée et celui-ci lui remet la rosette de la Légion d'honneur. De son côté, Jacques Chirac, alors maire de Paris, ne lui cache pas sa sympathie pour la souveraineté du Québec. Au cours de cette visite, on décide que les premiers ministres du Québec et de la France se rencontreraient désormais annuellement. Ce rapprochement ne plaît pas au gouvernement fédéral, qui reproche à la France son ingérence dans les affaires canadiennes.
Les relations entre Québec et Ottawa demeurent tendues à la fin des années 1970. Les conférences fédérales-provinciales sont décevantes, qu'elles portent sur l'économie ou sur l'éventuel rapatriement de la Constitution canadienne. En 1978, éclate la querelle sur la taxe de vente : au printemps, Ottawa demande aux provinces de réduire leur taxe de vente et promet en retour de leur rembourser le montant jusqu'à concurrence de 3 %. Le Québec est la seule province à refuser l'offre : pour Lévesque, il s'agit d'une tentative subtile du fédéral de s'ingérer dans un champ fiscal réservé aux provinces. Les relations avec Ottawa s'améliorent quelque peu avec l'arrivée au pouvoir des conservateurs de Joe Clark le 22 mai 1979.
En 1979, le gouvernement Lévesque entreprend ses premières négociations avec les employés du secteur public et parapublic, dans le but de négocier les nouvelles conventions collectives. Il offre d'abord des hausses salariales de 3,5 %, vite refusées par les syndicats qui, eux, demandent un salaire minimum de 265 $ par semaine. Un Front commun, le troisième depuis 1972, est formé le 7 mai. Après une série de débrayages et de grèves rotatives, le ministre des Finances, Jacques Parizeau, propose, à l'automne, des hausses salariales variant de 6,4 % à 9,5 % et un salaire hebdomadaire d'environ 200 $. Devant la menace d'une grève générale, le gouvernement fait adopter une loi spéciale le 12 novembre, la suspendant pour une durée de 15 jours. Après des négociations intensives, une entente de principe est conclue le 12 novembre. Les membres de la CEQ rejettent l'entente et déclenchent une grève générale le 28 janvier 1980[à vérifier]. Finalement, une nouvelle entente de principe est signée avec la CEQ en février. René Lévesque sort amer de ces négociations, plusieurs syndiqués ayant menacé de voter Non au référendum s'il n'accédait pas à leurs demandes.
Le Parti québécois met en branle plusieurs réformes lors de son premier mandat : la Loi régissant le financement des partis politiques, la Charte de la langue française, la Loi sur la consultation populaire, la Loi sur la protection du consommateur, la Loi sur l'assurance automobile, le réaménagement des municipalités régionales de comté, la réforme de la fiscalité municipale, la Loi antiscabs, l'abolition des clubs privés de chasse et de pêche, le régime d'épargne-action ou encore l'aide aux PME. On promulgue aussi la gratuité des médicaments pour les personnes âgées et des soins dentaires pour les jeunes de moins de 16 ans.

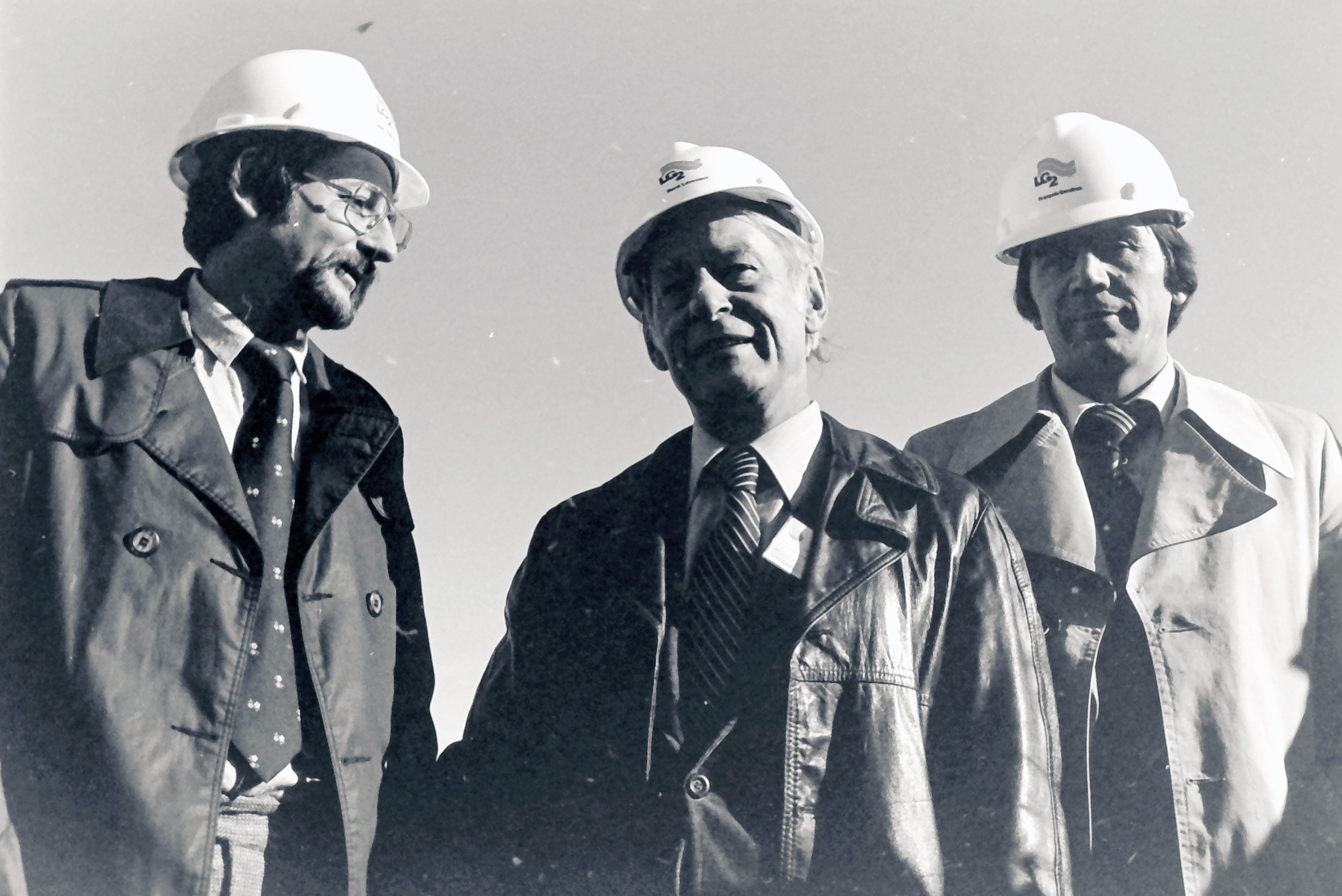
René Lévesque lors de l'inauguration de la centrale de LG2 le 27 octobre 1979. À gauche, Jean-Paul Bordeleau et à droite, François Gendron.

Le premier mandat de René Lévesque dote également le Québec d'importants pouvoirs en matière d'immigration. L'Entente Cullen-Couture de 1978, signée par les ministres Jacques Couture (ministre provincial de l'Immigration) et Bud Cullen (ministre fédéral de l'Immigration), permet à la province de sélectionner ses immigrants indépendants. Québec met alors en place un système de sélection par points qui priorise notamment une immigration francophone. De façon plus symbolique, René Lévesque fait du 24 juin la fête nationale du Québec. Il s'exprime à ce sujet à l'Assemblée nationale : « C'est une occasion privilégiée pour nourrir le sentiment de fierté essentiel à la souveraineté ». Le premier ministre péquiste change également la devise sur les plaques d'immatriculation. On peut désormais y lire « Je me souviens » plutôt que « La belle province ».
C'est dans ce premier mandat également, le 27 octobre 1979, que René Lévesque inaugurait officiellement le barrage La Grande-2 (LG2), à la baie James, maintenant nommé l'Aménagement Robert-Bourrassa, soit la plus importante centrale hydroélectrique du Québec.

#### Référendum sur la Souveraineté-Association

Logo du comité du OUI du référendum sur la souveraineté-association.

À l'automne de 1979, les circonstances semblent favorables au gouvernement Lévesque pour enclencher le processus référendaire. Le conservateur Joe Clark est au pouvoir à Ottawa, où il dirige un gouvernement minoritaire. Pierre Elliott Trudeau annonce quant à lui son retrait de la vie politique. Le 1er novembre, le Livre blanc sur la souveraineté-association est déposé à l'Assemblée nationale et, le 20 décembre, René Lévesque rend publique la question référendaire. Celle-ci, plutôt longue, se lit comme suit : « Le gouvernement du Québec a fait connaître sa proposition d'en arriver, avec le reste du Canada, à une nouvelle entente fondée sur le principe de l'égalité des peuples. Cette entente permettrait au Québec d'acquérir le pouvoir exclusif de faire ses lois, de percevoir ses impôts et d'établir ses relations extérieures, ce qui est la souveraineté et, en même temps, de maintenir avec le Canada une association économique comportant l'utilisation de la même monnaie. Aucun changement de statut politique résultant de ces négociations ne sera réalisé sans l'accord de la population lors d'un autre référendum. En conséquence, accordez-vous au gouvernement du Québec le mandat de négocier l'entente proposée entre le Québec et le Canada? ».
Le même mois, contre toute attente, le gouvernement conservateur minoritaire de Clark est renversé. Le 18 février 1980, le Parti libéral, mené par un Pierre Elliott Trudeau de retour dans l'arène politique, remporte les élections fédérales, raflant entre autres 74 des 75 circonscriptions au Québec. Malgré ce contexte difficile, le gouvernement Lévesque entame le débat référendaire à l'Assemblée nationale en mars. Un sondage CROP, à la fin du mois, indique même que 55 % des Québécois se disent favorables au concept de souveraineté-association.
Durant la campagne référendaire, la ministre Lise Payette commet une bourde en comparant la femme du chef libéral Claude Ryan, Madeleine, à une Yvette, modèle de femme soumise que l'on trouve dans certains manuels scolaires de l'époque. Trois semaines plus tard, un groupe de femmes libérales veulent prouver qu'elles peuvent à la fois être féministes et fédéralistes et fondent le Mouvement des Yvettes. Ce mouvement prend de l'ampleur et culmine le 7 avril lorsque 15 000 femmes se rassemblent au Forum de Montréal pour y écouter, outre Madeleine Ryan, Thérèse Casgrain, Jeanne Sauvé, Solange Chaput-Rolland et Thérèse Lavoie-Roux. Le camp du Non a maintenant le vent en poupe, les sondages commençant à indiquer une baisse significative d'appuis au Oui dans la population.
Le gouvernement fédéral aide le Comité du Non de Claude Ryan en dirigeant une campagne de peur systématique : les personnes âgées perdraient leurs pensions de vieillesse ; le prix de l'essence grimperait à 50 cents le litre ; la facture énergétique d'une famille augmenterait de plus de 1 200 $ en un an. Le 14 mai, au Centre Paul-Sauvé, Pierre Elliott Trudeau galvanise le camp du Non et s'adresse directement aux électeurs québécois. Il promet alors de renouveler la fédération canadienne dans le sens des aspirations du Québec et du Canada : « Nous mettons nos sièges en jeu pour avoir du changement ! », déclare-t-il.
Le 20 mai, jour du vote, le référendum se traduit par une défaite pour le gouvernement Lévesque. Les Québécois votent à 59,6 % pour le Non et à 40,4 % pour le Oui. Une mince majorité de francophones s'est prononcée pour le Non. Le soir, au Centre Paul-Sauvé, René Lévesque tente d'apaiser ses militants déçus : « Si je vous ai bien compris… vous êtes en train de dire… à la prochaine fois ». Il somme également Ottawa de remplir ses promesses : « La balle est maintenant dans le camp fédéral ».

#### Négociations constitutionnelles
Quelques jours après le référendum, Trudeau entame de nouvelles négociations avec les provinces. Son objectif est de rapatrier la Constitution canadienne, toujours à Londres, et de l'assortir d'une charte des droits protégeant les droits individuels, et d'une formule de modification devant régir les futurs changements constitutionnels. Le gouvernement Lévesque décide de mettre momentanément de côté l'option indépendantiste et de négocier de bonne foi le renouvellement du fédéralisme; ce qui va à l'encontre de son option. Les pourparlers commencent en juin et une première conférence fédérale-provinciale a lieu en septembre 1980. L'Ontario et le Nouveau-Brunswick prennent parti pour Ottawa, mais les autres provinces, qui ont peur de voir gruger leurs pouvoirs, décident de s'allier avec le Québec afin de contrer le projet Trudeau. Devant l'échec de la conférence, le premier ministre canadien annonce qu'il rapatrie unilatéralement la Constitution. Plusieurs provinces, dont le Québec, forment la « bande des huit » et décident alors de porter leur cause devant les Cours d'appel du Manitoba, de Terre-Neuve et du Québec. Celles-ci ne s'entendent pas, mais celle de Terre-Neuve se prononce pour l'illégalité du projet, ce qui oblige Ottawa à faire appel à la Cour suprême du Canada.
Entre-temps, René Lévesque remporte les élections du 13 avril 1981 avec une majorité accrue et près de 50 % du vote : il s'est en effet engagé à ce que la souveraineté ne soit pas un enjeu pendant le prochain mandat et estime avoir démontré que le PQ est la seule formation politique apte à défendre les intérêts du Québec face aux visées du gouvernement fédéral. De son côté, le PLQ s'est mal préparé à l'élection et l'arrogance de son chef, Claude Ryan, le fait mal paraître. Trois jours plus tard, le 16 avril, Lévesque rencontre sept premiers ministres provinciaux à Ottawa (ceux du Nouveau-Brunswick et de l'Ontario se sont désistés) afin de signer la formule de modification de la « bande des huit » dite de Vancouver. Il consent à abandonner le droit de veto, et ses alliés acceptent que la charte des droits ne soit pas enchâssée dans la Constitution. De plus, ceux-ci décident de le soutenir dans sa demande d'obtenir un droit de retrait avec compensation qu'il préfère au droit de veto, car ainsi une province peut refuser un programme fédéral sans empêcher les autres d'y adhérer.
Le 28 septembre 1981, la Cour suprême du Canada statue que le projet du rapatriement de Trudeau contrevient à une convention constitutionnelle, car il lui faut pour cela un consentement « substantiel » d'une majorité de provinces. Trudeau invite alors ses homologues provinciaux à une conférence constitutionnelle qui débute le 2 novembre 1981, à Ottawa. À la fin de la matinée du 4 novembre, pour sortir de l'impasse, Trudeau suggère aux provinces un référendum national sur le rapatriement de la Constitution du Canada, chose à laquelle les provinces s’étaient toujours opposées ; René Lévesque accepte. Il faut quelques heures aux péquistes pour se rendre compte de l’erreur que leur chef avait commise. Ce dernier avait contrevenu à une règle primordiale de la « bande des huit » : se consulter avant de changer de position. Il revenait ainsi sur un accord signé le 16 avril 1981 concernant la formule de modification dite de Vancouver qui exclut explicitement la disposition référendaire qu’un grand nombre de provinces jugeaient incompatible avec le système fédéral canadien. Donc, pour les sept autres provinces dissidentes, ce fut comme si René Lévesque avait conclu un accord avec Pierre Elliott Trudeau et elles aussi s'empressèrent de parlementer avec le « fédéral » de peur d’être mises de côté lors d’une éventuelle entente d’autant plus qu’elles se rendirent compte que René Lévesque voulait davantage bloquer et saboter que négocier de bonne foi toute forme d’entente sur le rapatriement. Par la suite, les principaux négociateurs sont les procureurs généraux Jean Chrétien, Roy Romanow et Roy McMurtry, ainsi que le premier ministre Allan Blakeney de la Saskatchewan, qui proposent grosso modo la formule de Vancouver du 16 avril 1981 sans la compensation financière et la charte des droits avec une disposition dérogatoire. C'est durant cette conférence, dans la soirée du 4 novembre 1981, que le gouvernement Trudeau parvient à s'entendre avec presque toutes les provinces, à la suite de tractations auxquelles le Québec n'a pas été convié : c'est ce qu'on appelle la « soirée du rapatriement ». En effet, l'accord est pratiquement conclu alors que René Lévesque est rentré se reposer à sa chambre d'hôtel, à Hull. René Lévesque parlera d'un « coup de couteau dans la nuit ».
Selon ses dires, le coup de poignard était l’élimination de la plus cruciale des exigences du Québec, c’est-à-dire le droit à la compensation financière en cas de retrait.
Pour prix de leur consentement, les autres provinces étaient parvenues à arracher des concessions qui affaiblissaient sérieusement quelques dispositions de la charte des droits où se trouvaient pas mal diluées les grandes visées initiales de Pierre Elliott Trudeau.
En fait, bien plus que le contenu, c’est le procédé qui était intolérable pour le Québec.
Le libellé de l'entente est finalement signé le lendemain matin devant des représentants québécois éberlués. On croyait, chez la délégation québécoise, que la formule d’amendement avec droit de retrait ne pourrait jamais être acceptée par le premier ministre Trudeau puisqu’elle signifiait, à toutes fins pratiques, un potentiel statut particulier pour les provinces. Pierre Elliott Trudeau s’étant toujours fortement objecté à toute idée de statut particulier pour les provinces, on voyait mal comment il pourrait changer d’idée sur un point aussi fondamental à ce stade des négociations constitutionnelles. On peut donc croire que, du côté québécois, on considérait que tant que le front commun des huit provinces dissidentes appuierait cette formule d’amendement, il ne pouvait y avoir de compromis possible avec Ottawa sur le rapatriement et la réforme constitutionnelle. Cette interprétation étroite des péquistes était complètement fausse puisque Pierre Elliott Trudeau peut faire des compromis avec les provinces.
Par l'Accord constitutionnel du 5 novembre 1981, la Charte canadienne des droits et libertés est enchâssée dans la Constitution avec l'ajout d'une disposition dérogatoire pour certains domaines clés ; la formule de modification que René Lévesque a convenu avec les autres premiers ministres de la « bande des huit » est acceptée, mais en supprimant la compensation financière obligatoire à une province qui exerce son droit de retrait; la mobilité de la main-d'œuvre interprovinciale est facilitée au risque de compromettre certains programmes provinciaux de création d'emplois dans les provinces avec un taux de chômage inférieur à la moyenne nationale ; enfin, l'article 23 de la Charte canadienne des droits et libertés invalide certaines dispositions de la Loi 101. Le Québec n'est pas non plus reconnu comme une société distincte.
Précisons aussi que par sa signature de l’Accord du 16 avril 1981 sur la formule de Vancouver, René Lévesque reconnaissait que le Québec était une province comme les autres en rejetant explicitement les notions de droit de veto constitutionnel et de société distincte pour le Québec.
Lévesque revient à Québec, humilié et blessé. Ses proches s'accordent à dire qu'il n'a plus jamais été le même. Cet événement a une conséquence immédiate sur le PQ. Au huitième congrès, en décembre 1981, les militants péquistes adoptent une résolution mettant au rancart la notion d'association. Lévesque tente en vain de les faire revenir sur leur décision et menace même de démissionner. Quelques jours plus tard, il annonce la tenue d'un référendum interne dans le Parti visant à annuler la résolution controversée. C'est ce que l'on a appelé le « renérendum », expression inventée par Ian MacDonald, chroniqueur au journal The Gazette. Le 9 février 1982, Lévesque obtient ce qu'il veut : 95 % des 143 000 membres du PQ lui donnent leur soutien.

#### Second mandat (1981-1985)
Lire en ligne

Lire sur le site du ministère de la Justice

Le second mandat est beaucoup plus dur pour René Lévesque et son gouvernement, et la crise constitutionnelle n'est pas seule en cause. Dès 1981, la récession économique prend une ampleur inattendue. Le taux de chômage, au Québec, grimpe à 10 % en juillet 1981, à 14 % en mars 1982, frise les 15 % en juillet 1982 et atteint 16 % le mois suivant. Le gouvernement tente, sans beaucoup de succès, d'en juguler les effets. Sur la suggestion de Louis Laberge, chef de la FTQ, il instaure le programme de Corvée-Habitation, visant à relancer la construction résidentielle. Le Plan Biron, quant à lui, a pour objectif de venir en aide aux PME en difficulté. En novembre 1983, Lévesque annonce la création de 18 000 emplois saisonniers dans un programme de reforestation.
C'est dans cette tourmente que s'amorcent de nouvelles négociations dans le secteur public. Lors du sommet économique d'avril 1982, Lévesque annonce un trou de 700 millions $ dans les prévisions budgétaires. Dans ces conditions, il estime que l'État est incapable de payer les hausses salariales consenties en 1979. Le budget de mai 1982 annonce la hausse de la taxe de vente de 9 % à 10 % et le gel des salaires des médecins et des cadres du gouvernement. René Lévesque énonce que les employés du secteur public devront consentir à des sacrifices. Au mois de mai, la loi 70, autorisant le gouvernement à réduire leurs salaires de 20 % pendant une durée de trois mois, soit du 1er janvier au 31 mars 1983, est déposée à l'Assemblée nationale.
Les syndicats refusent cette mise en demeure et forment un nouveau Front commun à l'automne. Les négociations sont ardues et ne mènent nulle part. Le gouvernement y met fin en décembre en faisant adopter la loi 105, imposant 109 conventions collectives aux 300 000 syndiqués du secteur public. Les syndicats organisent des grèves en cascades à la fin janvier 1983. Le 29 janvier, près de 30 000 syndiqués défilent devant l'Assemblée nationale et brûlent des mannequins à l'effigie du premier ministre. Pour eux, Lévesque est devenu le « boucher de New Carlisle ». Le gouvernement parvient tout de même à une entente avec les infirmières ainsi qu'avec la Fédération des Affaires sociales au début de février. Les enseignants, eux, continuent leurs débrayages. Lévesque fait alors adopter la loi 111 (appelée loi-matraque par les syndiqués) qui prévoit le congédiement sans appel, la perte de salaires, la perte d'ancienneté et la suspension de la Charte des Droits.

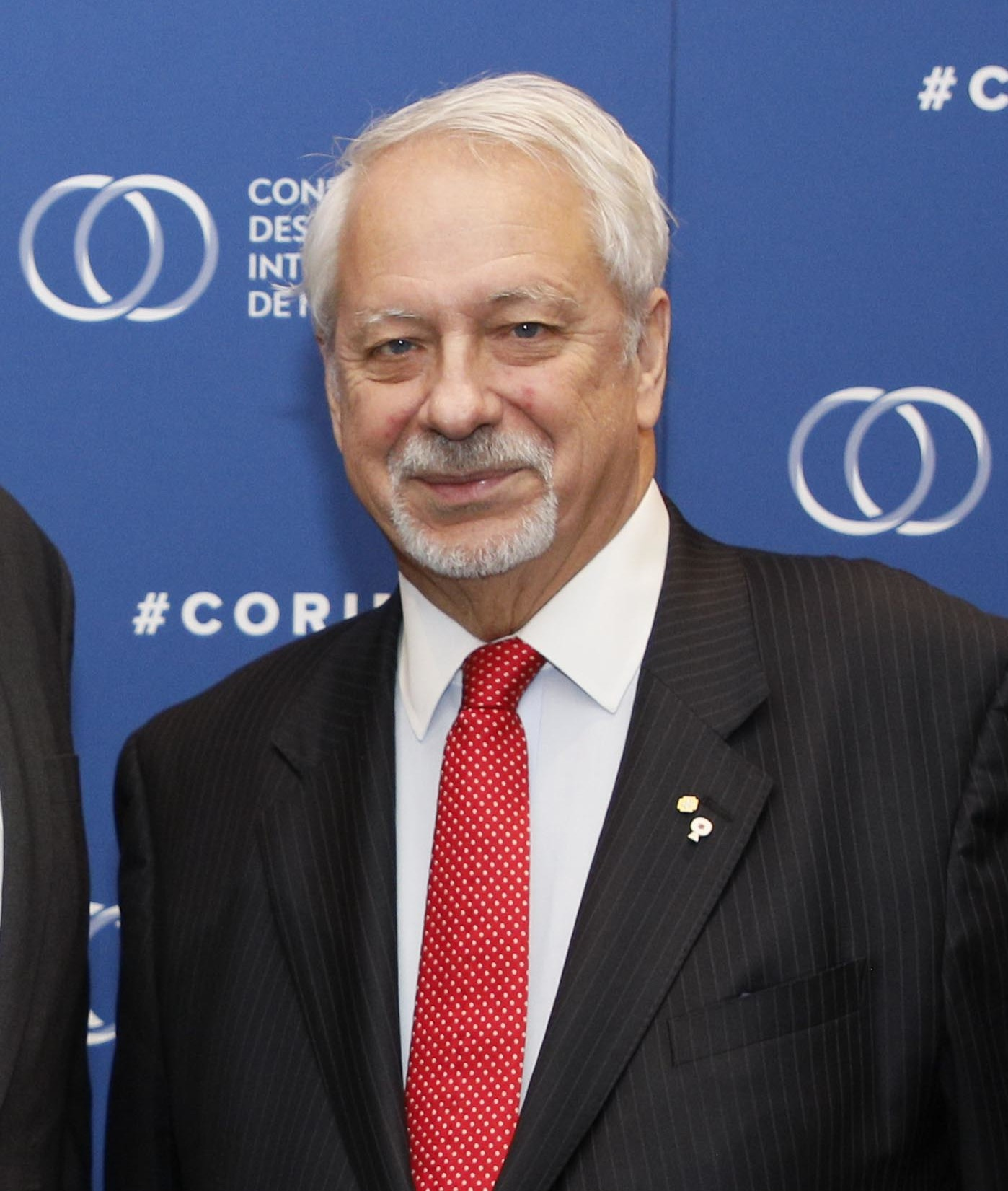
Pierre Marc Johnson succède à René Lévesque et devient le 2e chef du Parti québécois de 1985 à 1987 et le 24e premier ministre du Québec du 3 octobre au 12 décembre 1985.

Le 5 mars, plusieurs ministres sont bousculés par des centaines de manifestants devant l'Hôtel Concorde de Québec où doit se réunir le conseil national du PQ. Par la suite, cependant, les tensions s'apaisent et, le 18 avril, une entente de principe est signée avec la CEQ. Le gouvernement Lévesque sort affaibli de cette crise. L'alliance naturelle entre les syndicats et le PQ n'existe plus. Le taux de satisfaction vis-à-vis du gouvernement est alors en chute libre. Malgré la tourmente, le gouvernement continue tout de même son travail de législation. Le 23 juin 1983, la Loi sur l'accès aux documents des organismes publics et sur la protection des renseignements personnels est adoptée à l'unanimité par l'Assemblée nationale.
En juin 1984, au neuvième congrès du PQ, les militants adoptent une résolution indiquant qu'aux prochaines élections, un vote pour le Parti québécois est un vote pour l'indépendance. Lévesque vote contre, mais se rallie à contrecœur. Deux mois plus tard, le 4 septembre, les conservateurs de Brian Mulroney remportent la victoire aux élections fédérales et adoptent une politique d'ouverture à l'égard du Québec. Le 16 octobre, dans son discours d'ouverture de la session parlementaire, René Lévesque déclare qu'il entend collaborer pleinement avec le nouveau gouvernement pour créer des emplois et rouvrir le dossier constitutionnel. Le 5 novembre, lors du discours du Trône, à Ottawa, Mulroney s'engage à rouvrir le débat constitutionnel afin d'obtenir l'adhésion du Québec à l'entente de 1981. Lévesque lui tend la main, parle d'un beau risque et annonce son intention de mettre en veilleuse l'option indépendantiste, un tournant dans l'histoire du PQ.

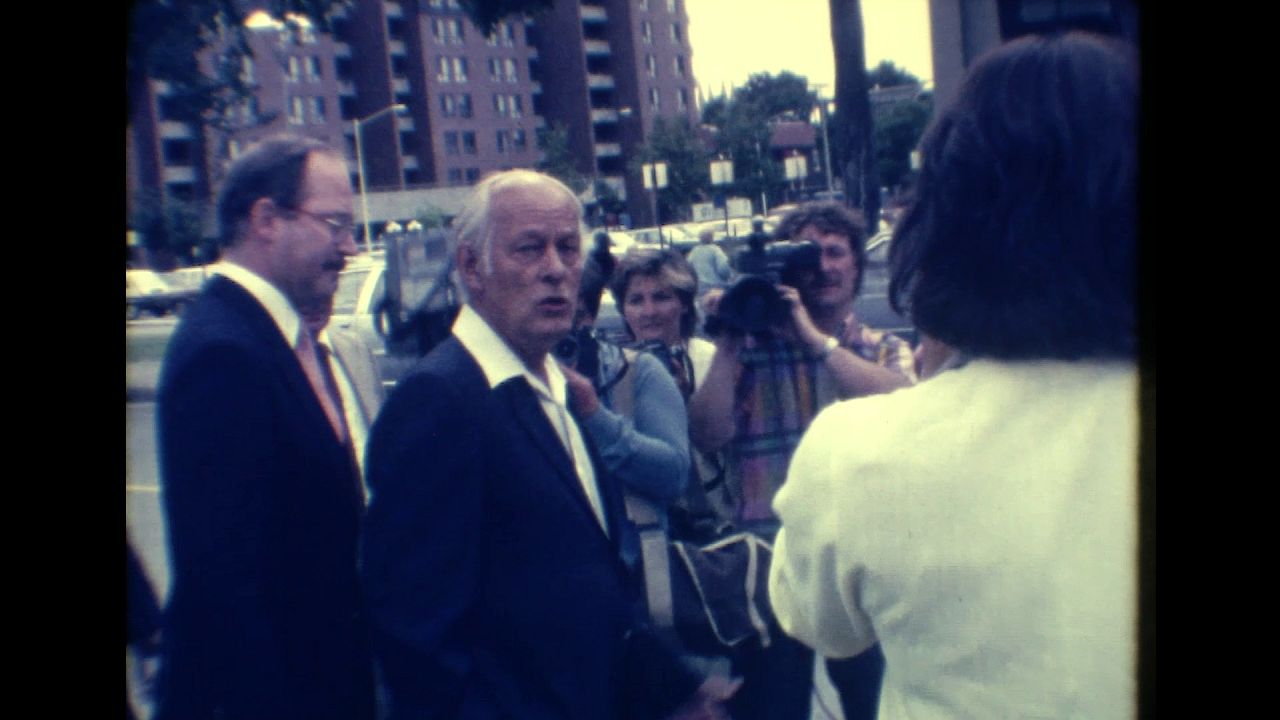
René Lévesque le 13 août 1985 à l'issue de l'inauguration du Parc de l'Amérique Française à Québec.

Cette décision amorce l'une des plus graves crises que le Parti québécois ait connues. Le 20 novembre, Pierre de Bellefeuille démissionne du caucus. Il est suivi, deux jours plus tard, de plusieurs têtes d'affiche du gouvernement : Jacques Parizeau, Camille Laurin, Denise Leblanc-Bantey, Gilbert Paquette et Jacques Léonard. Jérôme Proulx annonce qu'il siège désormais comme député indépendant. Le 27 novembre, Louise Harel démissionne à son tour suivie, le 4 décembre, de Denis Lazure. Lévesque, désormais à la tête d'un gouvernement sérieusement affaibli, convoque, en janvier 1985, un congrès spécial où il met officiellement en veilleuse l'option indépendantiste.
Six mois plus tard, le 20 juin, dépressif, fatigué, amer et probablement poussé par plusieurs membres de son caucus, Lévesque annonce qu'il démissionne de la chefferie du Parti avec effet immédiat. Une course à la chefferie est enclenchée et Pierre Marc Johnson devient le nouveau chef du Parti québécois le 29 septembre. Après avoir quitté ses fonctions de député de Taillon cette journée-ci, René Lévesque démissionne de ses fonctions de premier ministre du Québec le 3 octobre et est remplacé par Pierre Marc Johnson. Sous la direction de Johnson, le Parti québécois est largement défait lors des élections générales en décembre 1985 et Robert Bourassa devient premier ministre avec un gouvernement majoritaire, mettant fin à neuf années de gouvernance péquiste.

### Vie après la politique et dernières années (1985-1987)
Après son retrait de la vie politique, René Lévesque commence l'écriture de son autobiographie, qui sera publiée en 1986 sous le titre de « Attendez que je me rappelle… ». L'ouvrage, qui porte sur sa jeunesse, ses années de correspondant de guerre en Europe et en Corée, sa carrière de journaliste et sa carrière politique, est un best-seller dès sa sortie.
En parallèle, il retourne à son métier de journaliste. Il est chroniqueur dans Le Journal de Montréal et à l’émission de radio Point de vue sur l’actualité. Il anime à Télé-Métropole des émissions spéciales sur le sommet de la francophonie en 1987, ce qui lui valent le Prix du meilleur documentaire international de la Communauté des télévisions francophones. Il signe également un contrat pour pouvoir couvrir, dans une émission spéciale, l'élection présidentielle américaine de 1988.
Deux jours avant sa mort, il croise une dernière fois, de façon amicale et apaisée, son adversaire de longue date : Pierre Elliott Trudeau,.

### Mort et funérailles

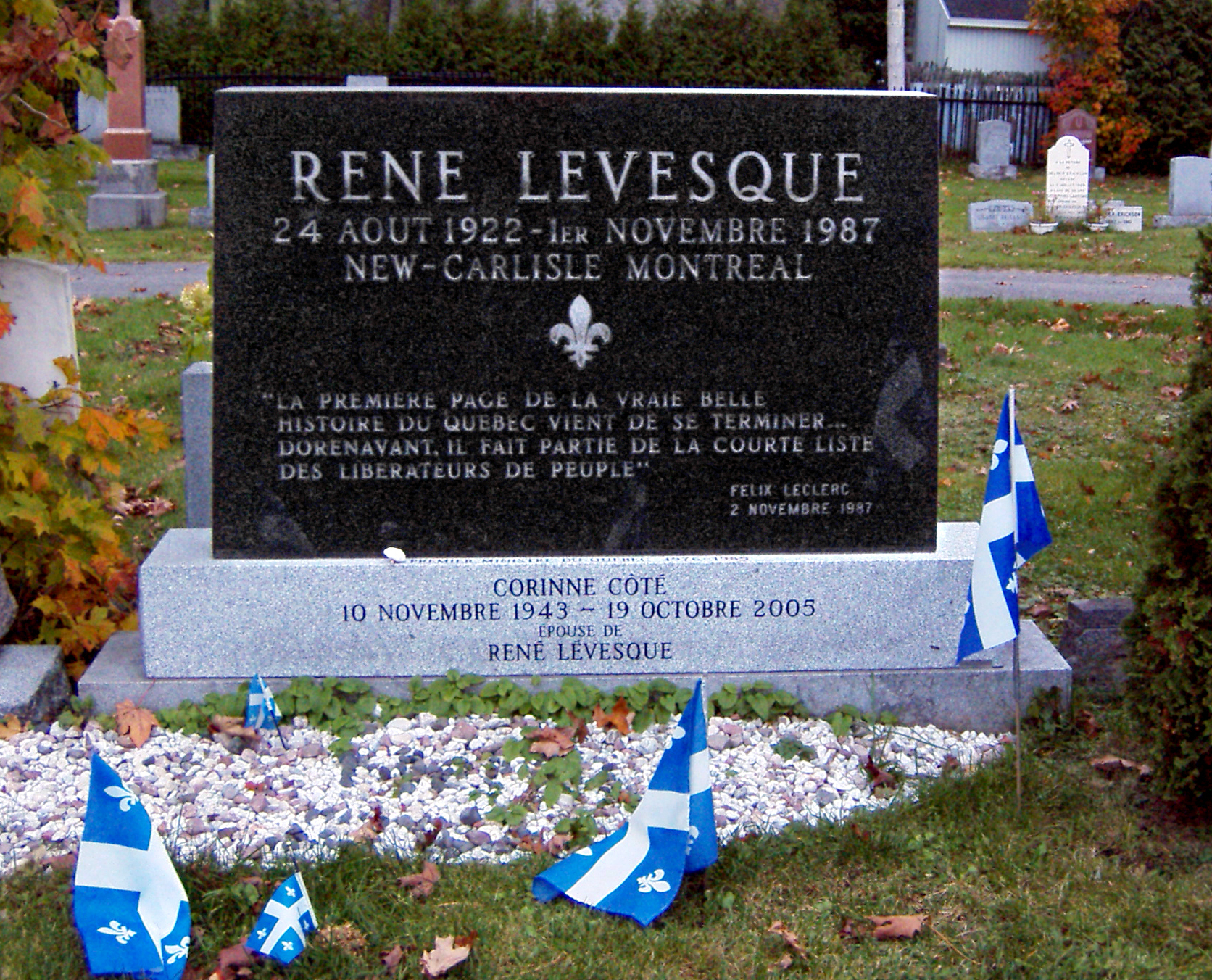
René Lévesque repose au cimetière Saint-Michel de Sillery avec son épouse Corinne Côté-Lévesque.

Le 1er novembre 1987, alors qu'il est en train de souper avec son épouse et des amis communs à son domicile de l'île des Sœurs, à Verdun, René Lévesque est victime d'une crise cardiaque entraînant un arrêt cardiorespiratoire. Transporté d'urgence en ambulance à l'hôpital général de Montréal, il ne reprend jamais connaissance et son décès est constaté le soir même, à l'âge de 65 ans.
Du 3 au 4 novembre, plus de 100 000 personnes se recueillent devant son corps embaumé, exposé en chapelle ardente à Montréal et à Québec. Des dizaines de milliers de gens lui rendent ensuite hommage lors de ses funérailles d'État à la basilique-cathédrale Notre-Dame de Québec. Recouvert du fleurdelisé, son cercueil est porté par des agents de la Sûreté du Québec. Il est inhumé auprès de sa mère au cimetière Saint-Michel-de-Sillery, à Québec, le 5 novembre. Son épitaphe est signée Félix Leclerc :

« La première page de la vraie belle histoire du Québec vient de se terminer…
Dorénavant, il fait partie de la courte liste des libérateurs de peuple. »

## Vie privée et personnalité

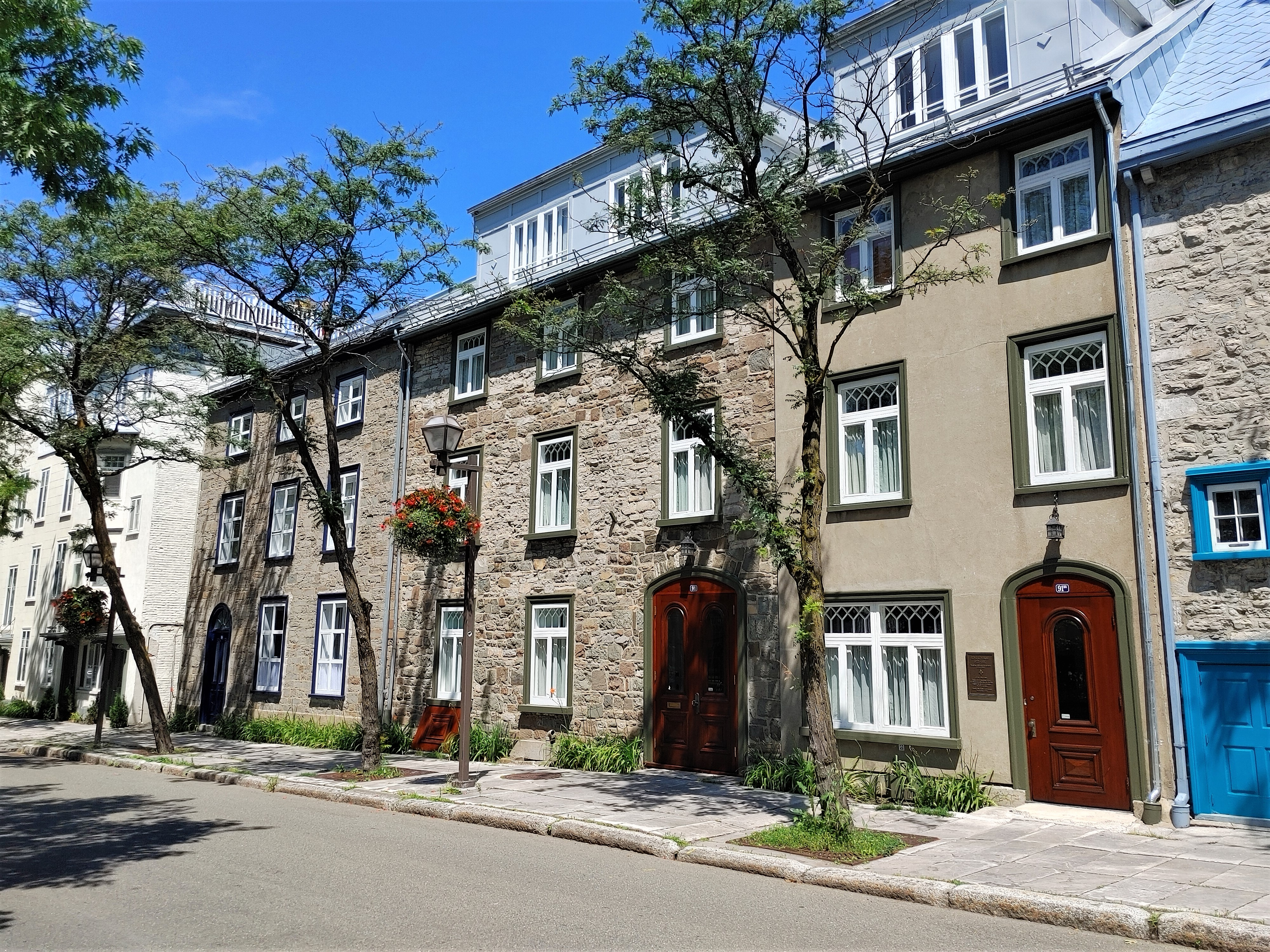
Durant son mandat comme premier ministre du Québec, René Lévesque habitait au no 91 bis rue D'Auteuil à Québec.

En 1947, René Lévesque épouse Louise L'Heureux (fille d'Eugène L'Heureux, directeur du journal L'Action catholique de Québec), avec qui il s'était fiancé avant la guerre. Le couple a eu trois enfants : Pierre, Claude et Suzanne. Son fils Claude est journaliste et chroniqueur au quotidien québécois Le Devoir.
Présenté comme un séducteur de femmes par son entourage, René Lévesque a eu plusieurs relations extra-conjugales, notamment avec sa coanimatrice Judith Jasmin. Le 12 avril 1979, après avoir divorcé, il épouse sa secrétaire, Corinne Côté, au palais de justice de Montréal.
René Lévesque est décrit par ses proches comme étant réservé en privé et se confiant à très peu de gens. Il est décrit comme étant plus à l'aise devant une foule de 10 000 personnes que devant une seule personne. Il était toutefois considéré en règle générale comme étant chaleureux, direct et sympathique. De plus, il était très amical avec les enfants et les adolescents, qui l’appréciaient beaucoup en retour. Doté d'un franc-parler, il pouvait être abrupt en défendant ses valeurs et ne cachait pas sa colère s'il percevait un manque de respect, notamment quand il fut snobé par François Mitterrand lors de leur première rencontre.
Capable de beaucoup de charme et de tact, Lévesque était charismatique et ses discours, émotifs et passionnés, rejoignaient son auditoire qui se reconnaissait facilement en lui. Une cigarette presque toujours dans la bouche, habillé souvent de manière décontractée et coiffé avec une raie sur le côté, René Lévesque cultivait dans son apparence physique l'image d'un « homme du peuple ».
Lévesque aimait passer ses vacances en Nouvelle-Angleterre et, attentif à l’actualité internationale, il était un lecteur assidu du New York Times. Fier Gaspésien, il aimait beaucoup les fruits de mer. Dans les moments de détente, il aimait jouer aux cartes et au Scrabble,.

## Chronologie
- 1922 - Le 24 août, naissance de René Lévesque à Campbellton, au Nouveau-Brunswick. (Il grandit à New Carlisle en Gaspésie).
- 1937 - Le 18 juin, décès de son père.
- 1947 - Le 3 mai, il épouse Louise L'Heureux à Québec.
- 1957 - Prix Olivar-Asselin.
- 1960 - Le 22 juin, il est élu député dans la circonscription électorale de Laurier.
- 1960 - Le 5 juillet, il devient ministre des Ressources hydrauliques et ministre des Travaux publics.
- 1961 - Le 28 mars, il devient Ministre des Ressources naturelles.
- 1962 - Le 14 novembre, il est réélu député dans la circonscription électorale de Laurier.
- 1965 - Le 14 octobre, il devient ministre de la Famille et du Bien-être social.
- 1966 - Le 5 juin, il est encore une fois réélu dans la circonscription de Laurier.
- 1967 - Le 14 octobre, il quitte le Parti libéral du Québec.
- 1967 - Le 19 novembre, il fonde le Mouvement souveraineté-association (MSA).
- 1967 - Le 28 décembre, début des négociations entre le MSA, le RN et le RIN en vue d'une fusion.
- 1968 - Le 6 janvier, publication de son manifeste Option Québec.
- 1968 - Le 19 avril, tenue du premier congrès d'orientation du MSA.
- 1968 - Le 11 octobre, à Québec, premier congrès national du nouveau parti né de la fusion entre le MSA et le RN.
- 1968 - Le 14 octobre, il est élu président du nouveau Parti québécois (PQ).
- 1968 - Le 26 octobre, les membres du RIN votent en faveur de la dissolution de leur organisation. (Quinze jours plus tard, la majeure partie de ses 16 000 membres rejoignent le Parti québécois.)
- 1970 - Le 29 avril, il est défait dans Laurier par le libéral André Marchand.
- 1970 - Il devient chroniqueur au Journal de Montréal et au Journal de Québec.
- 1973 - Lors du 4e congrès national les 23, 24 et 25 février, il est réélu président du PQ.
- 1973 - Le 29 octobre, il est défait dans la circonscription de Dorion.
- 1976 - Le 15 novembre, il est élu député dans la circonscription électorale de Taillon.
- 1976 - Le 25 novembre, il est assermenté Premier ministre du Québec.
- 1977 - Le 6 février, il est impliqué dans un accident de la route[193]. L'automobile qu'il conduit heurte Edgar Trottier, un sans-abri de 62 ans qui meurt sur le coup. Lévesque a été soupçonné d'avoir conduit en état d'ébriété, les policiers qui se sont présentés sur les lieux ne lui ont jamais fait passer le test d'ivressomètre.
- 1977 - Le 3 novembre, il est fait grand officier de la Légion d'honneur
- 1977 - En novembre, il reçoit la médaille de la ville de Paris.
- 1979 - Le 12 avril, il épouse Corinne Côté.
- 1979 - En juillet, sa mère meurt.
- 1980 - Le Québec vote Oui à 40 % au premier référendum sur la souveraineté. René Lévesque se montre rassurant : « Si j'ai bien compris, vous êtes en train de dire, à la prochaine fois. »
- 1981 - Le 13 avril, il est réélu député dans la circonscription électorale de Taillon.
- 1981 - Le 16 avril, René Lévesque signe avec sept autres premiers ministres des provinces la formule d'amendement qui sera éventuellement incluse intégralement dans la Loi constitutionnelle de 1982, à l'exception de la compensation financière en cas de retrait.
- 1981 - Le 30 avril, il est assermenté premier ministre du Québec une deuxième fois.
- 1987 - Le 1er novembre, décès de René Lévesque, âgé de 65 ans, à l'hôpital général de Montréal, après avoir été victime d'une crise cardiaque à Verdun (Île des Sœurs), aujourd'hui fusionné à Montréal.

## Idéologie et style politique

### Une figure de proue du nationalisme québécois

#### Néonationalisme et rapports à la tradition
Difficile de faire l'histoire du nationalisme québécois sans faire une place de choix à cette figure quasi-mythique que fut René Lévesque. D'abord journaliste vedette, il fait son entrée dans les foyers québécois par le biais de reportages percutants qui contribuent à l'ouverture du Québec sur le monde. Il ne se contentera toutefois pas d'un rôle d'analyste, s'engageant au Parti libéral dès 1960 et devenant l'un des acteurs majeurs de la Révolution tranquille en tant que ministre des Richesses naturelles. La nationalisation de l'hydroélectricité, sous le slogan « Maître chez nous », est sans doute la réforme la plus emblématique de l'époque, symbolisant la reprise en main des Québécois de leur territoire et, ultimement, de leur destin national.

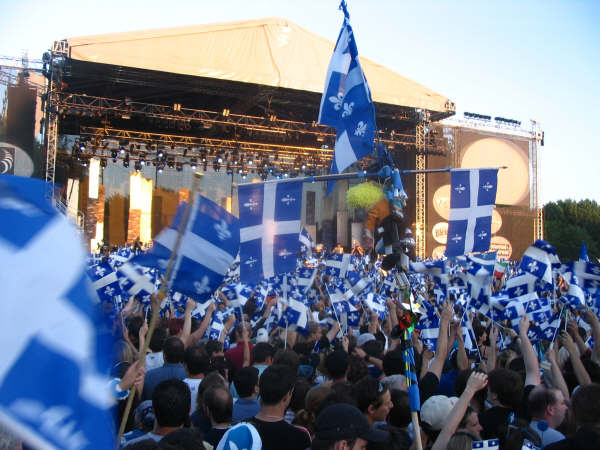
C'est le 18 mai 1977 que le gouvernement péquiste de René Lévesque adopte un décret faisant du 24 juin la Fête nationale du Québec.

En fondant le Mouvement Souveraineté-Association (MSA) puis le Parti québécois (PQ), René Lévesque va encore plus loin, s'engageant ouvertement sur la voie du souverainisme. Dans Option Québec, le manifeste qu'il publie en 1968, René Lévesque commence par affirmer son nationalisme, profondément enraciné dans la question linguistique :

« Nous sommes des Québécois. Ce que cela veut dire d'abord et avant tout, et au besoin exclusivement, c'est que nous sommes attachés à ce seul coin du monde où nous pouvons être pleinement nous-mêmes, ce Québec qui, nous le sentons bien, est le seul coin du monde où il nous soit possible d'être vraiment chez nous. Être nous-mêmes, c'est essentiellement de maintenir et développer une personnalité qui dure depuis trois siècles et demi. Au cœur de cette personnalité se trouve le fait que nous parlons français. Tout le reste est accroché à cet élément essentiel, en découle ou nous y ramène infailliblement. »

Pour Lévesque, le monde fait face à une « accélération de l'Histoire » attribuable au développement rapide de nouvelles technologies. Dans un contexte de Guerre froide, il estime que ces nouvelles possibilités peuvent être des promesses de grands progrès civilisationnels comme des menaces de conflits entre les peuples ayant le potentiel d'anéantir l'humanité. C'est dans cette perspective qu'il préconise une ouverture sur le monde, notamment par le biais des échanges économiques. Lévesque fait également le bilan d'un Québec qu'il juge peu sûr de lui-même, ayant trop longtemps négligé l'éducation et « colonisé » économiquement par des patrons étrangers.
Dans cette optique, il estime que la Révolution tranquille a fait les premiers pas vers un « rattrapage », notamment en instaurant la social-démocratie, en créant des institutions comme la Caisse de dépôt et en « assainissant les pratiques électorales ». Lévesque invite les Québécois à prendre en main leur destin afin de « bâtir une société qui, tout en restant à notre image, soit aussi progressiste, aussi efficace, aussi civilisée que toutes les autres ». Bien qu'il rende hommage aux tenants de la « survivance » et aux grandes figures de l'Amérique française (Samuel de Champlain, La Vérendrye, François-Xavier Garneau, Henri Bourassa, Lionel Groulx, etc.), à qui il attribue la subsistance du fait français en Amérique, Lévesque soutient qu'il faut dépasser cet horizon pour se tourner vers les enjeux de la modernité :

« Notre société traditionnelle, celle où nos parents vécurent dans la sécurité d'un milieu assez refermé sur lui-même pour être rassurant, celle où bon nombre d'entre nous eurent une jeunesse qu'on croyait encore pouvoir abriter avec soin, elle achève de se métamorphoser. Nous sommes aujourd'hui, pour la plupart, citadins, employés, locataires. Les cloisons de la paroisse, du village ou du rang ont volé en éclats. L'auto et l'avion nous font « sortir » comme jamais on ne l'aurait imaginé il y a à peine trente ans. La radio et le cinéma, puis la télévision, nous ont ouvert des fenêtres sur tout ce qui se passe à travers le monde: les évènements, et aussi les idées, les sursauts et les entreprises de l'humanité tout entière font irruption jour après jour dans nos foyers. »

Quelques figures du nationalisme canadien-français avant 1960.
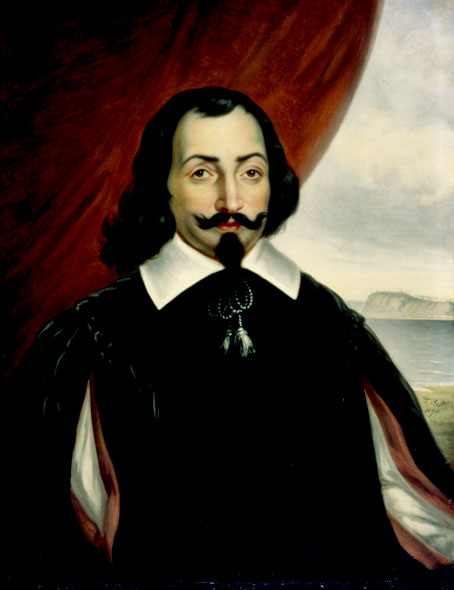
Samuel de Champlain
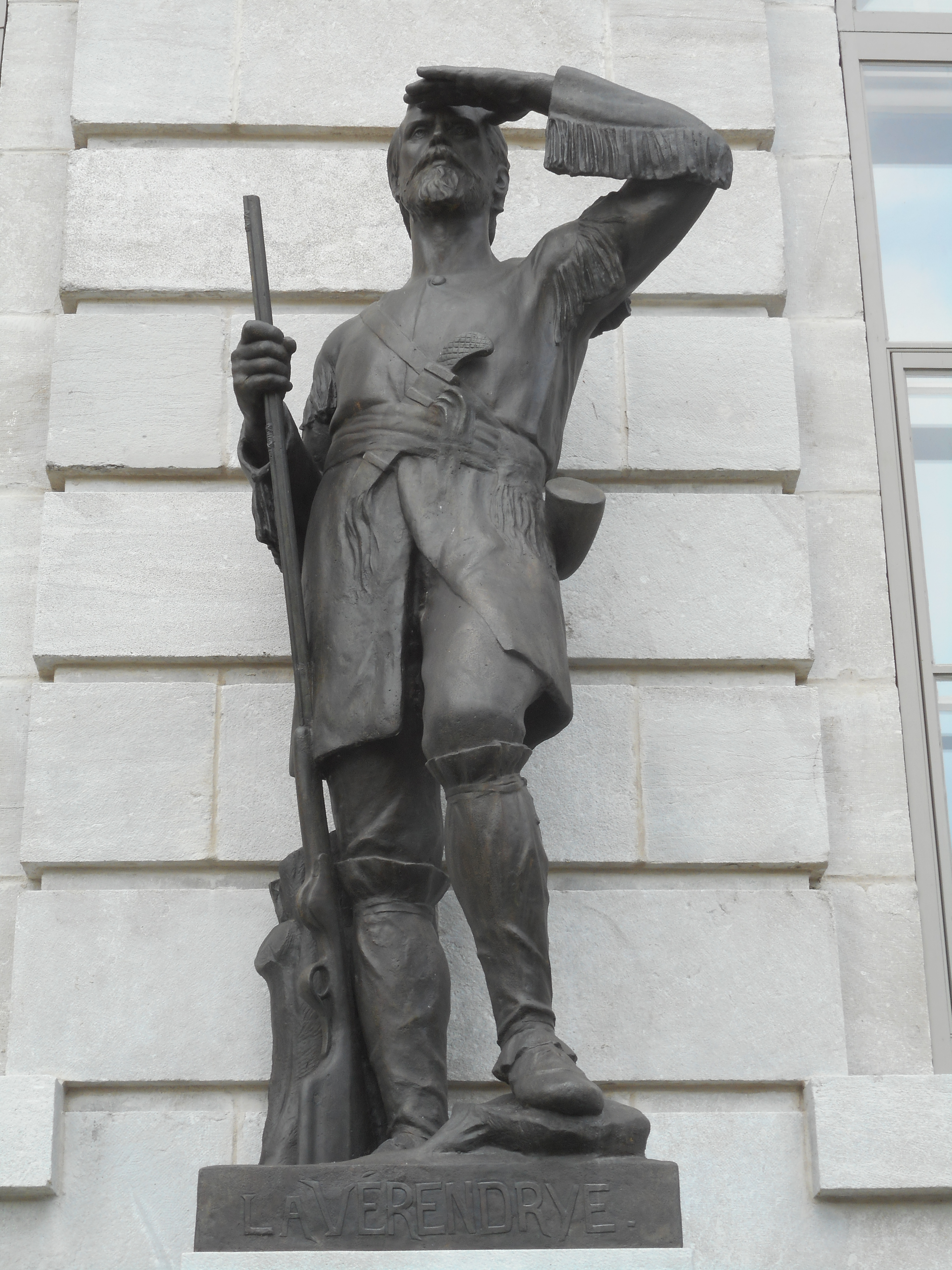
Pierre Gaultier de Varennes et de la Verendrye
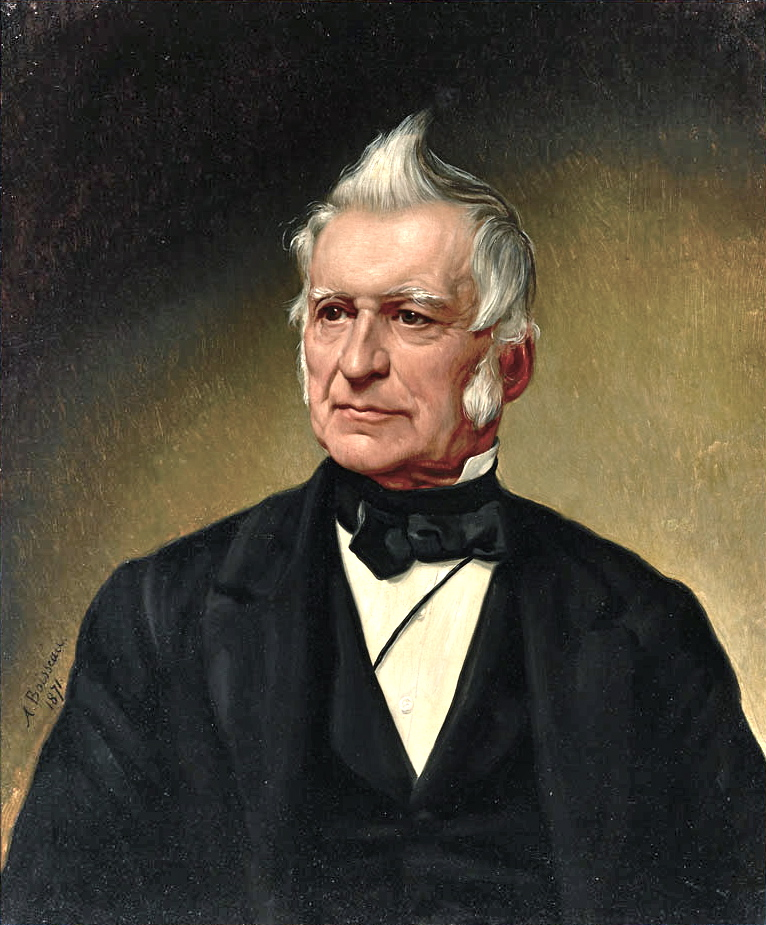
Louis-Joseph Papineau
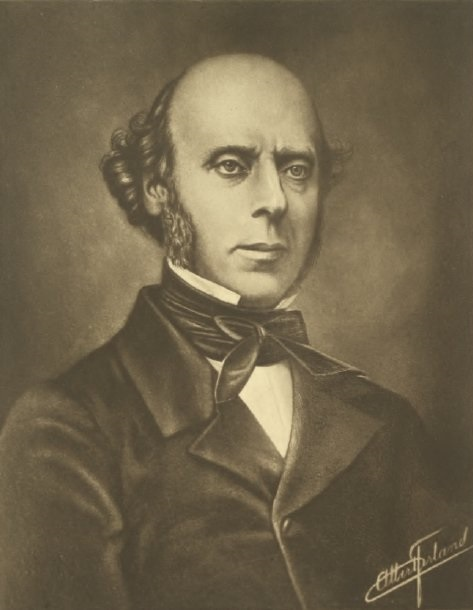
François-Xavier Garneau
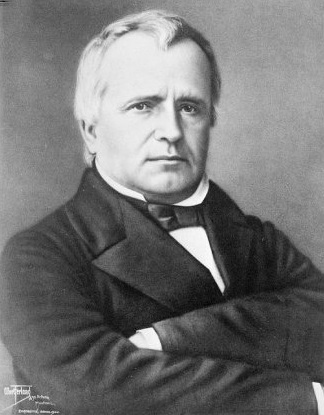
Louis-Hippolyte La Fontaine
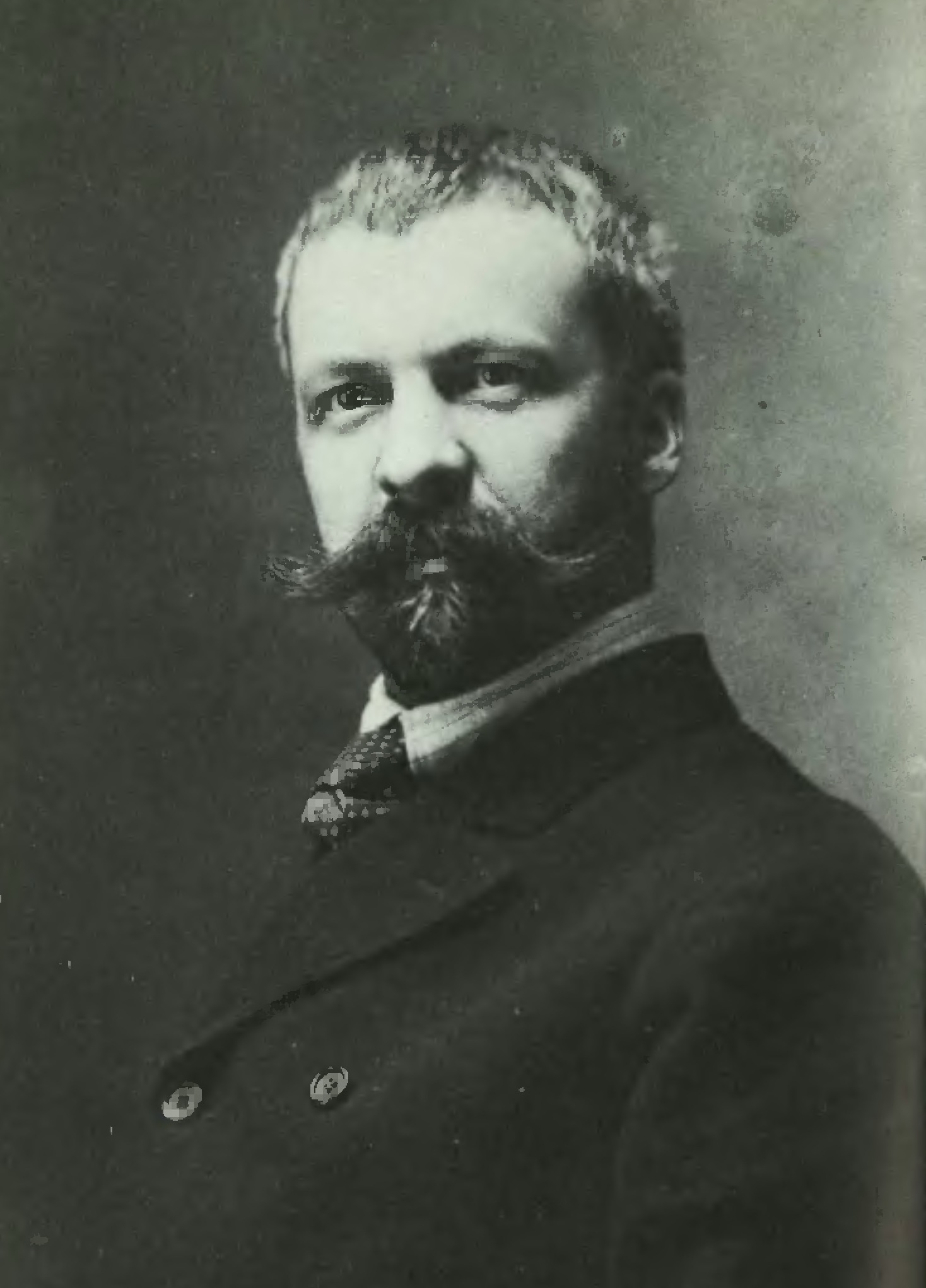
Henri Bourassa
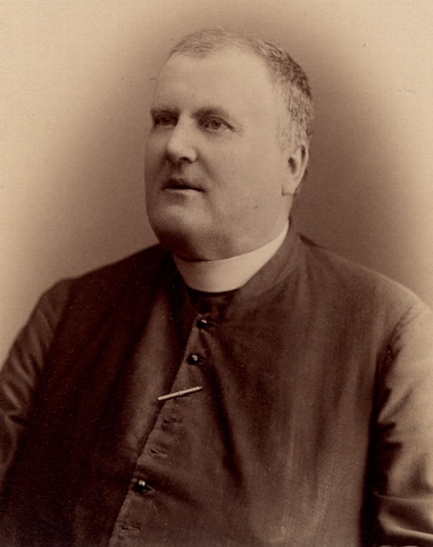
Antoine Labelle
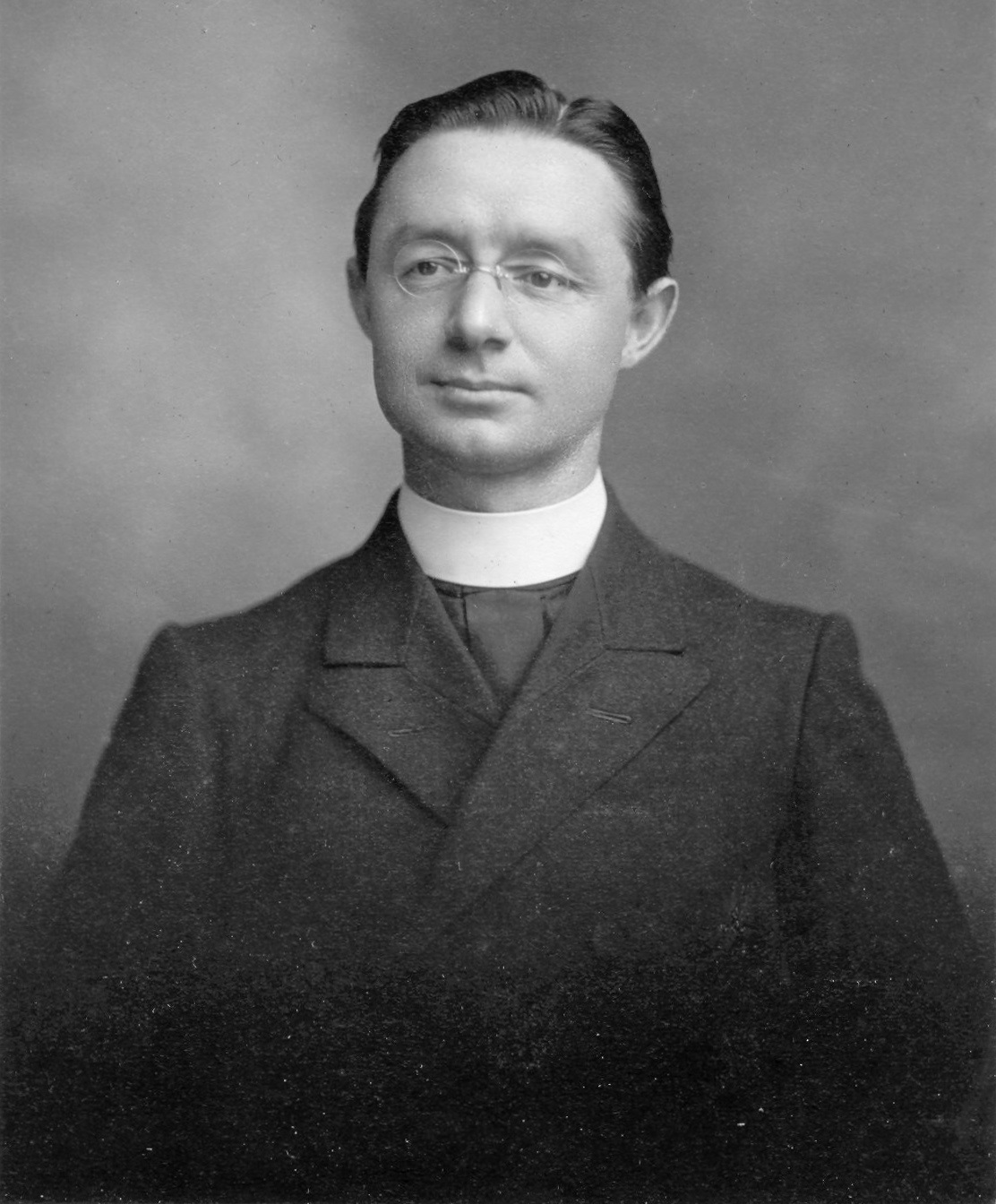
Lionel Groulx
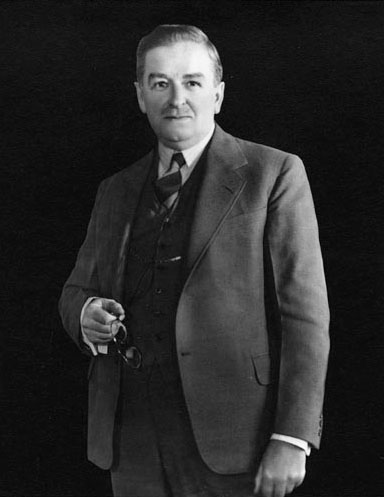
Maurice Duplessis

Ces perspectives font en sorte que René Lévesque est généralement considéré comme le promoteur d'un « néonationalisme » contrastant avec le « clérico-nationalisme » traditionnel. Le néonationalisme, théorisé par l'historien Maurice Séguin, s'émancipe des racines catholique et ethnique du nationalisme canadien français pour s'ancrer dans une conceptualisation plus « moderne » et « rationnelle » de la Nation, s'appuyant sur la citoyenneté, le contrôle du territoire, l'État-providence et la social-démocratie. En ce sens, la pensée nationaliste de René Lévesque est souvent présentée comme étant en opposition à celle de penseurs conservateurs comme Lionel Groulx et Henri Bourassa. Certains, minoritaires, font toutefois remarquer qu'il ne s'agit pas d'une rupture en bonne et due forme avec les idéologies du passé. C'est le cas de l'historien Xavier Gélinas, qui, comparant Lévesque à Groulx, rappelle qu'il existe de nombreux éléments de continuité entre ces pensées. Gélinas y voit un « fort cousinage », mentionnant notamment l'importance accordée à la langue française dans l'identité nationale, la flexibilité des deux hommes quant au cadre juridico-légal de l'indépendance (ils se concentreraient plutôt sur l'« esprit de l'affirmation nationale »), l'intérêt pour l'intervention de l'État dans l'économie (en ce qui concerne la nationalisation de l'hydroélectricité, par exemple) et les perspectives somme toute assez traditionnelles de Lévesque quant aux origines de la nation québécoise dans Option Québec.

#### La souveraineté-association

Logo du Rassemblement pour l'indépendance nationale.

Fondateur du Parti québécois (PQ) et figure de proue du mouvement indépendantiste, René Lévesque fut porteur d'une vision bien particulière de la souveraineté du Québec: la souveraineté-association. Ce projet politique, développé dans son livre Option Québec et porté par le Mouvement Souveraineté-Association (MSA) puis le PQ, vise à faire du Québec un pays souverain tout en maintenant d'étroites relations avec la confédération canadienne sous la forme d'une « association ». Concrètement, il s'agirait de rapatrier au Québec l'ensemble des pouvoirs détenus par le gouvernement fédéral tout s'assurant de maintenir des relations de libre-échange économique avec le Canada (un « marché commun ») et une « coordination des politiques fiscales ». Les deux entités deviendraient alors des « États associés » bénéficiant chacun d'une souveraineté. Dans Option Québec, René Lévesque propose de s'inspirer des modèles de l'Union scandinave et de la Communauté économique européenne. Il porte son regard sur une « vieille Europe encore toute couturée de cicatrices ». L'association, notamment par le biais des marchés communs, est pour Lévesque un gage de stabilité et de paix, lui qui porte encore les souvenirs des horreurs de la Seconde Guerre mondiale.
À la fin des années 1960, à l'époque où René Lévesque fait connaître son projet politique, la souveraineté-association se présente comme un compromis entre le fédéralisme et l'indépendance unilatérale préconisée par plusieurs regroupements politiques, notamment le Rassemblement pour l'indépendance nationale (RIN). Dans Option Québec, René Lévesque défend ce « compromis » en dénonçant ce qu'il perçoit, chez certains souverainiste, comme étant un idéalisme dépassé :

« À un bout, certains seront portés à voir là de sérieuses entraves à cette indépendance à laquelle ils ont si farouchement rêvé qu'ils ont une peine compréhensible à la voir autrement qu'absolue, intégrale. La moindre amputation leur semble l'enlaidir insupportablement, en faire du coup un objectif bien moins emballant. C'est que, justement, un peuple comme le nôtre a tous les moyens qu'il lui faut, s'il le veut, mais pas au point de s'emballer pour des mirages ou des absolus périmés. »

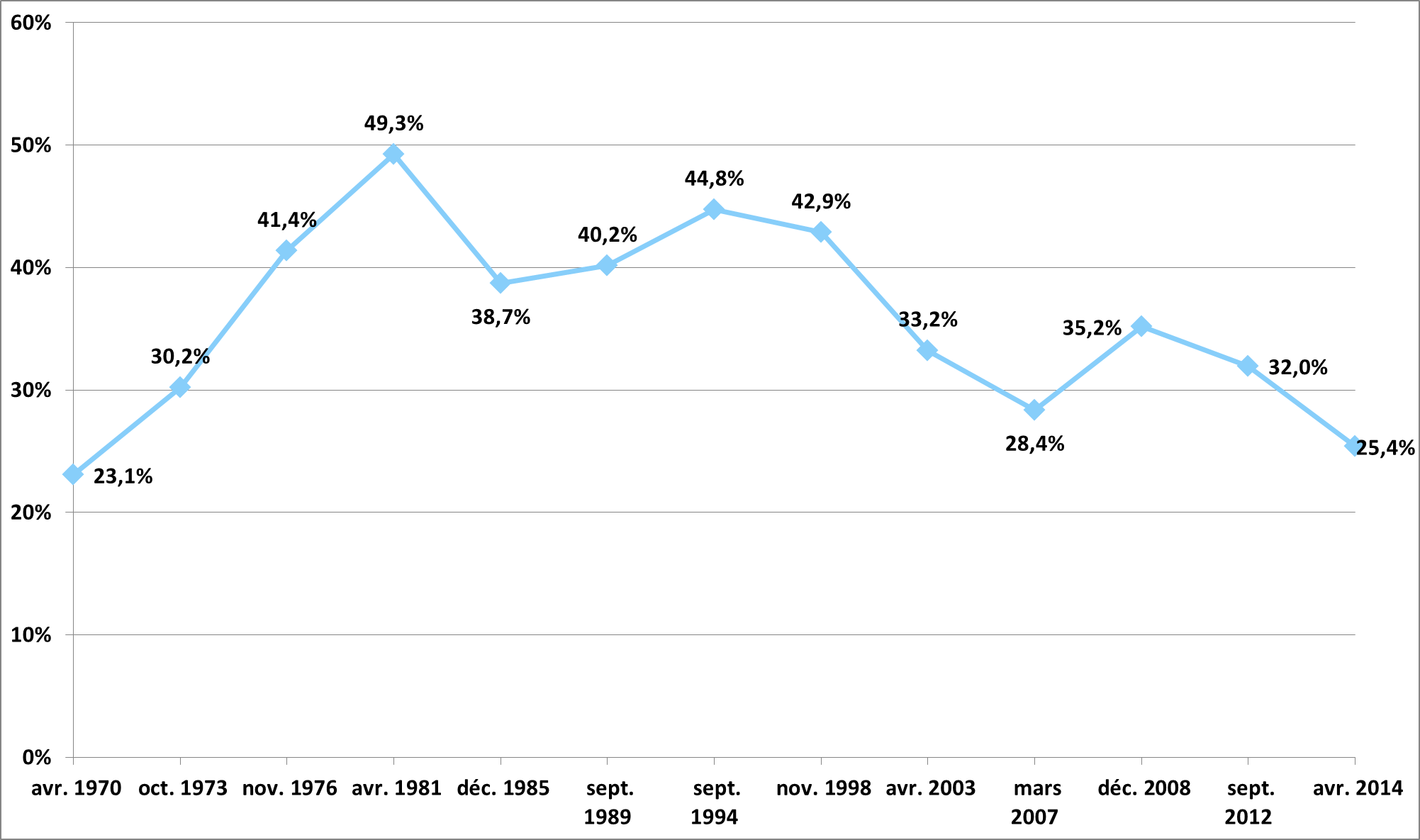
Résultats électoraux du Parti québécois, de 1970 à 2014.

Alors qu'un engouement nationaliste traverse la société québécoise, entre manifestations, déclaration incendiaire de Charles de Gaulle et attentats du Front de libération du Québec (FLQ), Lévesque n'est pas le premier homme politique à présenter une refonte en profondeur du statut politique du Québec. En 1965, Daniel Johnson, alors chef de l'Union nationale (UN), publie Égalité ou indépendance, un manifeste dans lequel il propose de réformer la constitution canadienne afin de rétablir l'équité entre les deux « communautés culturelles » (canadienne anglaise et canadienne française). Johnson veut alors l'égalité des deux langues et des deux cultures « à la grandeur du Canada ».
Bien qu'il espère doter le Québec de « tous les pouvoirs qui lui sont nécessaires pour assumer son propre destin », Johnson n'envisage pas la souveraineté et privilégie plutôt une refonte constitutionnelle d'envergure. En fondant le MSA après avoir quitté le Parti libéral, René Lévesque devient le premier homme politique d'envergure à faire du souverainisme son cheval de bataille. Ce projet politique sera porté par le Parti québécois (PQ), qui fait de la souveraineté-association une politique officielle lors de sa fondation, en 1968. On précise toutefois que « l'accord sur les modalités d'une association n'est pas une condition sine qua non de l'accession du Québec à son indépendance ». On prévoit également la création d'une « banque du Québec » qui se chargerait des politiques monétaires d'un futur État québécois.
Initialement, les péquistes souhaitent déclarer l'indépendance aussitôt qu'ils arriveraient au pouvoir, à condition d'être élus avec une majorité — au nom du principe de souveraineté parlementaire. Le programme du parti s'engage alors à « mettre immédiatement en branle le processus d'accession à la souveraineté dès que celle-ci aura été proclamée en principe par l'Assemblée nationale en s'opposant à toute intervention fédérale, y compris sous forme de référendum, comme étant contraire aux droits des peuples de disposer d'eux-mêmes ». Mais après une campagne interne de Claude Morin en 1974, le parti décide finalement qu'il faudra faire ratifier ce nouveau statut politique par le biais d'un référendum populaire : c'est la stratégie de l'« étapisme ». Dans son programme mis à jour, le PQ s'engage alors à « mettre immédiatement en branle le processus d'accession à la souveraineté en proposant à l'Assemblée nationale, peu après son élection, une loi autorisant à exiger d'Ottawa le rapatriement de tous les pouvoirs, à l'exception de ceux que les deux gouvernements voudront, pour fins d'association économique, confier à des organismes communs ». Mais on ajoute cette fois-ci qu'il faudra que le gouvernement du Québec s'assure « au préalable de l'appui des Québécois par voie de référendum ».

Logo du Parti québécois de 1968 à 1985.

Le PQ prend le pouvoir en 1976, seulement huit ans après sa création. René Lévesque n'amorce pas immédiatement les négociations avec le fédéral. Cette position est controversée et on accuse même le premier ministre de renier le programme du PQ. Ce dernier rétorque que le programme est désuet et s'active rapidement pour l'amender. C'est ainsi que lors du 6e congrès du parti, qui se déroule du 27 au 29 mai 1977, Lévesque obtient des militants péquistes le droit de ralentir le processus et de ne pas immédiatement amorcer les démarches d'accession à la souveraineté. Le parti indépendantiste complexifie même davantage le processus en y ajoutant une étape préalable: un premier référendum afin d'obtenir le mandat de négocier avec le gouvernement fédéral.
De plus, le 10 octobre 1978, Lévesque annonce clairement qu'il ne fera pas l'indépendance aux dépens de l'association. En effet, le premier ministre indique que l'association économique avec le Canada est un préalable incontournable à la souveraineté et que l'aboutissement du projet dépend du succès des discussions avec le fédéral (et donc pas seulement de la volonté du Québec): il s'agit de la «stratégie du trait d'union». La position de Lévesque crée une consternation au sein du milieu indépendantiste mais les militants finissent par se rallier: elle est officiellement intégrée au programme péquiste lors du congrès de juin 1979.
La souveraineté-association écope d'un dur coup après l'échec du référendum de 1980. Après avoir mis en veilleuse ce projet politique, le Parti québécois remporte les élections de 1981. René Lévesque finit même par mettre de côté les ambitions souverainistes du PQ pour se concentrer sur des projets de réforme de la Constitution canadienne. Cette stratégie du « beau risque » crée des divisions internes qui finissent par lui coûter la chefferie de son parti en 1985.

### Social-démocratie, orientation politique
Pour le politologue Alain Noël, René Lévesque fut déjà un « homme de gauche » à l'époque où il était journaliste à Radio-Canada. Bousculant l'ordre établi, il n'hésitait pas à s'opposer à sa hiérarchie et à laisser transparaître son parti pris pour les démunis, les faibles et les victimes du colonialisme en plus de manifester son opposition au conservatisme du régime de Maurice Duplessis. Cette réputation allait le suivre jusque dans sa postérité.

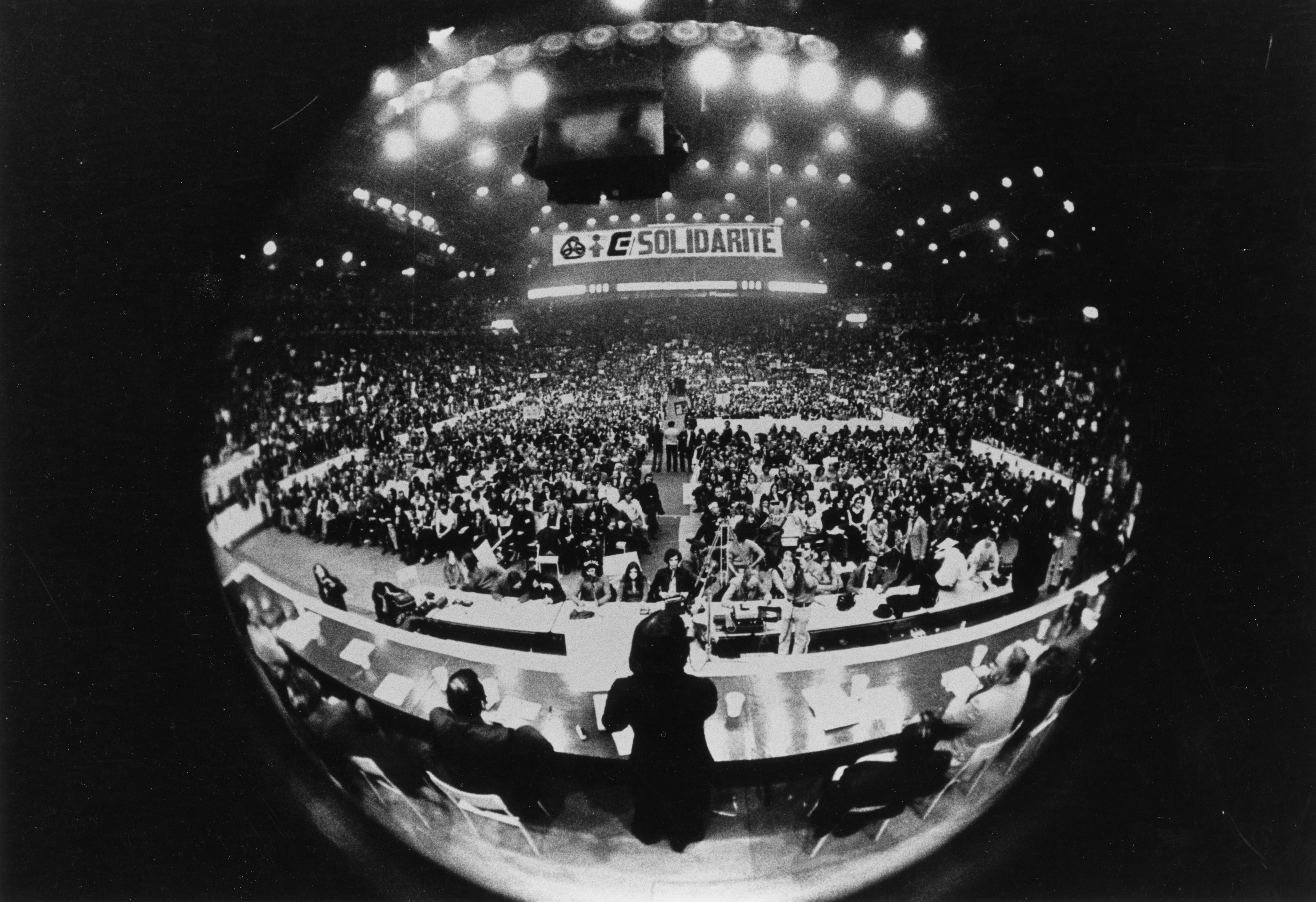
Rassemblement du Front commun intersyndical de 1972 au Forum de Montréal, 7 mars 1972.

Outre son statut de grande figure du nationalisme québécois, René Lévesque est également considéré comme un ardent défenseur de la social-démocratie. Le principal intéressé n'a pourtant jamais vraiment voulu arborer cette étiquette. Au terme « social-démocratie », il préférait plutôt l'appellation « centre gauche », courante pour décrire les politiques progressistes du gouvernement Lesage durant la Révolution tranquille. René Lévesque n'était pas non plus très friand du cadre théorique de « lutte des classes » pour décrire les dynamiques socioéconomiques du Québec. Bien qu'il reconnaisse à sa société de « très sérieux problèmes sociaux », il qualifie ce vocabulaire marxiste d' « exotique » dans un contexte québécois car il considère le Québec comme ayant un meilleur bilan que l'Europe en matière d'égalité. Il ne voit donc pas la pertinence de former un parti politique ouvrier ou « des travailleurs ». Le Parti québécois des années 1970 n'associe pas non plus son succès aux luttes populaires des milieux étudiants ou syndicaux.
En ce sens, le politologue Serge Denis ne considère pas le Parti québécois de René Lévesque comme un parti dont la nature et les objectifs correspondent à la définition historique de « social-démocratie ». Il y voit plutôt un « libéralisme de gauche » mais précise que le PQ a pu parfois jouer un rôle similaire à un parti social-démocrate sur l'échiquier politique québécois de la fin des années 1960 et des années 1970 (avant que les relations avec les syndicats et le secteur public ne se détériorent dans les années 1980). Pour Denis, le parti de Lévesque est la seule formation politique de l'époque « dont l'existence s'avère sensible aux grandes dynamiques, aux élans et aux humeurs qui se manifestent du côté des organisations populaires et syndicales ». Il donne notamment comme exemple l'appui du PQ aux syndicats lors du Front commun intersyndical de 1972. Le parti indépendantiste se présente alors comme « le lieu et l'instrument d'une réponse positive aux aspirations militantes de l'époque, réponse faisant principalement reposer sur le principe de l'action collective - et non sur l'entreprise privée, par exemple, ni sur la logique du libre marché - l'avenir économique du Québec ». En somme, le PQ a pu offrir une plateforme politiques aux mouvements populaires et syndicaux des années 1970. Serge Denis lie ce positionnement aux aspirations nationalistes de René Lévesque et à sa vision de la démocratie :

« …la pensée de René Lévesque sur la question nationale semble, en effet, s'être toujours nourrie du point de vue que l'égalité des droits s'avère insuffisante à garantir l'égalité des chances, des possibilités personnelles, et l'égalité de l'influence sociopolitique. Il était nécessaire de modifier à la hausse le statut de la population francophone en tant que collectivité, pour qu'elle puisse compter sur les moyens véritables de son autogouvernement et pour permettre qu'une masse beaucoup plus grande d'individus, aient accès à toutes les possibilités qu'offre le monde moderne: aux professions, à la pleine initiative économique, aux études de pointe, à la technique et à la culture contemporaines, etc. Dans ce but, il convenait d'utiliser l'État « en outil démocratique de notre émancipation», l'État ne pouvant être que celui du Québec, le seul qui relève d'une majorité francophone. »

Malgré cette étiquette de centre gauche, le Parti québécois ne s'est pas hissé au pouvoir uniquement par le biais du vote progressiste. Issu d'une fusion entre le Mouvement Souveraineté-Association (MSA) et le Ralliement national (RN), le PQ des années 1970 est une coalition souverainiste qui ratisse plutôt large. L'historien Éric Bédard rappelle que la formation politique a également eu le soutien d'un certain électorat conservateur (« bleu »). Un électorat que Bédard décrit comme attaché à un « modèle familial plus traditionnel », à « des valeurs d'ordre et de respect de l'autorité » et pas toujours « enclin à célébrer les mutations politiques et culturelles vécues par la société québécoise des années 1960 et 1970 ». Ces conservateurs plutôt « autonomistes », qui votaient jadis pour l'Union nationale ou le mouvement créditiste, sont attirés par la souveraineté-association car elle sous-entend une rupture pas trop brutale avec le Canada. Il s'agit d'un électorat assez éloigné de la jeunesse revendicatrice des années 1960 ou encore des syndicalistes qui rejoignent le Parti québécois.

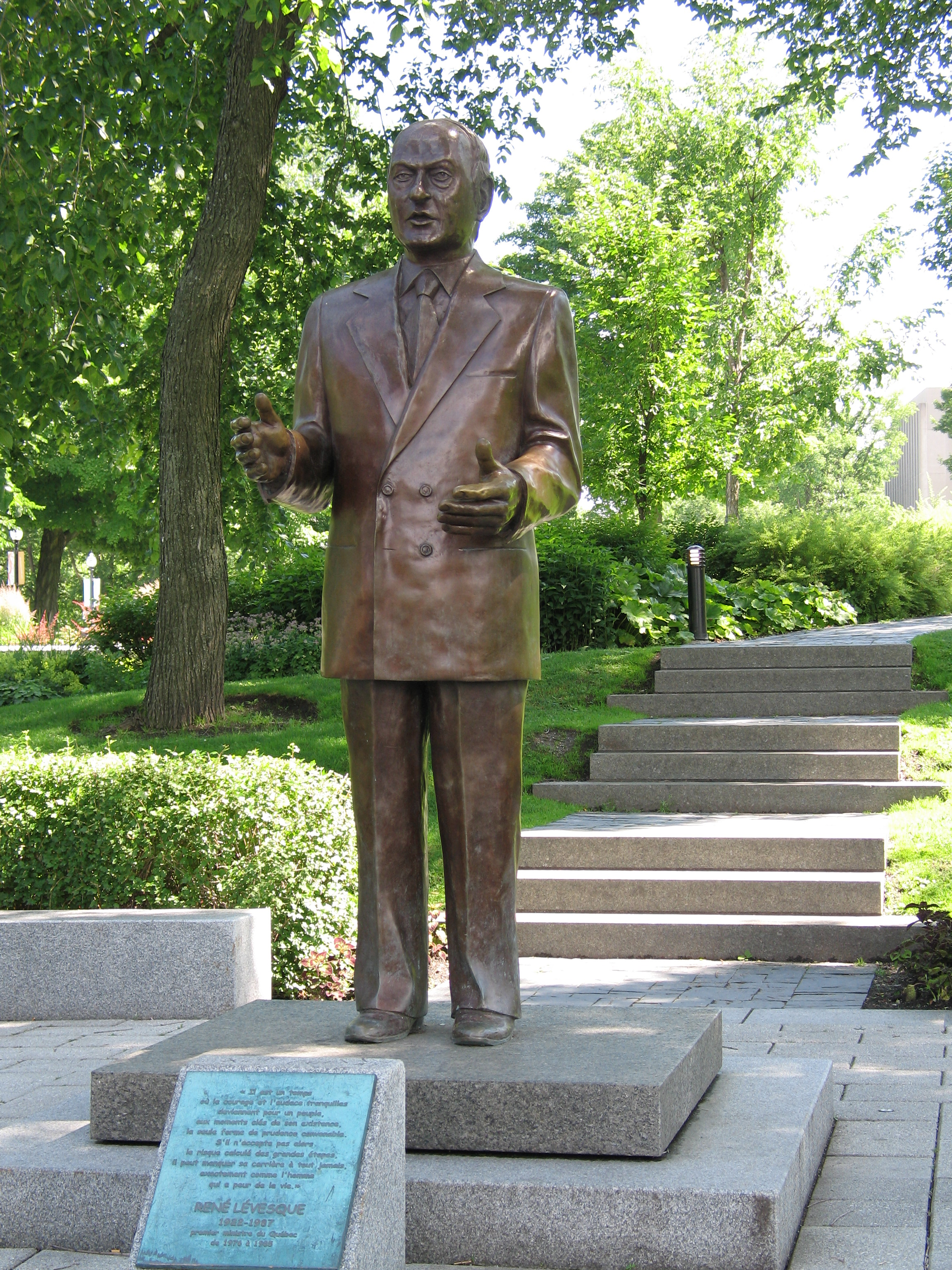
Statue de René Lévesque (1922-1987) devant l'Hôtel du Parlement à Québec.
La statue est accompagnée d'une plaque, qui se lit comme suit:
Il est un temps où le courage et l'audace tranquilles deviennent pour un peuple, aux moments clés de son existence, la seule forme de prudence convenable. S'il n'accepte pas alors le risque calculé des grandes étapes, il peut manquer sa carrière à tout jamais, exactement comme l'homme qui a peur de la vie.

Pour Bédard, au-delà des questions liée à l'électorat, René Lévesque fut lui-même plus proche idéologiquement de certains « bleus » qu'on ne peut parfois le penser. L'échec des négociations entre le MSA et le Rassemblement pour l'indépendance nationale (RIN) de Pierre Bourgault est révélateur de ce constat. Le RIN, beaucoup plus radical en ce qui concerne la souveraineté, préconise une rupture totale avec le Canada et refuse de se cantonner au cadre démocratique, ne condamnant que du bout des lèvres les attentats du Front de libération du Québec (FLQ). De manière peut-être encore plus radicale, le RIN vise une révolution culturelle allant bien au-delà du cadre national: il chercherait à « libérer les Canadiens français d'eux-mêmes » selon Bédard. Inspirés par Frantz Fanon et les mouvements anticoloniaux, les rinistes veulent décoloniser les Québécois, créer une rupture avec un passé caractérisé par une domination anglo-saxonne et un clergé autoritaire complice. René Lévesque, qui avait horreur des « chevaliers de la table rase », s'inscrirait davantage dans une démarche de continuité historique malgré ses critiques du clérico-nationalisme. Bédard résume son interprétation du projet idéologique du nationalisme à la Lévesque :

« Pour faire face à ces nouveaux défis [les changements post Seconde Guerre mondiale], il fallait que les Québécois reprennent confiance en eux-mêmes, qu'ils redeviennent les aventuriers qu'ils avaient déjà été, des aventuriers capables de surmonter les plus grands obstacles, de réaliser les plus grandes œuvres techniques de leur époque, comme celles de Manic-5, reproduite sur une affiche de son bureau de chef péquiste en 1969. La Révolution tranquille, dont il fut un artisan exemplaire, par l'élan de confiance qu'elle allait donner aux Québécois, était donc moins une rupture qu'une façon de renouer avec le passé, celui de la Nouvelle-France bien sûr, mais d'une Nouvelle-France complètement revisitée, qui avait probablement peu à voir avec celle du chanoine Groulx, qu'il respectait par ailleurs. La nouvelle union canadienne qu'il proposait aux Québécois était une façon, pour les Québécois, de poursuivre sur leur lancée, celle de la Révolution tranquille, non de rompre avec quatre cent ans d'histoire et d' « aliénation ». »

## Hommages

### Prix et médailles
- Grand officier de la Légion d'honneur (1977)
- Grand officier de l'Ordre de la Pléiade (1991), à titre posthume
- Grand officier de l'Ordre national du Québec (2008), à titre posthume
- Médaille de la Ville de Paris (1977)

### Lieux de résidences

#### New Carlisle
- La maison d'enfance de René Lévesque située au, 16, rue de Mountsorrel à New Carlisle a été acquise par le gouvernement du Québec en 2021. Des projets de rénovations[223] et de mise en valeur seront effectués dans le futur pour freiner la détérioration et pour la conservation comme patrimoine culturel[224].
- Une plaque indiquant la maison d'enfance de René-Lévesque a été dévoilée en 1995[225].

#### Ville de Québec

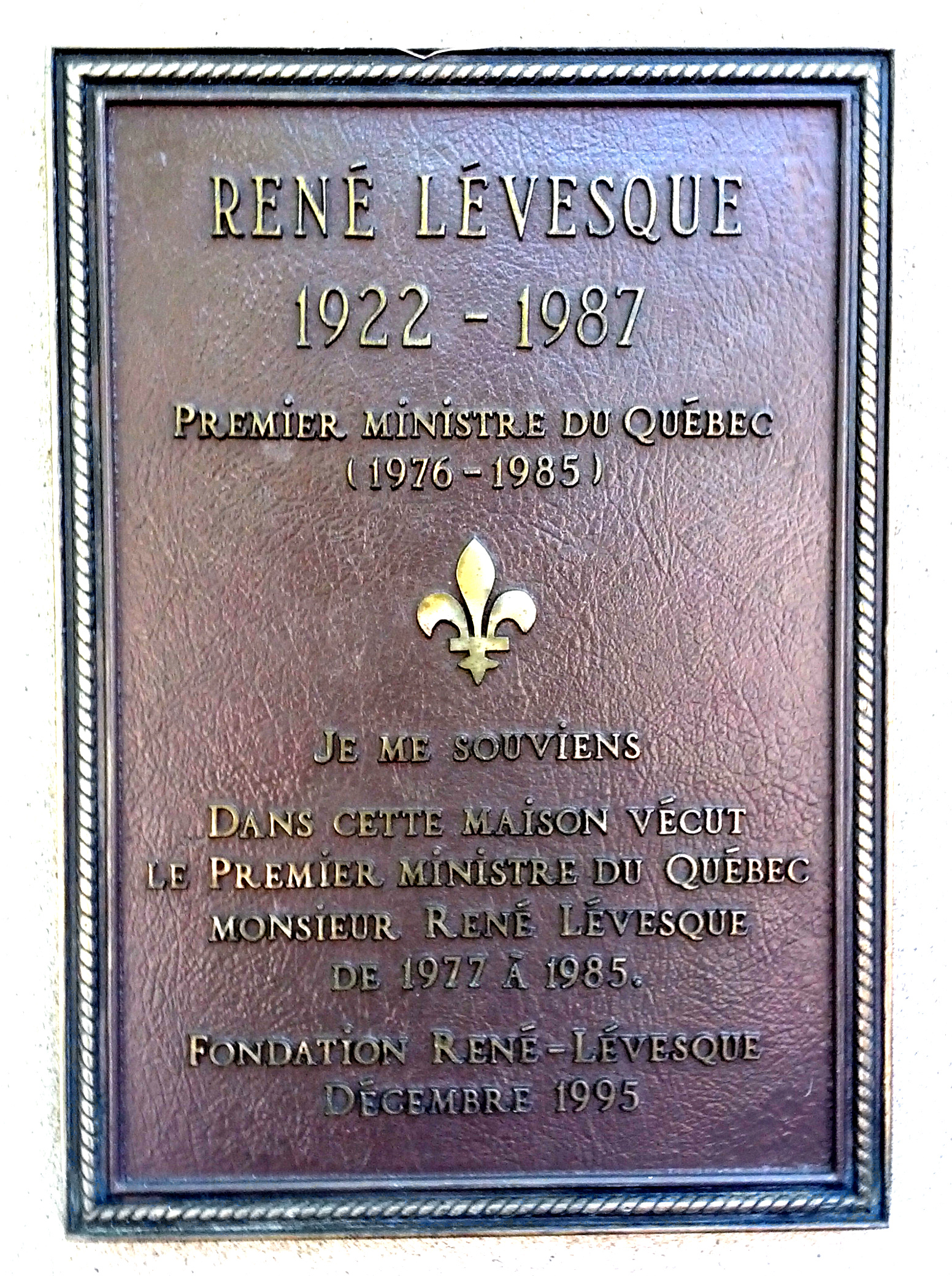
Plaque à Québec.

- Une plaque est apposée, en 2024, au 965 Grande Allée ouest, pour souligner l'ancienne résidence de René Lévesque dans les années 1940 et 1950[226].
- Une plaque[227] est apposée, en 1995, au 91 rue d'Auteuil, pour souligner l'ancienne résidence de René Lévesque lorsqu'il était premier ministre du Québec entre 1977 et 1985[228].

### Monuments et statues
- Le monument René-Lévesque est présent, depuis 1999, sur la promenade des Premiers-Ministres du Québec, sur le Boulevard René-Lévesque sur la colline parlementaire à Québec[229].

### Lieux nommés en son honneur
- 1997 - La rivière René-Lévesque, située dans la Côte-Nord et autrefois connue comme la partie supérieure de la rivière Caniapiscau, est nommée en son honneur à l'occasion du dixième anniversaire de sa mort.
- 2004 - Ouverture de l'Université René-Lévesque à Conakry, en Guinée, nommée ainsi parce que ses fondateurs avaient fait un voyage au Québec en 1988 et avaient été frappés de l'importance que les Québécois lui donnaient.
- 2010 - La centrale hydroélectrique Manic-3 (« le barrage Manic-3 ») est renommée en son nom[230].
- Le centre sportif René-Lévesque, à Mascouche, est nommé en son honneur.
- Le parc René-Lévesque, l'un des grands parcs de Montréal, est nommé en son honneur.
- Le 1250 René-Lévesque, deuxième plus haut gratte-ciel de Montréal, nommé d’après le boulevard portant son nom.

### Toponymie
- 1987 - Le boulevard Dorchester à Montréal est renommé en son nom après sa mort.
- 1992 - Le boulevard Saint-Cyrille à Québec est renommé en son nom. Le cimetière saint-Michel, où est inhumé René Lévesque, est localisé à l'extrémité Ouest de cette artère.
- 2013 - Le 5 décembre, la Commission de toponymie du Québec a officialisé le nom autoroute René-Lévesque pour l'axe autoroutier parallèle au fleuve Saint-Laurent entre Candiac et Longueuil soit les kilomètres 42 à 53 de l'autoroute 15 et les kilomètres 75 à 89 de l'autoroute 20[231].
- Le boulevard René-Lévesque, à Drummondville, est nommé en son honneur.
- Le boulevard René-Lévesque, à Sherbrooke, est nommé en son honneur.
- Un boulevard de La Roche-sur-Yon en France porte son nom.

### Nominations
- 1993 - L'Association des journalistes indépendants du Québec crée le Prix René-Lévesque.
- La circonscription provinciale de René-Lévesque est nommée en son honneur.

## Faits divers et culture populaire

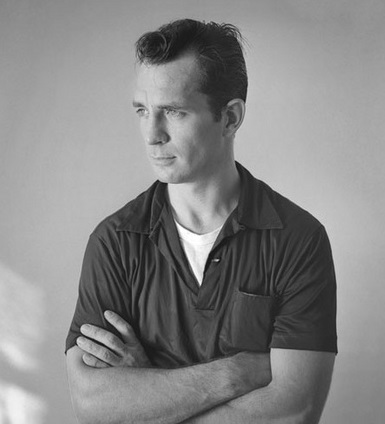
Jack Kerouac, cousin-germain de René Lévesque.

- Il était un cousin germain de la mère de l'écrivain franco-américain Jack Kerouac[232].
- Il était surnommé "Ti-Poil"[233].
- À l'élection générale de 1960 dans la circonscription Montréal-Laurier, il affronte son homonyme, René Lévesque, un candidat libéral indépendant.
- Dans quatre élections générales sur sept (1960, 1966, 1970, 1973), René Lévesque affronte une autre personne dont le nom de famille est Lévesque.
- Son ami et garde du corps était le lutteur professionnel Jean « Johnny » Rougeau[234].
- À la suite d'un sondage Léger Marketing effectué en 2006, il a été estimé que 56 % des Québécois considèrent que René Lévesque fut le plus grand Premier Ministre des 50 années passées. Le sondage révèle que 32 % des anglophones sont aussi de cet avis. Il surpasse Robert Bourassa qui, en deuxième position, récolte 14 % des votes (pour l'ensemble des Québécois)[235].
- Les Cowboys fringants lui ont dédié une chanson intitulée Lettre à Lévesque[236].
- Mononc' Serge et le groupe Anonymus ont nommée une chanson René Lévesque sur leur album Musique barbare.
- De la fête nationale de 2022 à celle de 2023 se tiennent de nombreuses commémorations à ce personnage qui aurait fêté son 100e anniversaire. Parmi les hommages, une exposition lui est dédiée au Musée de la civilisation en novembre 2022 et un spectacle-hommage a lieu en février 2023 à Montréal[237].

## Généalogie
- Pierre Lévesque (c. 1614-1648), né à Hautot-Saint-Sulpice, Royaume de France, épouse Marie Caumont (c. 1621-1660), ils ont au moins deux enfants ensemble[238],[239].
  - Robert Lévesque (1642-1699), né à Hautot-Saint-Sulpice, Royaume de France, épouse Jeanne-Marguerite Chevalier (c. 1644-1716). Ils ont au moins six enfants ensemble[238],[240],[239].
    - François-Robert Lévesque (1680-1765), né à Rivière-Ouelle, Canada, épouse Marie-Charlotte Aubert (1683-1765). Ils ont au moins onze enfants ensemble[238],[240],[239].
      - Dominique Lévesque (c. 1715-1792), peut-être né à Rivière-Ouelle, Canada, épouse Dorothée Bérubé (c. 1728-1755). Ils ont quatre enfants ensemble. Il épouse en secondes noces Marie-Anne Dionne (1735-1791). Ils ont huit enfants ensemble[238],[240],[239].
        - Dominique Lévesque (1747-1817), né à Rivière-Ouelle, Canada, épouse Angélique Pelletier (1761-1826). Ils ont sept enfants ensemble[238],[240],[239].
          - Zacharie Lévesque (1791-c. 1850), né à Rivière-Ouelle, Province de Québec, épouse Élisabeth d'Auteuil (1794-c. 1816). Ils ont au moins un enfant ensemble. Il épouse en secondes noces Antoinette Lebrun (1799-c. 1850). Ils ont au moins un enfant ensemble[238],[240],[239].
            - Dominique Lévesque (1816-c. 1875), né à Rivière-Ouelle, Bas-Canada, épouse Marcelline Pearson (1827-c. 1875). Ils ont au moins quatre enfants ensemble[238],[240],[239].
              - Zacharie Lévesque (1858-c. 1900), né à Rivière-Ouelle, Canada-Est, Province du Canada, épouse Célina Lévesque (c. 1859-c. 1900). Ils ont au moins deux enfants ensemble[238],[240],[239].
                - Dominique Lévesque (1889-1937), né à Saint-Pacôme-de-Kamouraska, Québec, Canada, épouse Diane Dionne (1896-1979). Ils ont quatre enfants ensemble[238],[240],[239].
                  - René Lévesque (1922-1987), né à Campbellton, Nouveau-Brunswick, Canada, épouse Louise L'Heureux (1921-2012). Ils ont trois enfants ensemble. Il épouse en secondes noces Corinne Côté-Lévesque. Aucun enfant n'est connu du couple[238],[240],[239].

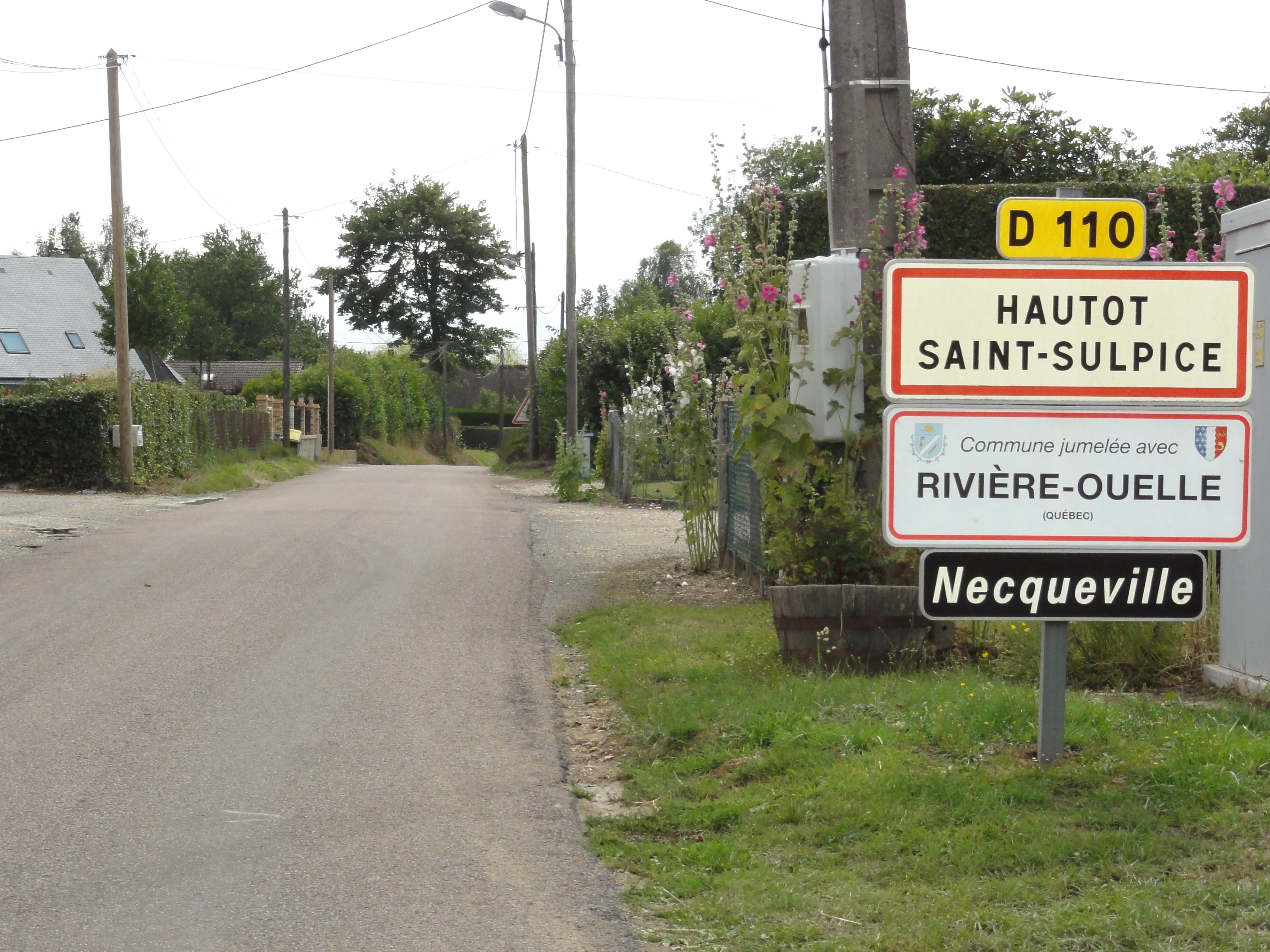
Hautot-Saint-Sulpice, Normandie (Seine-Maritime), France.
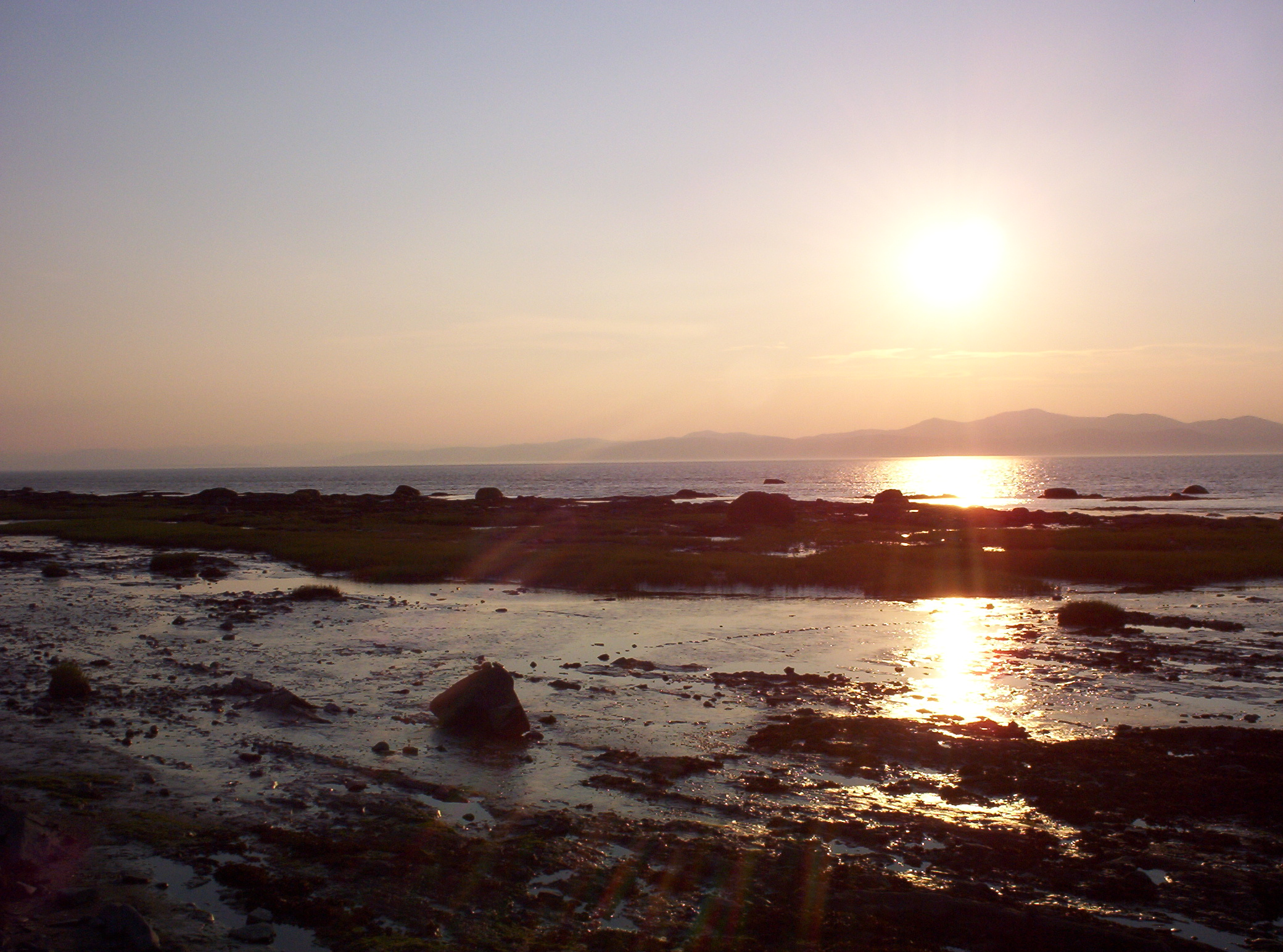
Rivière-Ouelle, Québec (Bas-Saint-Laurent), Canada.
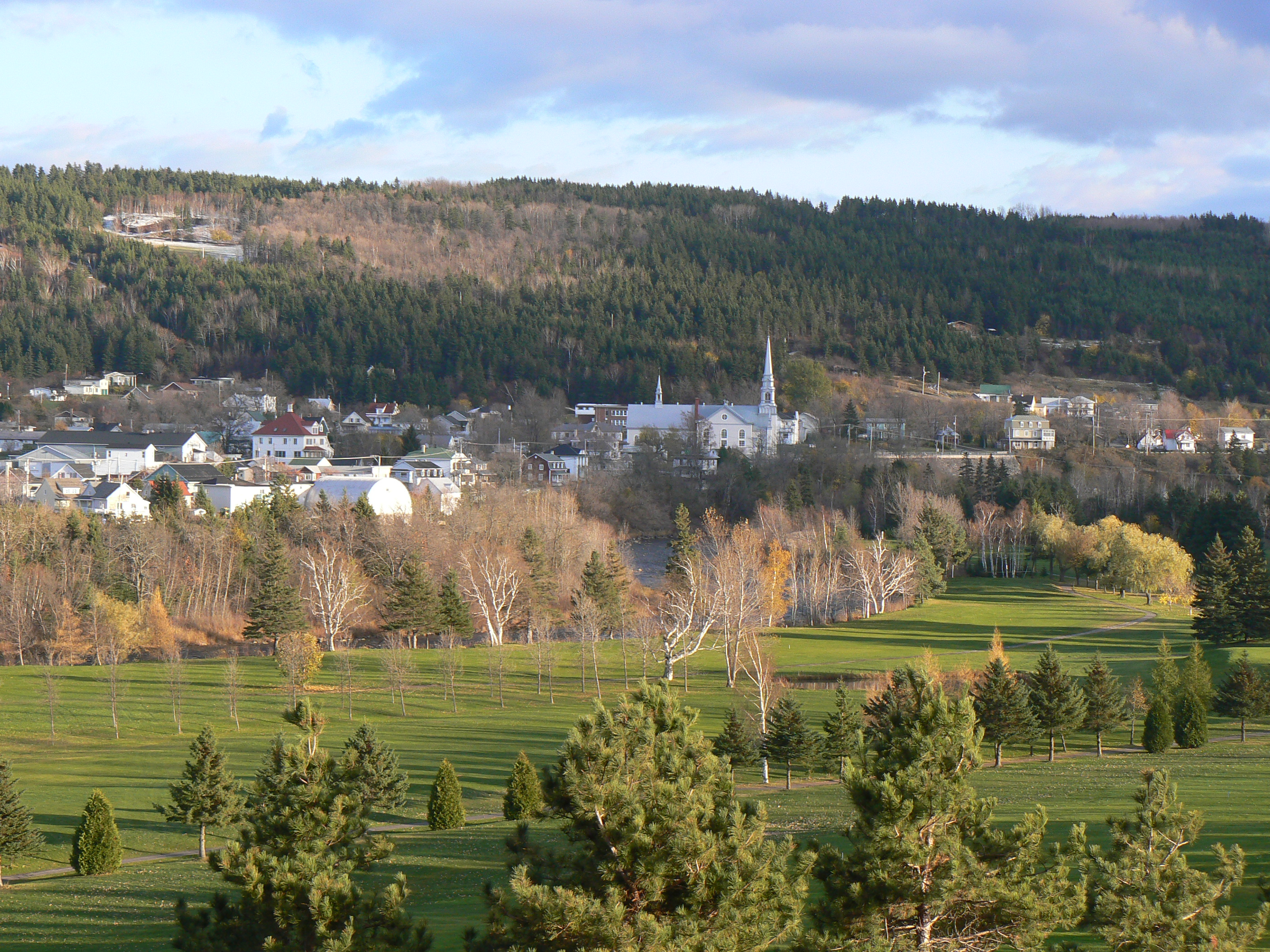
Saint-Pacôme, Québec (Bas-Saint-Laurent), Canada.
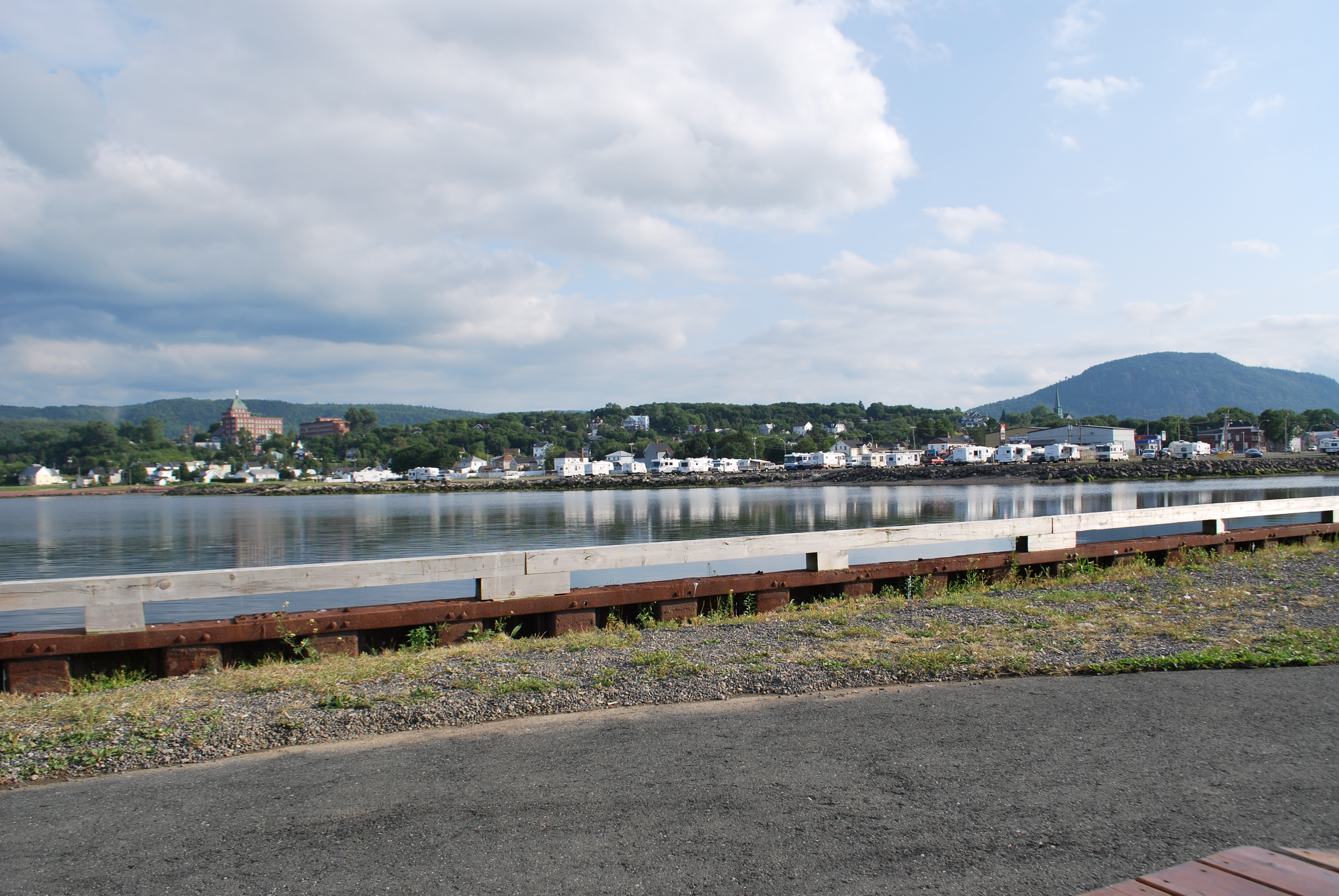
Campbellton, Nouveau-Brunswick (Comté de Restigouche), Canada.

## Résultats électoraux

### Résultats électoraux de René Lévesque
|       | Nom                    | Parti               | Nombre de voix | %      | Maj. |
| ----- | ---------------------- | ------------------- | -------------- | ------ | ---- |
|       | René Lévesque          | Libéral             | 14 012         | 47,8 % | 129  |
|       | Arsène Gagné (sortant) | Union nationale     | 13 883         | 47,4 % | -    |
|       | René Lévesque          | Libéral indépendant | 910            | 3,1 %  | -    |
|       | Jacques Tozzi          | Indépendant         | 489            | 1,7 %  | -    |
|       | Maurice Breault        | Sans désignation    | 0              | 0 %    | -    |
| Total | Total                  | Total               | 29 294         | 100 %  |      |

|       | Nom                     | Parti              | Nombre de voix | %      | Maj.  |
| ----- | ----------------------- | ------------------ | -------------- | ------ | ----- |
|       | René Lévesque (sortant) | Libéral            | 15 837         | 58,2 % | 4 563 |
|       | Mario Beaulieu          | Union nationale    | 11 274         | 41,4 % | -     |
|       | Hertel La Rocque        | Action provinciale | 117            | 0,4 %  | -     |
| Total | Total                   | Total              | 27 228         | 100 %  |       |

|       | Nom                      | Parti               | Nombre de voix | %      | Maj.  |
| ----- | ------------------------ | ------------------- | -------------- | ------ | ----- |
|       | René Lévesque (sortant)  | Libéral             | 15 012         | 56,6 % | 6 754 |
|       | Jacques Desjardins       | Union nationale     | 8 258          | 31,1 % | -     |
|       | Andrée Bertrand-Ferretti | RIN                 | 2 131          | 8 %    | -     |
|       | Joseph-Alfred Lévesque   | Ralliement national | 701            | 2,6 %  | -     |
|       | Henri-Georges Grenier    | Droit vital         | 417            | 1,6 %  | -     |
| Total | Total                    | Total               | 26 519         | 100 %  |       |

|       | Nom                     | Parti                 | Nombre de voix | %      | Maj.  |
| ----- | ----------------------- | --------------------- | -------------- | ------ | ----- |
|       | André Marchand          | Libéral               | 17 934         | 50,2 % | 4 331 |
|       | René Lévesque (sortant) | Parti québécois       | 13 603         | 38,1 % | -     |
|       | Raphaël Esposito        | Union nationale       | 3 073          | 8,6 %  | -     |
|       | Joseph-Alfred Lévesque  | Ralliement créditiste | 1 113          | 3,1 %  | -     |
| Total | Total                   | Total                 | 35 723         | 100 %  |       |

|       | Nom                    | Parti           | Nombre de voix | %      | Maj. |
| ----- | ---------------------- | --------------- | -------------- | ------ | ---- |
|       | Alfred Bossé (sortant) | Libéral         | 13 649         | 47,7 % | 293  |
|       | René Lévesque          | Parti québécois | 13 356         | 46,7 % | -    |
|       | Joseph-Alfred Lévesque | Créditiste      | 982            | 3,4 %  | -    |
|       | Dominique Lapointe     | Union nationale | 522            | 1,8 %  | -    |
|       | Paul Lévesque          | Communiste      | 116            | 0,4 %  | -    |
| Total | Total                  | Total           | 28 625         | 100 %  |      |

|       | Nom               | Parti                 | Nombre de voix | %      | Maj.   |
| ----- | ----------------- | --------------------- | -------------- | ------ | ------ |
|       | René Lévesque     | Parti québécois       | 34 098         | 61,9 % | 16 329 |
|       | Fernand Blanchard | Libéral               | 17 769         | 32,3 % | -      |
|       | John E. de Souza  | Union nationale       | 2 546          | 4,6 %  | -      |
|       | Henri Bourassa    | Ralliement créditiste | 550            | 1 %    | -      |
|       | Jacques Beaudoin  | Coalition NPD-RMS     | 103            | 0,2 %  | -      |
| Total | Total             | Total                 | 55 066         | 100 %  |        |

|       | Nom                     | Parti              | Nombre de voix | %      | Maj.   |
| ----- | ----------------------- | ------------------ | -------------- | ------ | ------ |
|       | René Lévesque (sortant) | Parti québécois    | 21 535         | 67,6 % | 12 035 |
|       | Lawrence R. Wilson      | Libéral            | 9 500          | 29,8 % | -      |
|       | Luc Gadoury             | Union nationale    | 619            | 1,9 %  | -      |
|       | Pierre Arnault          | Indépendant        | 69             | 0,2 %  | -      |
|       | Suzanne Ouellet         | Communiste ouvrier | 68             | 0,2 %  | -      |
|       | Gaétan Bernard          | Crédit social uni  | 36             | 0,1 %  | -      |
|       | Yves Boyer              | Marxiste-léniniste | 36             | 0,1 %  | -      |
| Total | Total                   | Total              | 31 863         | 100 %  |        |

### Résultats électoraux du Parti québécois sous Lévesque
| Partis | Partis                      | Chef                        | Candidats | Sièges | Sièges | Voix      | Voix   | Voix     |
| Partis | Partis                      | Chef                        | Candidats | 1966   | Élus   | Nb        | %      | +/-      |
| --- | --------------------------- | --------------------------- | --------- | ------ | ------ | --------- | ------ | -------- |
| | Libéral                     | Robert Bourassa             | 108       | 50     | 72     | 1 304 341 | 45,4 % | -1,89 %  |
| | Union nationale             | Jean-Jacques Bertrand       | 108       | 56     | 17     | 564 544   | 19,7 % | -21,17 % |
| | Ralliement créditiste       | Camil Samson                | 99        | -      | 12     | 321 370   | 11,2 % | -        |
| | Parti québécois             | René Lévesque               | 108       | -      | 7      | 662 404   | 23,1 % | -        |
| | NPD Québec                  | Roland Morin                | 13        | -      | -      | 4 374     | 0,2 %  | -        |
| | Parti québécois indépendant | Parti québécois indépendant | 1         | -      | -      | 2 998     | 0,1 %  | -        |
| | Communiste                  | Samuel Walsh                | 1         | -      | -      | 213       | 0 %    | -0,01 %  |
| | Ligue socialiste            |                             | 1         | -      | -      | 145       | 0 %    | -        |
| | Crédit social uni           |                             | 1         | -      | -      | 53        | 0 %    | -        |
| | Indépendant                 | Indépendant                 | 26        | 2      | -      | 12 528    | 0,4 %  | -2,35 %  |
| Total | Total                       | Total                       | 466       | 108    | 108    | 2 872 970 | 100 %  |          |
| Le taux de participation lors de l'élection était de 84,2 % et 57 029 bulletins ont été rejetés. Il y avait 3 478 578 personnes inscrites sur la liste électorale pour l'élection. |                             |                             |           |        |        |           |        |          |

| Partis | Partis             | Chef            | Candidats | Sièges | Sièges | Voix      | Voix   | Voix     |
| Partis | Partis             | Chef            | Candidats | 1970   | Élus   | Nb        | %      | +/-      |
| --- | ------------------ | --------------- | --------- | ------ | ------ | --------- | ------ | -------- |
| | Libéral            | Robert Bourassa | 110       | 72     | 102    | 1 623 734 | 54,7 % | +9,25 %  |
| | Parti québécois    | René Lévesque   | 110       | 7      | 6      | 897 809   | 30,2 % | +7,16 %  |
| | Créditiste         | Yvon Dupuis     | 109       | 12     | 2      | 294 706   | 9,9 %  | -1,27 %  |
| | Union nationale    | Gabriel Loubier | 110       | 17     | -      | 146 209   | 4,9 %  | -14,73 % |
| | Marxiste-léniniste |                 | 15        | -      | -      | 1 395     | 0 %    | -        |
| | Communiste         | Samuel Walsh    | 3         | -      | -      | 164       | 0 %    | +0,00 %  |
| | Indépendant        | Indépendant     | 22        | 0      | -      | 6 961     | 0,2 %  | -0,21 %  |
| Total | Total              | Total           | 479       | 108    | 110    | 2 970 978 | 100 %  |          |
| Le taux de participation lors de l'élection était de 80,4 % et 54 760 bulletins ont été rejetés. Il y avait 3 764 111 personnes inscrites sur la liste électorale pour l'élection. |                    |                 |           |        |        |           |        |          |

| Partis | Partis                   | Chef             | Candidats | Sièges | Sièges | Voix      | Voix   | Voix     |
| Partis | Partis                   | Chef             | Candidats | 1973   | Élus   | Nb        | %      | +/-      |
| --- | ------------------------ | ---------------- | --------- | ------ | ------ | --------- | ------ | -------- |
| | Parti québécois          | René Lévesque    | 110       | 6      | 71     | 1 390 351 | 41,4 % | +11,15 % |
| | Libéral                  | Robert Bourassa  | 110       | 102    | 26     | 1 135 056 | 33,8 % | -20,87 % |
| | Union nationale          | Rodrigue Biron   | 108       | -      | 11     | 611 666   | 18,2 % | +13,28 % |
| | Ralliement créditiste    | Camil Samson     | 109       | 2      | 1      | 155 451   | 4,6 %  | -5,29 %  |
| | Parti national populaire | Jérôme Choquette | 36        | -      | 1      | 31 043    | 0,9 %  | -        |
| | Alliance démocratique    |                  | 13        | -      | -      | 17 762    | 0,5 %  | -        |
| | Militants syndicaux      |                  | 21        | -      | -      | 3 080     | 0,1 %  | -        |
| | Communiste               | Samuel Walsh     | 14        | -      | -      | 1 776     | 0,1 %  | +0,04 %  |
| | Travailleurs             |                  | 12        | -      | -      | 1 249     | 0 %    | -        |
| | Indépendant              | Indépendant      | 23        | -      | -      | 13 072    | 0,4 %  | +0,16 %  |
| Total | Total                    | Total            | 556       | 110    | 110    | 3 360 506 | 100 %  |          |
| Le taux de participation lors de l'élection était de 85,3 % et 70 446 bulletins ont été rejetés. Il y avait 4 023 743 personnes inscrites sur la liste électorale pour l'élection. |                          |                  |           |        |        |           |        |          |

| Partis | Partis                  | Chef             | Candidats | Sièges | Sièges | Voix      | Voix   | Voix     |
| Partis | Partis                  | Chef             | Candidats | 1976   | Élus   | Nb        | %      | +/-      |
| --- | ----------------------- | ---------------- | --------- | ------ | ------ | --------- | ------ | -------- |
| | Parti québécois         | René Lévesque    | 122       | 71     | 80     | 1 773 237 | 49,3 % | +7,95 %  |
| | Libéral                 | Claude Ryan      | 122       | 26     | 42     | 1 658 753 | 46,1 % | +12,30 % |
| | Union nationale         | Roch La Salle    | 121       | 11     | -      | 144 070   | 4 %    | -14,20 % |
| | Communiste ouvrier      |                  | 33        | -      | -      | 4 956     | 0,1 %  | -        |
| | Liberté de choix        |                  | 12        | -      | -      | 4 955     | 0,1 %  | -        |
| | Marxiste-léniniste      |                  | 40        | -      | -      | 3 299     | 0,1 %  | -        |
| | Libertarien             |                  | 10        | -      | -      | 3 178     | 0,1 %  | -        |
| | Crédit social uni       |                  | 16        | -      | -      | 1 284     | 0 %    | -        |
| | Travailleurs            |                  | 10        | -      | -      | 1 027     | 0 %    | -0,01 %  |
| | Communiste              | Samuel Walsh     | 10        | -      | -      | 768       | 0 %    | -0,03 %  |
| | Indépendant             | Indépendant      | 23        | -      | -      | 3 899     | 0,1 %  | %        |
| | Socialiste travailleurs |                  | 2         | -      | -      | 198       | 0 %    | -        |
| | Sans désignation        | Sans désignation | 4         | -      | -      | 473       | 0 %    | -        |
| Total | Total                   | Total            | 525       | 108    | 122    | 3 600 097 | 100 %  |          |
| Le taux de participation lors de l'élection était de 82,5 % et 38 523 bulletins ont été rejetés. Il y avait 4 409 276 personnes inscrites sur la liste électorale pour l'élection. |                         |                  |           |        |        |           |        |          |

## Ouvrages et publications
- René Lévesque, Option Québec : essai, Typo, 1997 (1re éd. 1968) (ISBN 2-89295-140-2)
- René Lévesque. La Passion du Québec, Montréal : Éditions Québec/Amérique, 1978
- René Lévesque. Oui, Montréal, Éditions de l'Homme, 1980
- René Lévesque, Attendez que je me rappelle...., Montréal, Québec/Amérique, 1986, 525 p. (ISBN 2-89037-294-4)
- René Lévesque. Chroniques de René Lévesque, Montréal : Québec/Amérique, 1987, 458 p.
- René Lévesque. Lumières vives. Chroniques de cinéma 1947-1949 (édition établie et présentée par Jean-Pierre Sirois-Trahan), Montréal : Boréal, 2022, 338 p.
- Rémi Maillard. René Lévesque mot à mot : citations (colligées par Rémi Maillard), Montréal : Stanké, 1997, 364 p.
- Michel Lévesque et collaborateurs. René Lévesque : textes et entrevues (1960-1987), Sillery : Presses de l'Université du Québec, 1991, 474 p. (ISBN 2-7605-0647-9)
- Renald Tremblay. René Lévesque par lui-même, 1963-1984, Montréal : Guérin littérature, 1988, 412 p.
- René Lévesque. Aux quatre vents. Théâtre radiophonique, Montréal : Leméac, 1999, 57 p.
- René Lévesque, Chroniques politiques, tome 1 - 1966-1970, sous la direction d'Éric Bédard et Xavier Gélinas, Cahiers du Québec, Hurtubise, 2014, 758 p.
- René Lévesque, Chroniques politiques, tome 2 - 1970-1971, sous la direction d'Éric Bédard et Xavier Gélinas, Cahiers du Québec, Hurtubise, 2017, 758 p.
- Échange de lettres entre 1er premier ministre du Québec, René Lévesque, et le premier ministre du Canada, Pierre Elliott Trudeau, 25 novembre, 1 et 2 décembre 1981
- Lettre du premier ministre René Lévesque à Mme Margaret Thatcher, première ministre de Grande-Bretagne, le 19 décembre 1981, et réponse de celle-ci, le 14 janvier 1982

Le fonds d'archives de René Lévesque est conservé au centre d'archives de Montréal de Bibliothèque et Archives nationales du Québec

#### En français

##### Sites Web
- « Fondation René-Lévesque»
- « Dossier René Lévesque », dans L'Encyclopédie de L'Agora, 25 mai 2006
- Aïda Zénova. « René Lévesque 1922-1987 », dans le site Web des Nouvelles de Radio-Canada
- « Point de mire sur René Lévesque », extraits de la série documentaire du même nom, dans site Web de Radio-Canada
- « René Lévesque : Un parti à fonder, un pays à bâtir », collection de 8 clips audiovidéos dans le site Web Les Archives de Radio-Canada, Société Radio-Canada, (mis à jour le 7 décembre 2006, consulté en janvier 2007)
- « À la prochaine fois », dans le site Web Les Archives de Radio-Canada, Société Radio-Canada
- « Référendum 1980 : l’avenir du Québec en question », collection de 10 clips audiovidéos dans le site Web Les Archives de Radio-Canada, Société Radio-Canada
- « Le Québec se souvient de René Lévesque », dans le site Web Les Archives de Radio-Canada, Société Radio-Canada
- « Naissance du Parti québécois », dans le site Web Les Archives de Radio-Canada, Société Radio-Canada
- Jean-Noël Dion, « René Lévesque, journaliste pour Le Clairon de Saint-Hyacinthe 1946-1949 », Le Courrier de Saint-Hyacinthe, 17 octobre 2001
- « René Lévesque », dans le site Web de l'Assemblée nationale
- René Lévesque », dans les dossiers du site Web de l'Institut de recherche sur le Québec, 25 mai 2004
- Denis Monière. « L'héritage de René Lévesque », dans L'année politique au Québec 1987-1988
- Pascale Guéricolas. « C’était le début d’un temps nouveau », dans Au fil des événements, édition du 16 novembre 2006, Volume 42, numéro 12
- « Le premier ministre René Lévesque », dépliant produit par La Commission de la capitale nationale du Québec
- Biographie dans le Répertoire du patrimoine culturel du Québec

##### Extraits de ses reportages
- René Lévesque. « Radioreportage sur la signature de l'armistice de la guerre de Corée (1953) », via le site Web Bilan du siècle

##### Portraits et biographies
- Marie Grégoire et Pierre Gince. René Lévesque et nous. 50 regards sur l'homme et son héritage politique, Montréal, Les Éditions de l'Homme, 2020, 368 p.
- Jean-Charles Panneton. Le gouvernement Lévesque. Tome 2 - Du temps des réformes au référendum de 1980, Québec, Septentrion, 2017, 360 p.
- Jean-Charles Panneton. Le gouvernement Lévesque. Tome 1 - De la genèse du PQ au 15 novembre 1976, Québec, Septentrion, 2016, 360 p.
- Denise Bombardier, «Lévesque, René», dans Dictionnaire amoureux du Québec, Paris, Plon, 2014, p. 248-252.
- Louise Beaudoin et François Dorlot. René Lévesque, Montréal : La Presse, 2007
- Martine Tremblay, Derrière les portes closes : René Lévesque et l'exercice du pouvoir 1976-1985, Montréal, Québec Amérique, 2006, 710 p. (ISBN 2-7644-0453-0).
- Pierre Godin. René Lévesque, l'homme brisé, tome 4, Montréal : Boréal, 2005
- Martin Bisaillon. Le perdant, Montréal : Les Intouchables, 2004
- Marguerite Paulin. René Lévesque - Une vie, une nation, XYZ Éditeur : Montréal, 2003, 168 p.  (ISBN 2-89261-377-9)
- Pierre Godin. René Lévesque, L'espoir et le chagrin (1976-1980), tome 3, Montréal : Boréal, 2001
- Pierre Godin. René Lévesque, Héros malgré lui (1960-1976), tome 2, Montréal : Boréal, 1997
- Pierre Godin. René Lévesque, Un enfant du siècle (1922-1960), tome 1, Montréal : Boréal, 1994
- Pierre Godin, René Lévesque, un homme et son rêve, Montréal, Éditions du Boréal, 2007 (ISBN 2-7646-0838-1)
- Claude Fournier. René Lévesque : portrait d'un homme seul, Montréal : Éditions de l'Homme, 1993, 341 pages  (ISBN 2-7619-1153-9)
- Michel Lévesque. René Lévesque, Montréal : Lidec, 1991
- Pierre Godin. Les Frères divorcés, Montréal : Éditions de l'Homme, 1986
- Pierre Vallières. Les Scorpions associés, Montréal : Éditions Québec-Amérique, 1978, 156 p. N.B.: Les "scorpions" du titre sont Pierre Elliott Trudeau (et le fédéralisme pan-canadien) et René Lévesque (et les espérances souverainistes du Québec).  (ISBN 0-88552-046-7)
- Alain Pontaut. René Lévesque ou l'idéalisme pratique, Montréal : Leméac, 1983
- Peter Desbarats. René Lévesque ou le projet inachevé, Montréal : Fides, 1977 (traduction de Robert Guy Scully)
- Jean Provencher. René Lévesque : portrait d'un Québécois, Montréal : La Presse, 1973, 270 pages  (ISBN 0-7777-0056-5)
- François Aubin. René Lévesque tel quel, Montréal : Boréal Express, 1973
- Le 100e de René Lévesque : Grand entretien avec Lucien Bouchard par les Rendez-vous d'histoire de Québec

##### Universitaire
- Alexandre Stefanescu et Céline Saint-Pierre (direction), René Lévesque, les ressources naturelles et le développement économique, VLB éditeur, Montréal, 2015, 164 p.
- Alexandre Stefanescu et Éric Bédard (direction), René Lévesque, homme de la parole et de l'écrit, VLB éditeur, Montréal, 2012, 175 p.
- Alexandre Stefanescu (dir.), René Lévesque, mythes et réalités, VLB éditeur, Montréal, 2008, 252 p.
  - Serge Denis, « Le projet politique de René Lévesque, la social-démocratie et le mouvement ouvrier. 1967-1977 », dans Alexandre Stefanescu (dir.), René Lévesque, mythes et réalités, 2008, p. 91-120
- Yves Bélanger et Michel Lévesque, éd. René Lévesque, l'homme, la nation, la démocratie, Presses de l'Université du Québec, 1992
- André Carrier. Les idées sociales, économiques et politiques de René Lévesque, thèse de maîtrise à l'université d'Ottawa, 1970

##### Recensions
- Guy Lachapelle. Recension de « Voyage au levant - De Lawrence d'Arabie à René Lévesque » de Michel Lemieux, dans Politique et Sociétés, no 25, Hiver 1994

##### Généalogie
- Paul-Émile Racan-Bastien. Généalogie ascendante de René Lévesque, premier ministre du Québec, tome I, Éditions historiques et généalogiques Pepin, 2001 480 p.  (ISBN 2-554-02398-0)
- Paul-Émile Racan-Bastien. Généalogie ascendante de René Lévesque, premier ministre du Québec, tome II, Éditions historiques et généalogiques Pepin, 2001 480 p.  (ISBN 2-554-02399-9)

##### Autres
- Mononc' Serge & Anonymus. « René Lévesque », Musique Barbare, 2008
- Les Cowboys Fringants. « Lettre à Lévesque », dans l'album La grande Messe, 2004
- Victor Teboul. René Lévesque et la communauté juive : Entretiens, Éditions des Intouchables, 2001, 64 pages  (ISBN 2-89549-034-1)
- Michel Lemieux. Voyage au Levant : de Lawrence d'Arabie à René Lévesque, Sillery : Septentrion, 1992, 384 pages  (ISBN 2-921114-69-0)
- Claude-V. Marsolais, Le référendum confisqué : histoire du référendum québécois du 20 mai 1980, VLB, 1992 (ISBN 2-89005-486-1)
- Claude Morin. Mes premiers ministres : Lesage, Johnson, Bertrand, Bourassa et Lévesque, Montréal : Boréal, 1991, 632 pages  (ISBN 2-89052-440-X)
- Michel Arsenault. « René Lévesque, une vie », dans L'Actualité, 1987
- Collectif. Le Québec 1967-1987 : du Général de Gaulle au lac Meech, Montréal : Guérin littérature, 1987
- Marcel Léger. Le Parti québécois : ce n'était qu'un début, Montréal : Québec/Amérique, 1986.
- Jules-Pascal Venne, dir. Au-delà de l'image... suivi de René Lévesque, Libérer l'avenir, Montréal : Québec/Amérique, 1985
- Gérard Bergeron. Notre miroir à deux faces : Trudeau-Lévesque, Montréal : Québec/Amérique, 1985
- Graham Fraser. Le Parti québécois, Montréal : Libre Expression, 1984 (traduit de l'anglais par Dominique Clift)
- Gérard Pelletier. Les années d'impatience, 1950-1960, Montréal : Stanké, 1983
- Claude Charron. Désobéir, Trois-Rivières : VLB Éditeur, 1983
- Louis La Rochelle. En flagrant délit de pouvoir : chronique des événements politiques de Maurice Duplessis à René Lévesque Montréal : Boréal Express, 1982
- Lise Payette. Le pouvoir ? Connais pas !, Montréal : Québec Amérique, 1982
- Don Murray. De Bourassa à Lévesque, Quinze, 1978
- Vera Murray. Le Parti québécois : de la fondation à la prise du pouvoir, Montréal : Hurtubise HMH, 1976
- Camille Laurin. Ma traversée du Québec (préface de René Lévesque), Éditions du Jour, 1970

##### Radio et télévision
- Gilles Walker. René, télésérie dramatique, 2005 (œuvre de fiction)« René - Oeuvre », sur Qui Joue Qui ? - La référence en séries et téléromans québécois (consulté le 15 mai 2021)
- Roger Cardinal. René Lévesque, télésérie dramatique, 1994 (œuvre de fiction)« Oeuvres », sur collections.cinematheque.qc.ca (consulté le 15 mai 2021)
- Claude Godbout, Roger Racine, Marc Renaud. René Lévesque, Héros malgré lui, série documentaire en 3 épisodes (Le rebelle (1922-1967), Le patriote (1967-1977), Le démocrate (1977-1987)), Production René Lévesque (en collaboration avec Télé-Québec), Québec, 2003« Télévision - Héros malgré lui », sur Le Devoir (consulté le 15 mai 2021)
- Point de mire sur René Lévesque, série documentaire en 10 épisodes d'une heure, GSI Musique en collaboration avec Radio-Canada, 2002« Point de mire sur René Lévesque », sur ici.radio-canada.ca (consulté le 15 mai 2021)
- Pierre Perrault. Un pays sans bon sens !, 1970Office national du film du Canada, « Un pays sans bon sens! » (consulté le 15 mai 2021)
- The Champions/Les champions, série documentaire en trois parties sur René Lévesque et Pierre Elliott Trudeau produit par l'Office national du film et Radio-Canada, 2008Office national du film du canada Gouvernement du Canada, « Office national du film du Canada », 11 octobre 2012 (consulté le 16 mai 2021)
- Félix Leclerc. Hommage à René Lévesque

#### En anglais

##### Livres
- David Fennario. The Death of Rene Levesque, Talonbooks, March 10, 2003, 72 pages  (ISBN 0-88922-480-3)
- Graham Fraser. PQ: René Lévesque and the Parti Québécois in Power, Montréal, McGill-Queen's University Press; 2nd édition, août 2002, 434 pages  (ISBN 0-7735-2310-3)
- Claude Fournier. Rene Levesque: Portrait of a Man Alone, McClelland & Stewart, 15 avril, 1995, 272 pages  (ISBN 0-7710-3216-1)
- René Lévesque. Rene Levesque Memoirs, McClelland & Stewart, 1986 (traduit par Philip Stratford)
- Graham Fraser. PQ: René Lévesque and the Parti Québécois in Power, Montréal, Libre Expression, 1984
- René Lévesque. My Québec, Methuen, 1979, 191 pages,  (ISBN 0-458-93980-3)
- Peter Desbarats. René, Montréal, Fides, 1976
- Peter Desbarats. Rene: a Canadian in search of a country, McClelland and Stewart 1976, 223 pages  (ISBN 0-7710-2691-9)
- Marguerite Paulin. René Lévesque: Charismatic Leader, XYZ Publishing, January 10, 2004, 176 pages  (ISBN 1-894852-13-3) (traduit par Jonathan Kaplansky)
- Jean Provencher, David Ellis. Rene Levesque: Portrait of a Quebecois, Paperjacks, June 1977  (ISBN 0-7701-0020-1)
- René Lévesque. Quotations from René Lévesque, Éditions Héritage, 1977, 105 pages  (ISBN 0-7773-3942-0)
- Pierre Dupont. How Levesque Won, Lorimer, January 1, 1977, 136 pages  (ISBN 0-88862-130-2) (traduit par Sheila Fischman)
- René Lévesque. An Option for Quebec, McClelland and Stewart, 1968, 128 pages

##### Sites Web
- « René Lévesque's Separatist Fight », dans le site Web CBC Archives

#### Politique
- Parti québécois
- Parti libéral du Québec
- Gouvernement René Lévesque
- Histoire du mouvement indépendantiste québécois
- Rapatriement de la Constitution du Canada
- Société distincte

#### Journalisme
- Bureau d'information de guerre des États-Unis
- Point de mire
- Grève des réalisateurs de Radio-Canada

#### Économie
- Nationalisation de l'électricité au Québec

#### Histoire
- Grande Noirceur
- Révolution tranquille
- Crise d'Octobre
- Fusillade du 8 mai 1984 à l'hôtel du Parlement du Québec